# مقاطعة مليبار
مقاطعة مليبار، المعروفة أيضًا باسم منطقة مالايالام، كانت منطقة إدارية في جنوب غرب ساحل مليبار لرئاسة بومباي (1792-1800) ورئاسة مدراس (1800-1947) في الهند البريطانية، وولاية مدراس الهندية المستقلة (1947-1956). كانت المنطقة الأكثر اكتظاظًا بالسكان وثالث أكبر منطقة في ولاية مدراس السابقة. شملت المقاطعة البريطانية المقاطعات الحالية في كانور، كوريكود، واياناد، مالابورا، بالاكاد (باستثناء مدينة تشيتور)، تشافاكاد طالوك وأجزاء من كودونغالور طالوك في منطقة ثريسور (الجزء السابق من بوناني طالوك)، ومنطقة فورت كوتشي في منطقة إرناكولام في الأجزاء الشمالية والوسطى من ولاية كيرالا الحالية، وجزر لكشديب، وجزء كبير من منطقة نلغيري في تاميل نادو. شكلت المستوطنات المنفصلة في تانغاسيري وأنشوثينقو، اللتين كانتا مستعمرتين بريطانيتين داخل مملكة ترافانكور في جنوب ولاية كيرالا، جزءًا من مقاطعة مليبار حتى عام 1927. المالايالامية كانت إدارية بالإضافة إلى معظم اللغات المشتركة المنطوقة في منطقة مليبار خلال الحكم البريطاني. جسيري، لهجة مميزة من المالايالامية، تم التحدث بها في جزر لاكاديف. اندمجت مقاطعة مليبار مع ولاية ترافنكور-كوشين السابقة (1950-1956) لتشكيل ولاية كيرالا وفقًا لقانون إعادة تنظيم الولايات لعام 1956. في نفس اليوم، تم أيضًا ضم منطقة كاساراجود الحالية في منطقة جنوب كانارا إلى مليبار، وأعيد تنظيم جزر لاكاديف ومينيكوي في مليبار لتشكيل إقليم اتحاد جديد. تم تقسيم مليبار إلى مناطق ثلاثية لتشكيل مقاطعات كانور، كوريكود، وبالاكاد، في 1 يناير 1957.
كانت مدينة كاليكوت عاصمة مليبار. تم تقسيمها إلى شمال مليبار وجنوب مليبار في 1793 لسهولة الإدارة، مع مقرها الإقليمي في تالاسيري وتشيربولاسيري (تغيرت لاحقًا إلى أوتابالام) على التوالي. خلال الحكم البريطاني، كانت أهمية مليبار الرئيسية هي إنتاج الفلفل وجوز الهند والبلاط. في السجلات الإدارية القديمة لرئاسة مدراس، يُسجل أن المزرعة الأكثر تميزًا التي تملكها الحكومة في رئاسة مدراس السابقة كانت مزرعة خشب الساج في نيلامبور المزروعة عام 1844. كان لمقاطعة مليبار والموانئ في بيبور وحصن كوتشي نوعًا من الأهمية في رئاسة مدراس السابقة حيث كانت واحدة من منطقتين للرئاسة تقع على ساحل مليبار الغربي، وبالتالي الوصول إلى الطريق البحري عبر بحر العرب. تم وضع أول خط سكة حديد في ولاية كيرالا من تيرور إلى بيبور في عام 1861. عمل دليل مليبار من تأليف ويليام لوقان كمجلدين يشرحان خصائص مليبار.

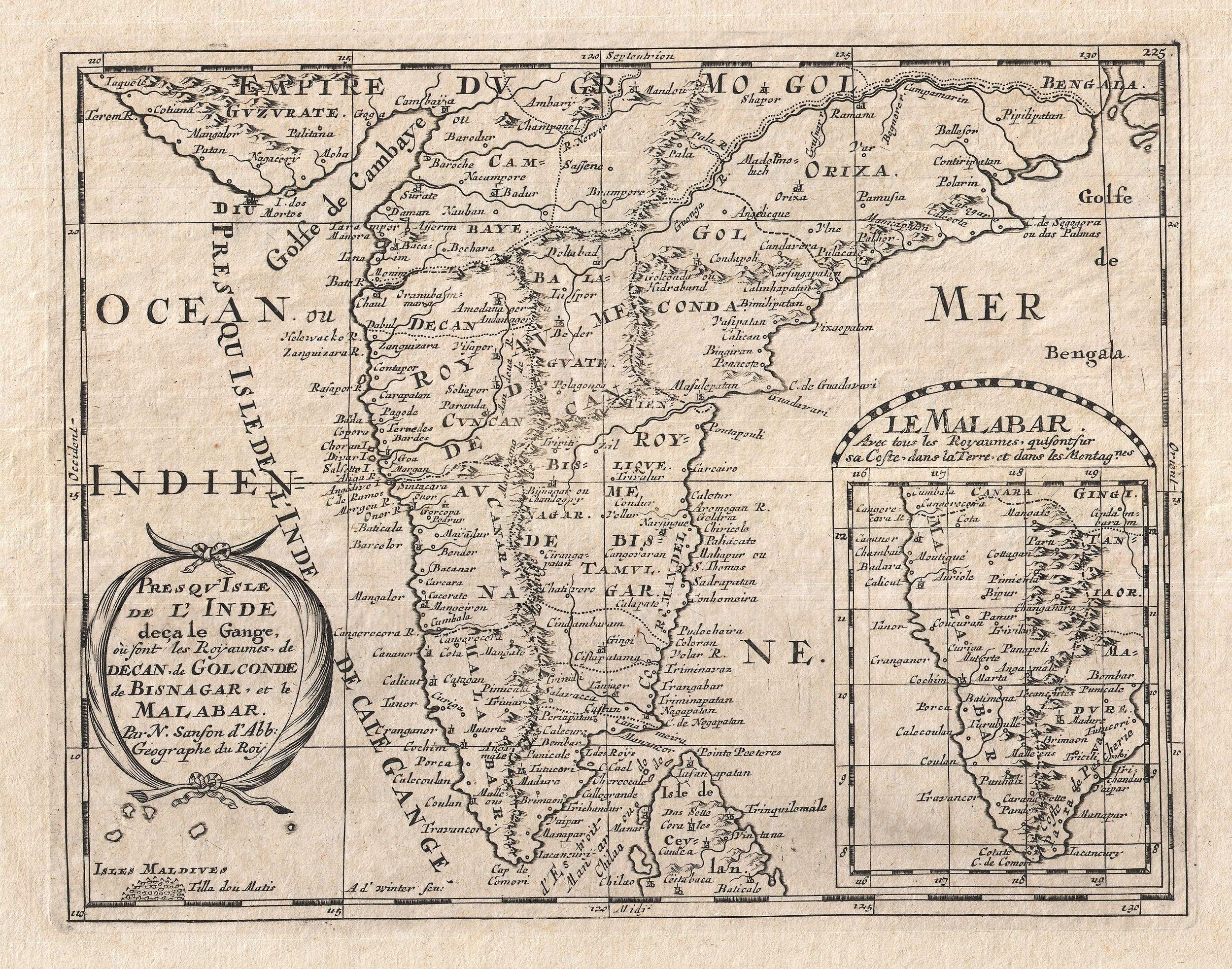
خريطة الهند عام 1652 (تم تمييز مليبار بشكل منفصل على الجانب الأيمن)

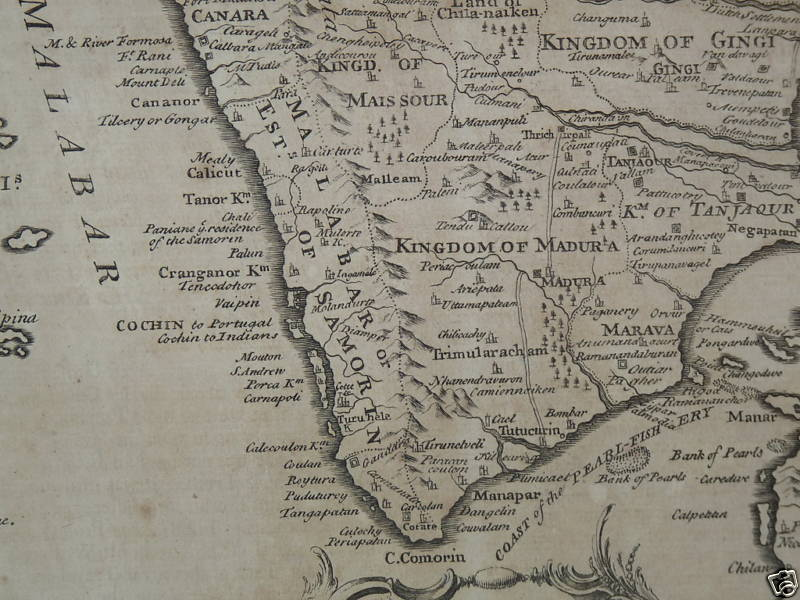
خريطة ساحل مليبار عام 1744

تقع المنطقة بين بحر العرب من الغرب، ومنطقة جنوب كانارا في الشمال، وغاتس الغربية (ولايات كورج وميسور الأميرية، ونيلجيريس وكويمباتور) من الشرق، وولاية كوشين الأميرية في الجنوب. غطت المنطقة مساحة 15,027 كيلومتر مربع (5,802 ميل2)، وتمتد لمسافة 233 كيلومتر (145 ميل) على طول الساحل و 40–120 كيلومتر (25–75 ميل) في الداخل. يعني اسم مالا-بار «منحدرات التلال».
بدأت جميع الأحزاب السياسية الرئيسية في ولاية كيرلا قبل الاستقلال مثل المؤتمر الوطني الهندي، الحزب الشيوعي الهندي، والرابطة الإسلامية عملها في ولاية كيرلا في مقاطعة مليبار كجزء من النضال من أجل الحرية. تم تشكيل لجنة الكونغرس بولاية كيرلا براديش في عام 1921 في أوتابالام، على ضفة نهر بهاراتابوزا. في يوليو 1937، عقد اجتماع سري لحزب المؤتمر الاشتراكي، وهو الحزب السياسي الذي شكله الاشتراكيون في الكونغرس، في كاليكوت. تم تشكيل الحزب الشيوعي الهندي في ولاية كيرلا في 31 ديسمبر 1939 مع مؤتمر بيناراي الذي عقد بالقرب من تلاشيري. كان القادة السابقون لحزب المؤتمر الاشتراكي، مثل EMS Namboodiripad وايه كيه قبلان، هم الذين شكلوا الحزب الشيوعي الهندي في ولاية كيرلا. كما تم تشكيل الرابطة الإسلامية في ثلاثينيات القرن الماض، في اجتماع عُقد في بيناراي.

## علم أصول الكلمات
حتى وصول البريطانيين، تم استخدام مصطلح مليبار في دوائر التجارة الخارجية كاسم عام لولاية كيرلا. في وقت سابق، تم استخدام مصطلح مليبار أيضًا للإشارة إلى طولو نادو وكانياكوماري المتاخمة لولاية كيرلا في الساحل الجنوبي الغربي للهن، بالإضافة إلى ولاية كيرلا الحديثة. عُرف شعب مليبار باسم مليبار. لا يزال مصطلح مليبار يستخدم غالبًا للإشارة إلى الساحل الجنوبي الغربي للهند بأكمله. منذ زمن كوزماس إنديكوبلوستيس (القرن السادس الميلادي) نفسه، اعتاد البحارة العرب أن يطلقوا على كيرلا اسم ذكر. العنصر الأول من الاسم، مع ذلك، تم إثباته بالفعل في الطوبوغرافيا التي كتبها كوسماس إنديكوبليوتس. يشير هذا إلى متجر الفلفل المسمى مال، والذي أعطى اسمه بوضوح لمليبار («بلد مالي»). يُعتقد أن اسم ذكر يأتي من الكلمة المالايالامية مالا («التل»). لا بد أن البيروني (973 - 1048 م) كان أول من أطلق على هذه الدولة اسم مليبار. يذكر مؤلفون مثل ابن خرداذبة والبلادوري موانئ مليبار في مؤلفاتهم. وقد أطلق الكتاب العرب على هذا المكان اسم مليبار ومنيبار وموليبار ومنيبار. يذكرنا مليبار بكلمة مالاناد التي تعني أرض التلال. وفقًا لـ وليام لوغان، تأتي كلمة مليبار من مزيج من الكلمة المالايالامية مالا (التل) والكلمة الفارسية / العربية «بر» (أرض).

## تاريخ

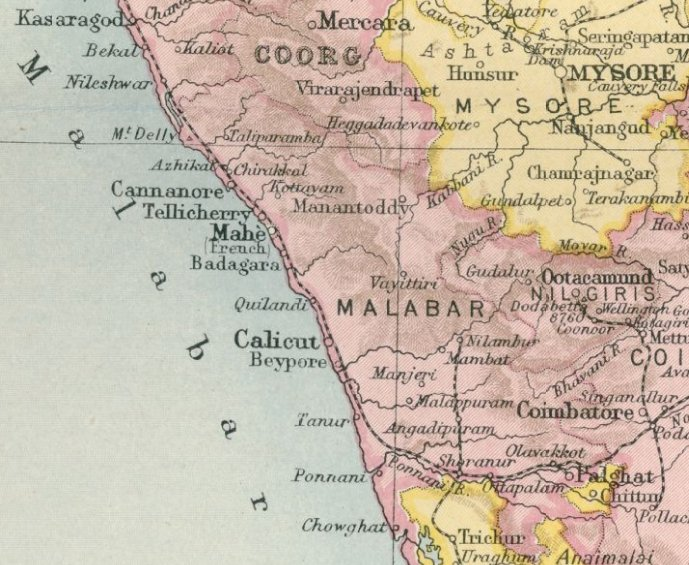
مدن مهمة في منطقة مليبار السابقة

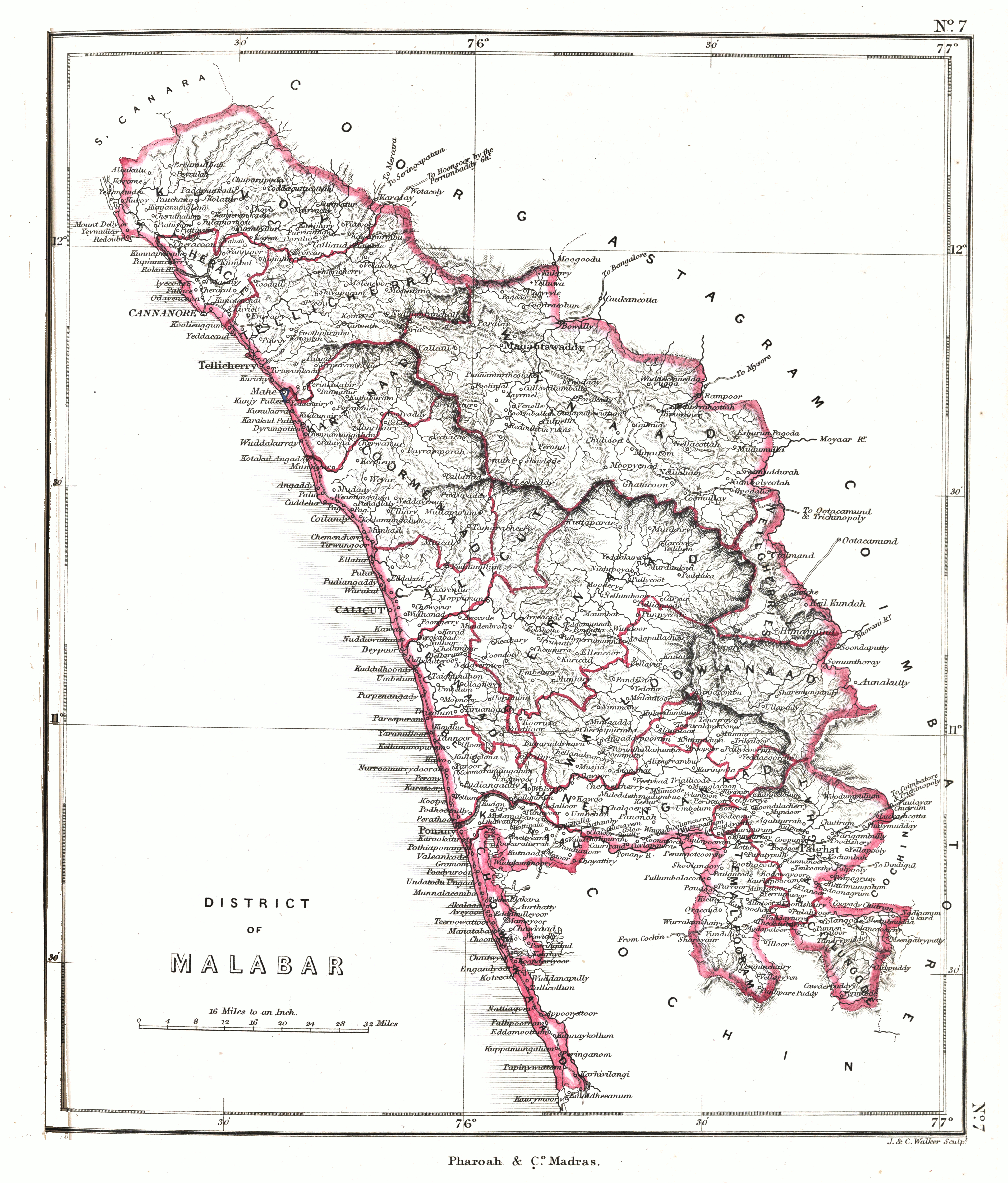
خريطة قديمة لمنطقة مليبار (1854). لاحظ أن طالوك باندالور و قودالور و كوندة في منطقة نيلاقيري الحالية كانت أجزاء من واياناد طالوك في عام 1854. أعيد ترتيب طالوك مليبار في 1860 و 1877.

### جنوب مليبار

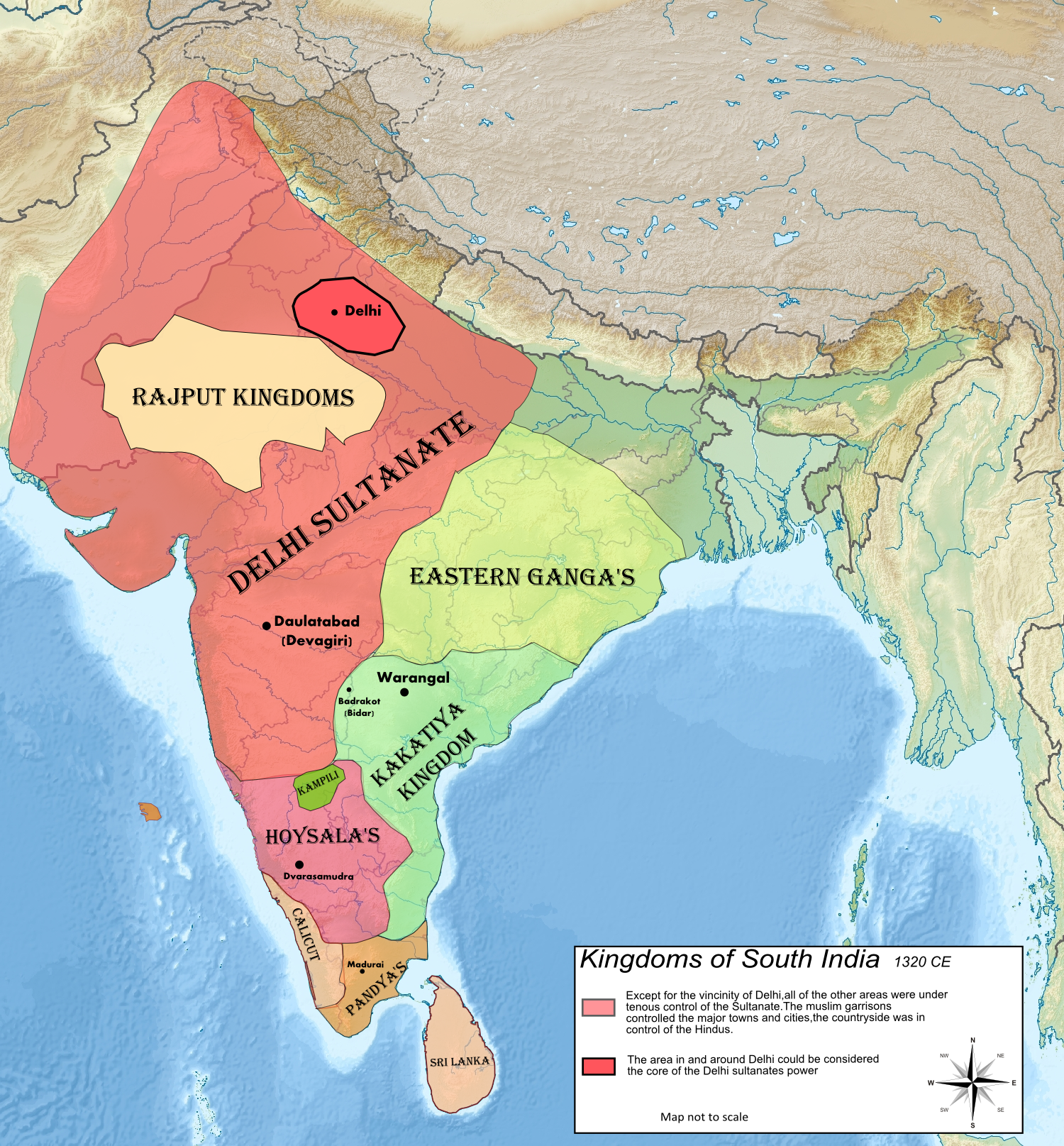
الهند في أوائل عام 1320 م. لاحظ أن معظم أجزاء ولاية كيرلا الحالية كانت تحت تأثير السامري في كاليكوت.

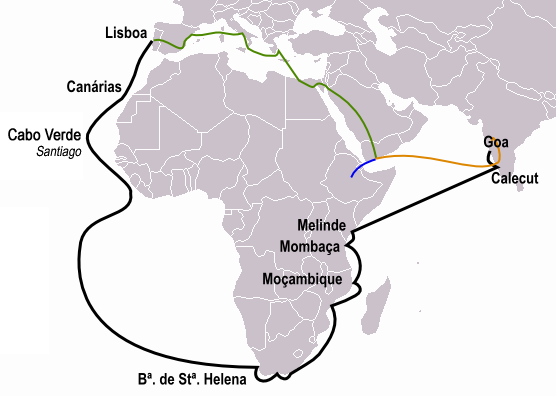
المسار الذي سلكه فاسكو دا جاما للوصول إلى كاليكوت (الخط الأسود) في عام 1498، والذي كان أيضًا اكتشاف طريق بحري من أوروبا إلى الهند، وفي النهاية مهد الطريق للاستعمار الأوروبي لشبه القارة الهندية. في ذلك الوقت، كان سامريو كاليكوت يقيمون في بوناني

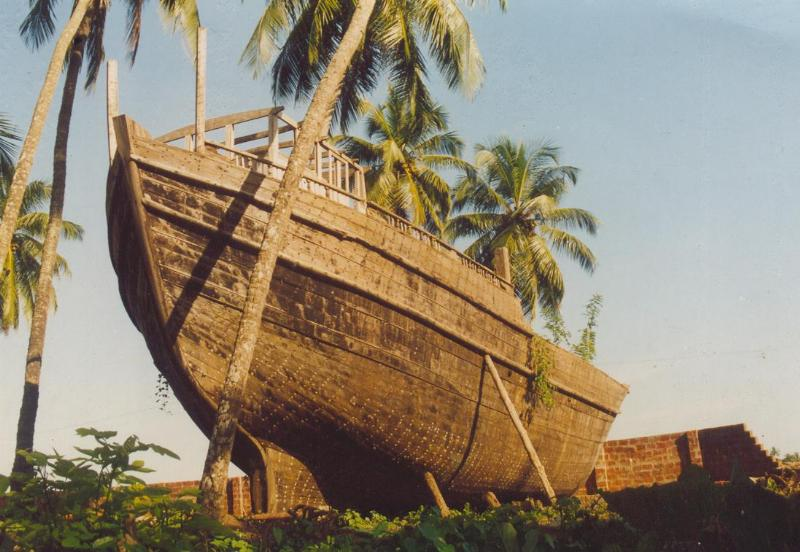
أورو، نوع من السفن التي بنيت في بيبور، كاليكوت

#### العصر القديم
تم تحديد ميناء تينديس البحري القديم، الذي كان آنذاك مركزًا للتجارة مع روما القديمة، تقريبًا مع بوناني وتي وكادالوندي - فاليكونو. كانت تينديس مركزًا رئيسيًا للتجارة، بعد موزيريس فقط، بين التشرائيون والإمبراطورية الرومانية. كان لنهر بهاراتابوزا (نهر بوناني) أهمية منذ فترة سنغام (القرنين الأول والرابع الميلادي)، نظرًا لوجود «فجوة بالاكاد» التي ربطت ساحل مليبار مع ساحل كورومانديل عبر الأراضي الداخلية.
يذكر بليني الأكبر (القرن الأول الميلادي) أن ميناء تينديس كان يقع على الحدود الشمالية الغربية لكيبروتوس (سلالة شيرا). كانت منطقة شمال مليبار، التي تقع شمال ميناء تينديس، محكومة من قبل مملكة إزيمالا خلال فترة سانغام. وفقًا لـ محيط البحر الأحمر، بدأت المنطقة المعروفة باسم ليميريك في نورا و تينديس. ومع ذلك، يذكر بطليموس فقط تينديس كنقطة انطلاق ليميريك. ربما انتهت المنطقة في كانياكوماري. وبالتالي فهو يتوافق تقريبًا مع ساحل مليبار الحالي. قدرت قيمة تجارة روما السنوية مع المنطقة بحوالي 50,000,000 سيسترسس. ذكر بليني الأكبر أن ليميريك كانت عرضة للقراصنة. ذكرت مجموعة كوسماس إنديكوبليوتس أن ليميريك كانت مصدرًا للفلفل.

#### أوائل العصور الوسطى
ثلاثة نقوش تعود إلى 932 م، تم العثور عليها من تريبانقود (بالقرب من تيرونافايا)، كوتاكال، وشاليار، تذكر اسم قودا رافي من سلالة تشيرا. ينص نقش تريبانقود على اتفاقية ثافانور. تم العثور على العديد من النقوش المكتوبة باللغة المالايالامية القديمة والتي تعود إلى القرن العاشر الميلادي، من سوكابورام بالقرب من إدابال، والتي كانت واحدة من 64 قرية نامبوديري القديمة في كيرلا. يمكن رؤية أوصاف حكام منطقتي إيراناد وفالوفاناد في لوحات النحاس اليهودية في باسكارا رافي فارمان (حوالي 1000 م) وألواح فيراراغافا النحاسية في فيرا راجافا تشاكرافارثي (حوالي 1225 م). حكم إراناد من قبل عشيرة سامانثان ناير المعروفة باسم عرادي، على غرار الفيلودي من فالوفاناد ونيدونقادي من نيدونقاناد. عُرف حكام فالوفاناد بلقب عرالباد / عرادي. كان حاكم إيراناد هو الذي أصبح فيما بعد سامري كاليكوت بضم مدينة كاليكوت الساحلية من بولاناد، التي كانت تابعة لكولاثونادو. يعود حاكم مملكة كوشين أيضًا إلى بوناني في جنوب مليبار. كان جنوب مليبار أيضًا مقرًا لممالك باراباناد، فيتاثونادو، فالوفانادو، نيدونقاناد، وبالاكاد. عائلة باراباناد الملكية هي سلالة ابن عم من العائلة المالكة ترافانكور. كان آزهافنشري ثامبراكال الإقطاعيين من أثافاناد. تقع مدينة تيرونافايا، مقر مهرجان مامنكام، على ضفة نهر بهاراتابوزا.

#### صعود كاليكوت
في القرن الرابع عشر، غزت كاليكوت أجزاء أكبر من وسط ولاية كيرلا بعد الاستيلاء على منطقة تيرونافايا من فالوفاناد، التي كانت تحت سيطرة ملك بيرومبادابو سواروبام (مملكة كوتشين). أُجبر حاكم بيرومبادابو على تغيير عاصمته (ح.ع. 1405) جنوبًا من كودونقالور إلى كوتشي. في القرن الخامس عشر، تم تقليص وضع كوشين إلى ولاية كاليكوت التابعة، مما أدى إلى ظهور كاليكوت كأقوى مملكة في ساحل مليبار في العصور الوسطى.
كانت كاليكوت أكبر مدينة في ولاية كيرلا الهندية تحت حكم سامري كاليكوت، وهي مملكة مستقلة مقرها في كاليكوت. ظلت كذلك حتى القرن الثامن عشر الميلادي. كان ميناء كاليكوت هو المدخل إلى ساحل جنوب الهند للعرب والبرتغاليين والهولنديين وأخيراً البريطانيين. يعود الفضل إلى كنجالي مرقار، الذي كان القائد البحري لسامري كاليكوت، في تنظيم أول دفاع بحري للساحل الهندي. تحت الحكم البريطاني، أصبحت كاليكوت المقر الرئيسي لمنطقة مليبار، إحدى المنطقتين في الساحل الغربي لرئاسة مدراس السابقة. احتل الميناء في كاليكوت موقعًا اقتصاديًا وسياسيًا متفوقًا في ساحل ولاية كيرلا في العصور الوسطى، بينما كانت كانور وكولام وكوتشي موانئ ثانوية ذات أهمية تجارية، حيث كان يجتمع التجار من مختلف أنحاء العالم. وصل البرتغاليون إلى كاباد كاليكوت عام 1498 خلال عصر الاكتشاف، وبذلك فتحوا طريقًا بحريًا مباشرًا من أوروبا إلى جنوب آسيا.
في ذروة حكمهم، حكم سامري كاليكوت منطقة من كولام (كويلون) في الجنوب إلى بانثالاييني كولام (كويلاندي) في الشمال. كانوا أقوى الحكام على ساحل مليبار وكانت كاليكوت أكبر مدينة في ولاية كيرلا حتى العصر البرتغالي. قام سامري كاليكوت، الذي كان في الأصل حاكم إيراناد ومقره نيديروبو، بتطوير الميناء في كاليكوت وغير مقره هناك للتجارة البحرية. ابن بطوطة (1342-1347)، الذي زار مدينة كاليكوت ست مرات، يعطي لمحة عن الحياة في المدينة. ويصف كاليكوت بأنها «أحد الموانئ العظيمة في مقاطعة مليبار» حيث يوجد «تجار من جميع أنحاء العالم». ملك هذا المكان، كما يقول، «يحلق ذقنه كما يفعل الحيدري المزيفون في روما. . . إن الجزء الأكبر من التجار المسلمين في هذا المكان من الأثرياء بحيث يمكن لأحدهم شراء أجرة الشحن الكاملة لهذه الأواني الموضوعة هنا وتجهيز الآخرين مثلهم». يذكر ما هوان (1403م)، وهو بحار صيني من الأسطول الإمبراطوري الصيني تحت قيادة تشينغ هو (تشنغ خه)، المدينة كمركز تجاري كبير يتردد عليه التجار من جميع أنحاء العالم. وقد لاحظ وجود 20 أو 30 مسجدًا تم بناؤها لتلبية الاحتياجات الدينية للمسلمين، ونظام الحساب الفريد من قبل التجار باستخدام أصابعهم وأصابع قدمهم (المتبع حتى يومنا هذا)، ونظام الخلافة الأمومي. عبد الرزاق (1442-1443)، نيكولو دي كونتي (1445)، أفاناسي نيكيتين (1468–74)، لودوفيكو دي فارتيما (1503-1508)، ودوارتي باربوسا شهدوا المدينة كواحدة من المراكز التجارية الرئيسية في شبه القارة الهندية حيث يمكن رؤية المتداولين من مختلف أنحاء العالم.
اعتادت مملكة كوشين على تبني أعضاء من مملكة تنور في فترة العصور الوسطى. كونها موطنًا لشخصيات بارزة مثل Thunchathu Ezhuthachan و Poonthanam نامبوديري و Melpathur Narayana Bhattathiri وكونشان نامبيار وأحمد زين الدين مخدوم، كانت جنوب مليبار العاصمة الثقافية لولاية كيرلا في العصور الوسطى. ازدهرت مدرسة كيرلا لعلم الفلك والرياضيات بين القرنين الرابع عشر والسادس عشر. في محاولة لحل المشكلات الفلكية، أنشأت مدرسة كيرلا بشكل مستقل عددًا من مفاهيم الرياضيات المهمة، بما في ذلك التوسع المتسلسل للوظائف المثلثية. كان مقر مدرسة كيرلا للفلك والرياضيات في فيتاثونادو (منطقة تيرور) في جنوب مليبار.
كانت كاليكوت وتانور وبوناني هي المدن الساحلية الثلاث الرئيسية في منطقة جنوب مليبار، في حين تضمنت الموانئ التجارية الثانوية بيبور وبارابانانقادي وشاليام. شكلت مملكة تانور الساحلية، ومملكة فالوفاناد في الداخل، وبالاكاد في المنطقة الجبلية ممالك رئيسية أخرى في منطقة جنوب مليبار في فترة العصور الوسطى. مارثاندا فارما، مؤسسة ترافنكور، تنتمي إلى عائلة باراباناد الملكية. في عام 1664، تم إنشاء بلدية فورت كوتشي من قبل شركة مليبار الهولندية، مما يجعلها أول بلدية في شبه القارة الهندية، والتي تم حلها عندما ضعفت السلطة الهولندية في القرن الثامن عشر.

### شمال مليبار

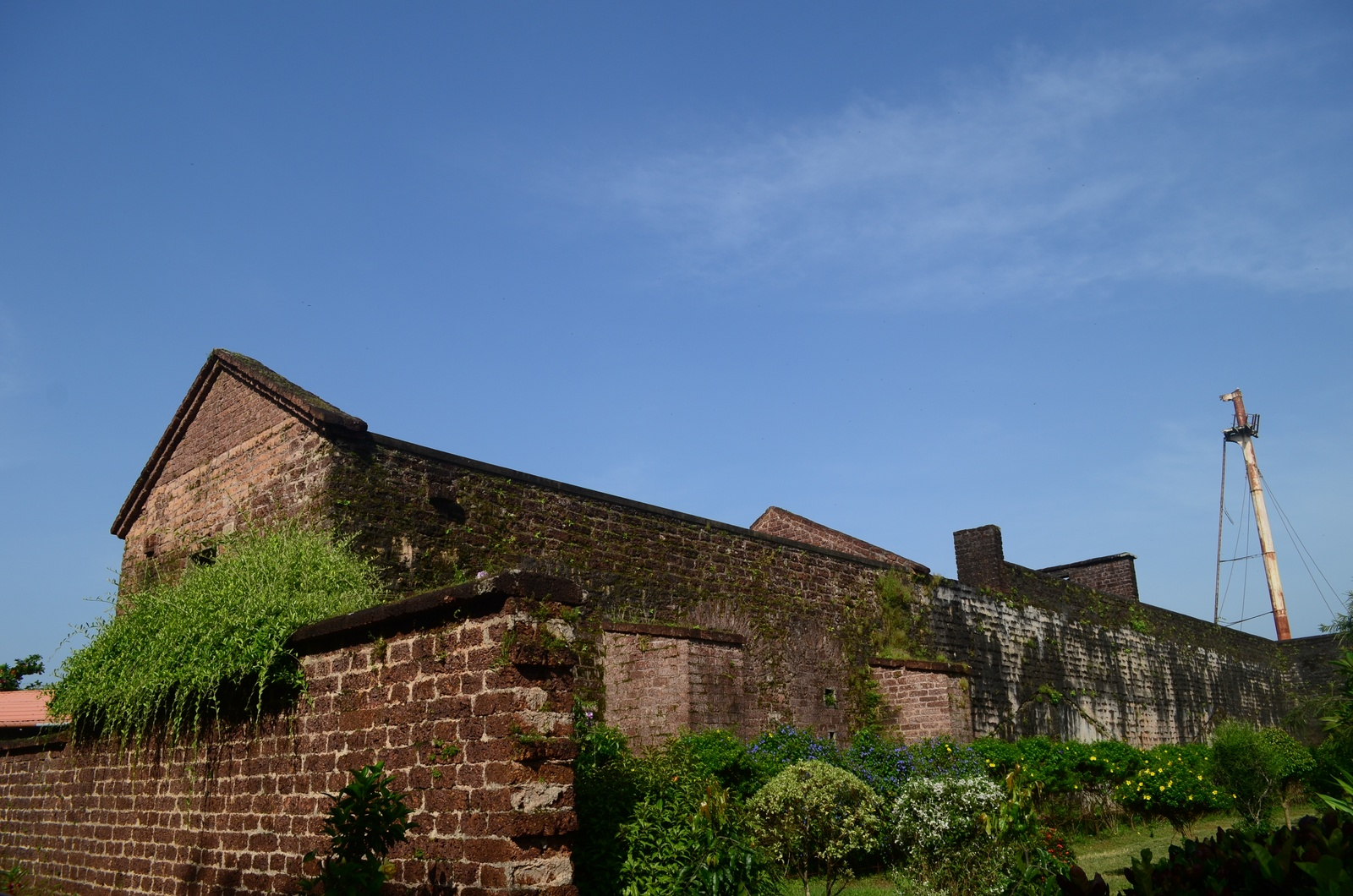
حصن القديس أنجيلو في كانور

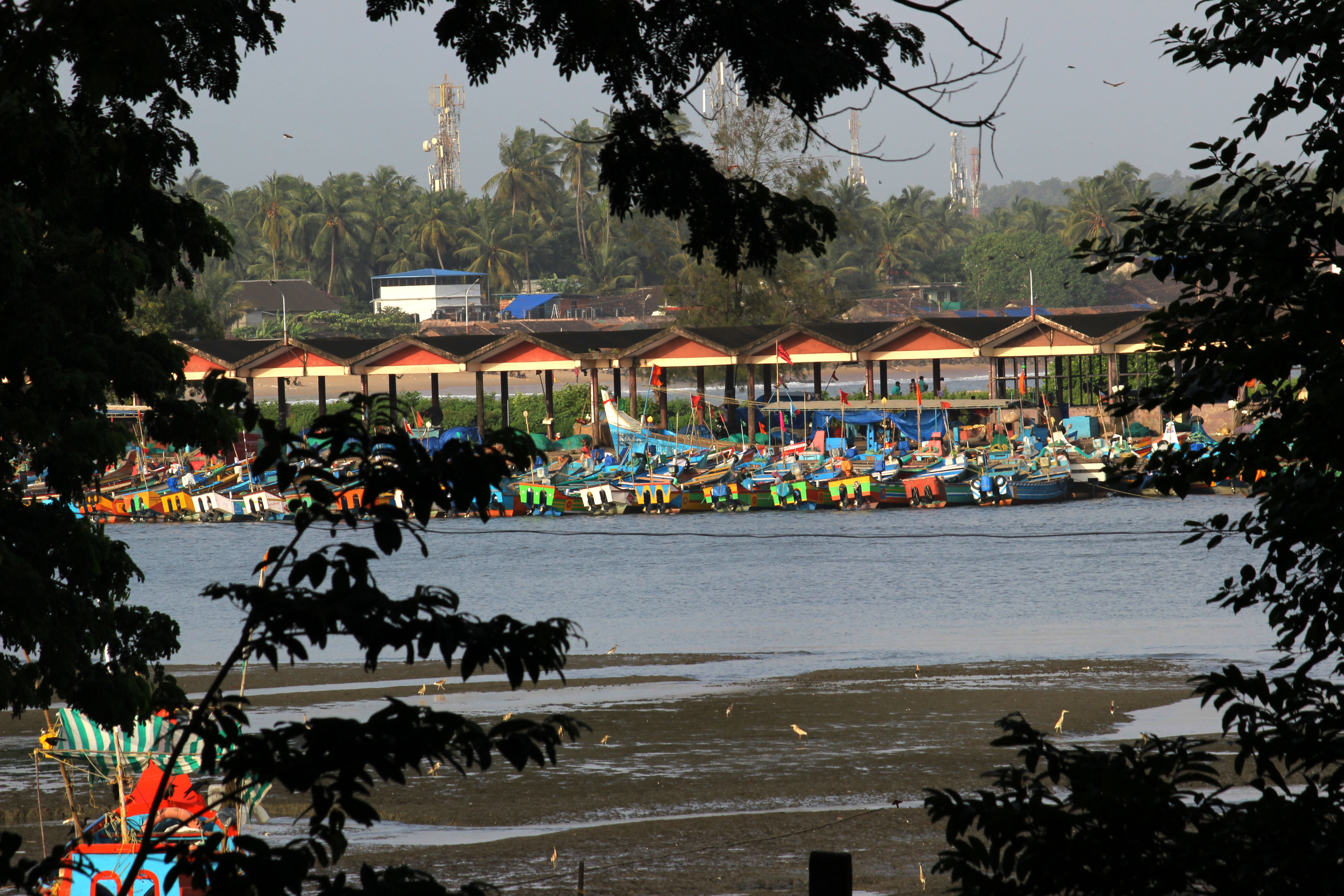
ميناء خليج مابيلا في آيقارا. من جهة، يوجد قلعة القديس أنجيلو (التي بُنيت عام 1505) وعلى الجانب الآخر قصر أراكال.

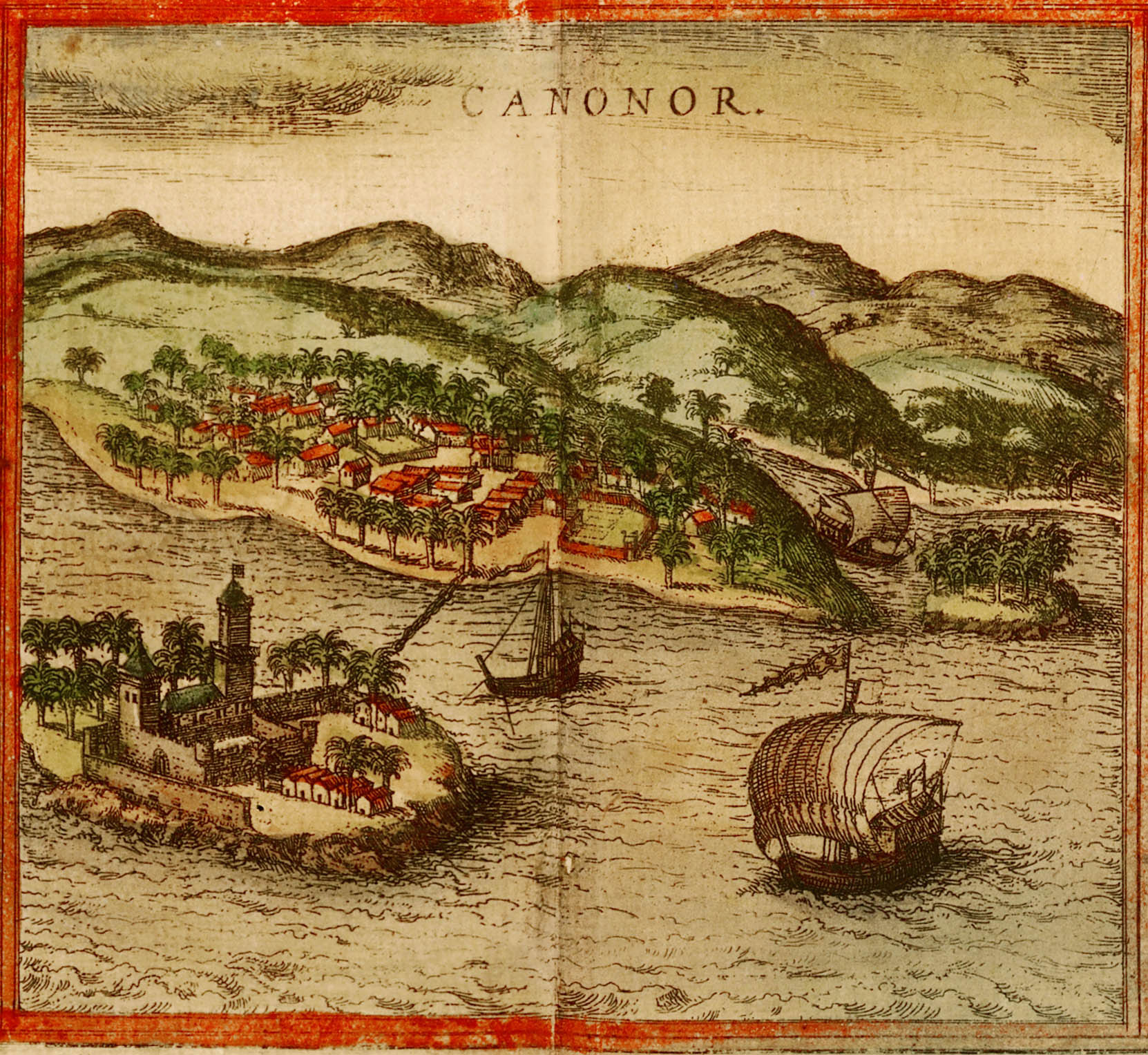
صورة كانور مرسومة عام 1572، من أطلس جورج براون وفرانس هوغنبرغ Civitates orbis terrarum، المجلد الأول

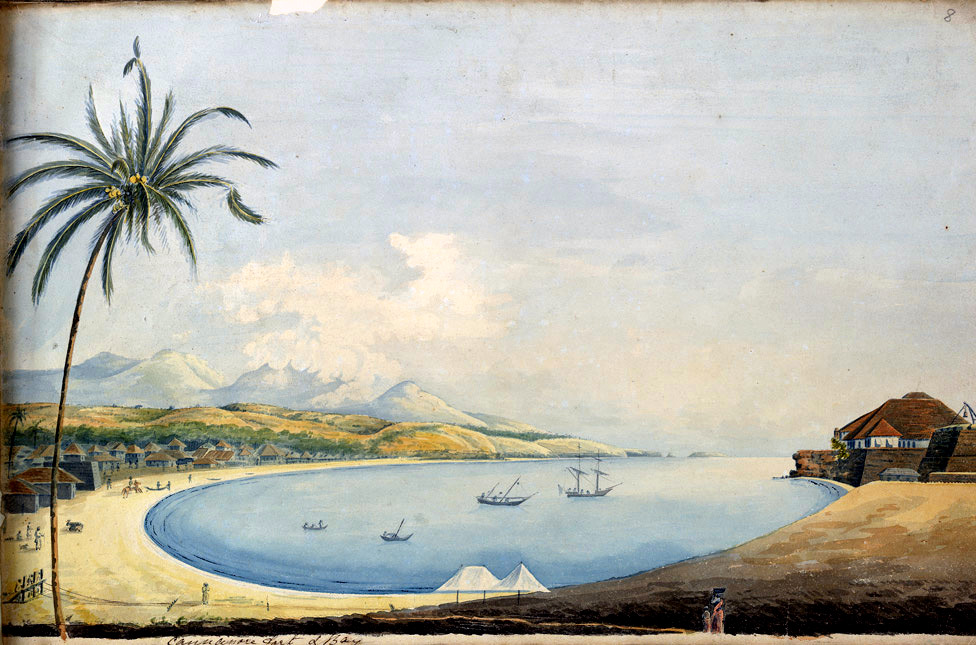
حصن وخليج كانور لوحة مائية لجون جونستون (1795-1801)

#### العصر القديم
كان شمال مليبار مقراً للمملكة القوية التي كان مقرها في إزيمالا في فترة سانغام (القرنين الأول والخامس الميلاديين). تم تحديد ميناء ناورة القديم، الذي ورد ذكره في بيريبلس على البحر الأحمر كميناء في مكان ما شمال موزيريس، مع كانور. كان لمملكة إزيمالا سلطة قضائية على اثنين من جزر نادو - منطقة بوزينادو الساحلية ومنطقة كاركانادو الشرقية الجبلية. وفقًا لأعمال أدب سنغمي، كان بوزهينادو يتألف من جزء كبير من الحزام الساحلي بين مانغلور وكوجيكود. تألفت كاركانادو من منطقة جبلية واياناد - قودالور مع أجزاء من كوداقو (كورغ). يُقال أن نانان، أشهر حكام سلالة إزهمالا، لجأ إلى تلال واياناد في القرن الخامس الميلادي عندما استولى عليها التشرائيون، قبل إعدامه في معركة، وفقًا لأعمال سانغام.

#### أوائل العصور الوسطى
نجحت سلالة موشيكا في مملكة إزهمالا في أوائل فترة العصور الوسطى، ويرجع ذلك على الأرجح إلى هجرة براهما تولوفا من تولو نادو. يذكر عالم الأنثروبولوجيا الهندي آينابالي أيابان أن عشيرة قوية ومحاربة من مجتمع بونت في تولو نادو كانت تسمى كولا باري وأن كولاثيري راجا كولاثونادو كان سليلًا لهذه العشيرة. مملكة كولاثونادو (كانور) في ذروة قوتها، يقال إنها امتدت من نهر نترافاتي (مانغلور) في الشمال إلى كورابوزا (كاليكوت) في الجنوب مع بحر العرب في الغرب وتلال كوداجو على الحدود الشرقية، بما في ذلك أيضًا المعزولة جزر لكشديب في بحر العرب.
يمكن العثور على نقش مالايالامي قديم (نقوش رامانثالي)، بتاريخ 1075م، يذكر الملك كوندا ألوبا، حاكم سلالة ألوبا في مانغالور، في إزيمالا (المقر السابق لسلالة موشيكا) بالقرب من كانانور، كيرلا. يسجل النقش العربي على لوح نحاسي داخل مسجد المضاي في كانور عام تأسيسه 1124م. في كتابه عن الرحلات (رحلات ماركو بولو)، يروي ماركو بولو زيارته للمنطقة في منتصف تسعينيات القرن التاسع عشر. ومن بين الزوار الآخرين فاكسيان، والحاج البوذي، وابن بطوطة، كاتب ومؤرخ طنجة.

#### أواخر العصور الوسطى

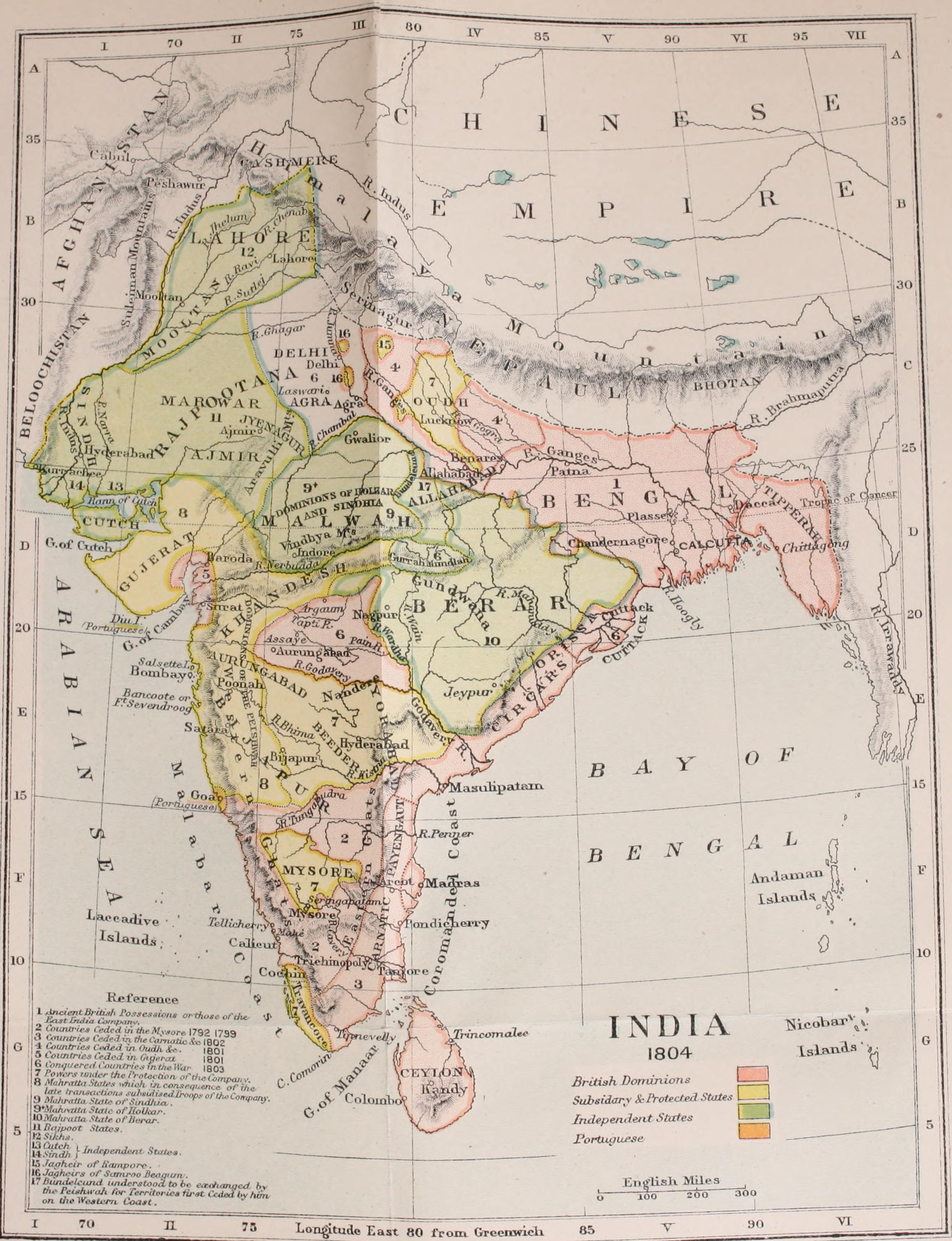
خريطة قديمة للهند في عام 1804. لاحظ أنه تم وضع علامة على تلاشيري وكاليكوت وكوتشي فقط كمدن داخل ولاية كيرلا الحالية

حتى القرن السادس عشر الميلادي، كانت بلدة كاسارجود تُعرف باسم كانهيراكود (قد يكون بمعنى «أرض أشجار كانهيرا») في المالايالامية. كانت سلالة كومبلا، التي كانت تتأرجح على أراضي جنوب تولو نادو، تقع بين نهر شاندراقيري ونهر نترافاتي (بما في ذلك طالوك الحاليين من مانجيشوار وكاساراقود) من قصر مايبادي في كومبلا، وكانت أيضًا تابعة لكولاثونادو، قبل الفتوحات الكارناتية لإمبراطورية فيجاياناغارا. سلالة كومبلا لديها سلالة مختلطة من مالايالي نيرس وبراهما تولوفا. كما زعموا أن أصلهم من تشيرمن بيرومل من كيرلا. صرح فرانسيس بوكانان هاميلتون أن عادات سلالة كومبلا كانت مماثلة لتلك الخاصة بملوك الملاياليين المعاصرين، على الرغم من أن كومبلا كانت تعتبر المنطقة الواقعة في أقصى الجنوب من تولو نادو. تمامًا مثل ملوك كيرلا المعاصرين الآخرين في فترة العصور الوسطى، أصبح راجا كولاتو القوي أيضًا تحت تأثير سامري كاليكوت في وقت لاحق. ظهرت كولاثونادو في أواخر العصور الوسطى في 10 إمارات مستقلة، مثل كاداثانادو (فاداكارا)، رانداثارا أو بوياناد (دارمادوم)، كوتايام (تلاشيري)، نيليشوارام، ايروفازينادو (بانور، كورومبراناد وما إلى ذلك، تحت زعماء ملكية منفصلة بسبب نتيجة الخلافات الداخلية. كانت سلالة نيليشوارام الواقعة في أقصى الجزء الشمالي من سيطرة كولاثيري أقارب لكل من كولاثونادو وسامريو كاليكوت أوائل العصور الوسطى.
كان كانور مركزًا تجاريًا مهمًا في القرن الثاني عشر، وله علاقات تجارية نشطة مع بلاد فارس والجزيرة العربية. كانت بمثابة المقر العسكري البريطاني على الساحل الغربي للهند حتى عام 1887. كانتون كانور هو مجلس التجميع الوحيد في ولاية كيرلا. كانت كانور عاصمة كولاثونادو، إحدى الممالك الأربع القوية التي حكمت ولاية كيرالا خلال فترة القرون الوسطى. كانت مملكة أراكال ومملكة شراكال مملكتين تابعتين مقرهما في مدينة كانور. احتل الميناء في كاليكوت موقعًا اقتصاديًا وسياسيًا متفوقًا في ساحل ولاية كيرلا في العصور الوسطى، في حين كانت كانور وكولام وكوتشي موانئ ثانوية ذات أهمية تجارية، حيث كان يجتمع التجار من مختلف أنحاء العالم. تم بناء قلعة سانت أنجيلو في عام 1505 على يد دوم فرانسيسكو دي ألميدا، أول نائب للملك البرتغالي في الهند. استولى الهولنديون على الحصن من البرتغاليين عام 1663. قاموا بتحديث الحصن وبنوا معاقل «هولنديا» و «زيلاندي» ا و «فريزلانديا» التي تعد السمات الرئيسية للهيكل الحالي. تم هدم الحصن البرتغالي الأصلي لاحقًا. يمكن رؤية لوحة لهذا الحصن وعبارة الصيد الموجودة خلفه في متحف ريجكس بأمستردام. باع الهولنديون الحصن للملك علي راجا ملك أراكال عام 1772. احتلها البريطانيون عام 1790 واستخدموها كواحدة من محطاتهم العسكرية الرئيسية على ساحل مليبار. خلال القرن السابع عشر، كانت كانور عاصمة السلطنة المسلمة الوحيدة في منطقة مليبار - أراكال. حكم علي راجا من مملكة أراكال، بالقرب من كانور، الذين كانوا تابعين لكولاثيري، جزر لكشديب.
في عام 1761، استولى البريطانيون على ماهي، وتم تسليم المستوطنة إلى حاكم كاداثانادو. أعاد البريطانيون ماهي إلى الفرنسيين كجزء من معاهدة باريس لعام 1763. في عام 1779، اندلعت الحرب الأنجلو-فرنسية، مما أدى إلى خسارة الفرنسيين لماهي. في عام 1783، وافق البريطانيون على إعادة مستوطناتهم في الهند إلى الفرنسيين، وتم تسليم ماهي إلى الفرنسيين في عام 1785.
بالاشتراك مع شقيقتها مدينة تالاسيري، كانت ثالث أكبر مدينة على الساحل الغربي للهند البريطانية في القرن الثامن عشر بعد مومباي وكراتشي. كانت فاتاكارا وكويلاندي مدينتين ساحليتين رئيسيتين في منطقة شمال مليبار إلى جانب كانور وثلاسيري.

### الاحتلال البرتغالي

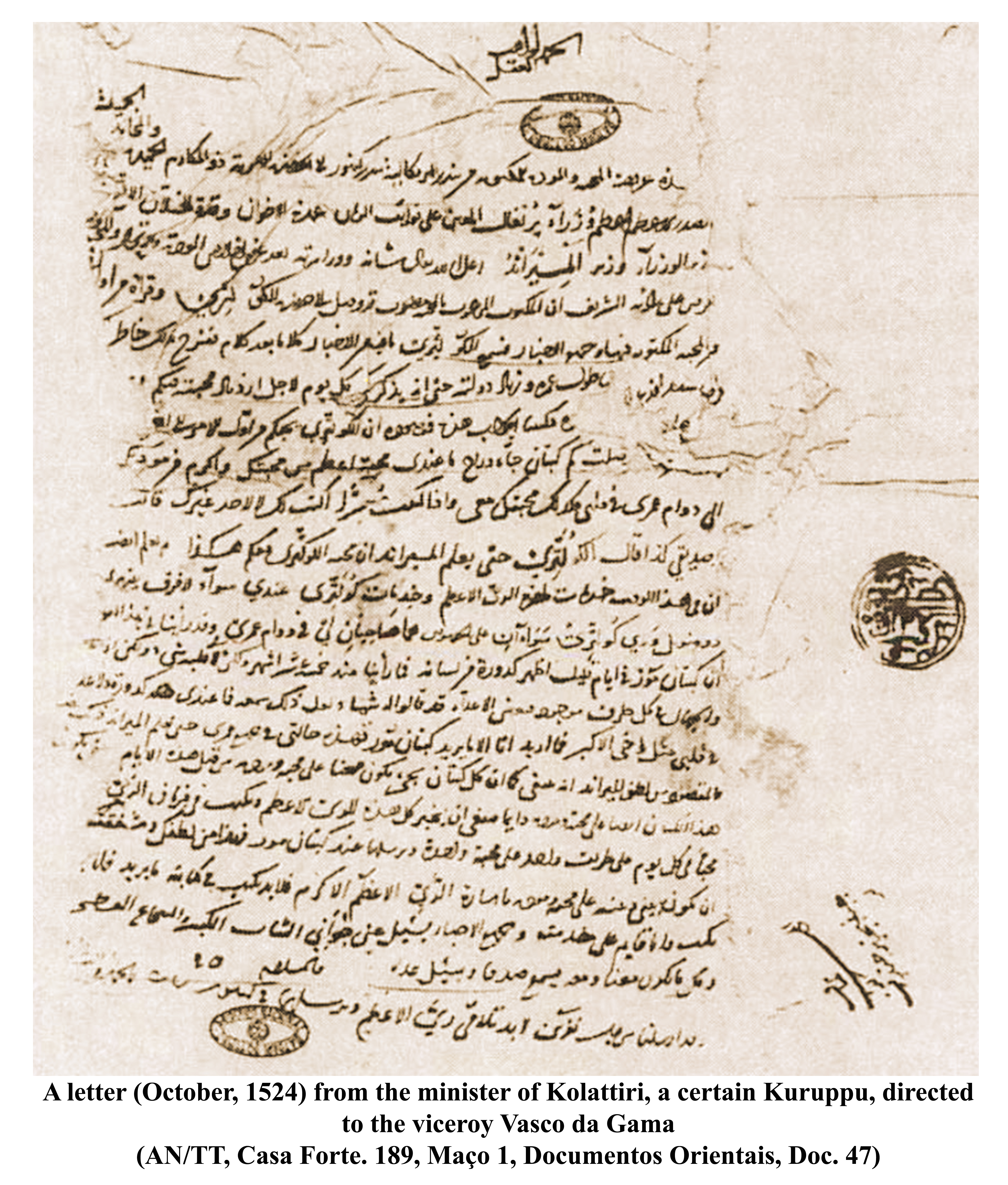
رسالة وزير كولاتيري راجا باللغة العربية إلى فاسكو دا غاما (1524)

ظل احتكار تجارة التوابل البحرية في المحيط الهندي مع العرب خلال العصور الوسطى العليا والمتأخرة. ومع ذلك، فقد تعرضت هيمنة تجار الشرق الأوسط للتحدي في عصر الاكتشاف الأوروبي. بعد وصول فاسكو دا غاما إلى كاباد كاليكوت عام 1498، بدأ البرتغاليون في السيطرة على الشحن الشرقي، وتجارة التوابل على وجه الخصوص. سمح سامري كاليكوت لزوار كاليكوت الجدد بالتجارة مع رعاياه، وازدهرت التجارة البرتغالية في كاليكوت مع إنشاء مصنع وحصن. ومع ذلك، فإن الهجمات البرتغالية على الممتلكات العربية في ولايته أثارت السامريين وأدت إلى نزاعات بينهم.
وقف حاكم مملكة تنور، الذي كان تابعًا لسامري كاليكوت، إلى جانب البرتغاليين، ضد أفرلورده في كاليكوت. نتيجة لذلك، أصبحت مملكة تانور (فيتاثونادو) واحدة من أقدم المستعمرات البرتغالية في الهند. وقف حاكم تنور أيضًا إلى جانب كوشين. تم اختيار العديد من أفراد العائلة المالكة في كوشين في الأعضاء السادس عشر والسابع عشر من فيتوم. ومع ذلك، قاتلت قوات التنور بقيادة الملك من أجل سامري كاليكوت في معركة كوشين (1504). ومع ذلك، ظل ولاء تجار مابيلا في منطقة تنور تحت حكم سامري كاليكوت.
استفاد البرتغاليون من التنافس بين زامورين وملك كوتشي المتحالف مع كوتشي. عندما تم تعيين فرانسيسكو دي ألميدا نائبًا للملك في الهند البرتغالية عام 1505، تم إنشاء مقره الرئيسي في فورت كوتشي (حصن إيمانويل) بدلاً من كاليكوت. خلال فترة حكمه، تمكن البرتغاليون من السيطرة على العلاقات مع كوتشي وأنشأوا بعض القلاع على ساحل مليبار. تم بناء حصن سانت أنجيلو في كانور في عام 1505، وتم بناء قلعة سانت توماس في كولام في عام 1518 على يد البرتغاليين. غير أن البرتغاليين عانوا من انتكاسات من هجمات قوات سامري كاليكوت في منطقة مليبار؛ خاصة من الهجمات البحرية تحت قيادة أميرالات كاليكوت المعروفين باسم كنجالي مرقار، والتي أجبرتهم على السعي للتوصل إلى معاهدة. يعود الفضل إلى كنجالي مرقار في تنظيم أول دفاع بحري للساحل الهندي. أدى تمرد في ميناء كويلون بين العرب والبرتغاليين إلى نهاية العصر البرتغالي في كولام. في عام 1571، هُزم البرتغاليون على يد قوات سامري كاليكوت في معركة حصن شاليام. تم طرد البرتغاليين من قبل شركة الهند الشرقية الهولندية، الذين سيطروا على التجارة خلال النزاعات بين كاليكوت وكوتشي.

### تحت سلاطين ميسور

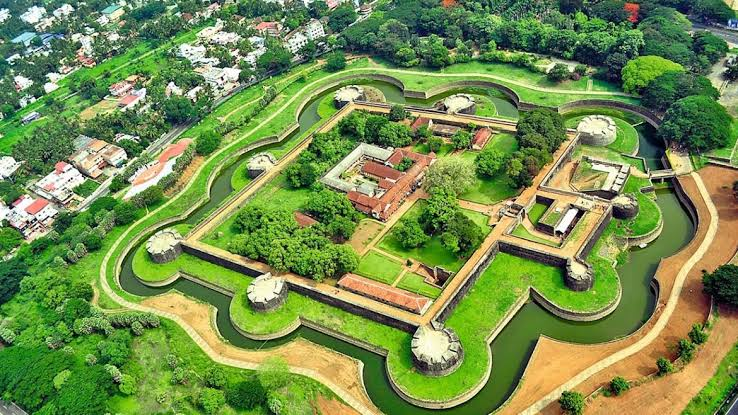
قلعة بالاكاد

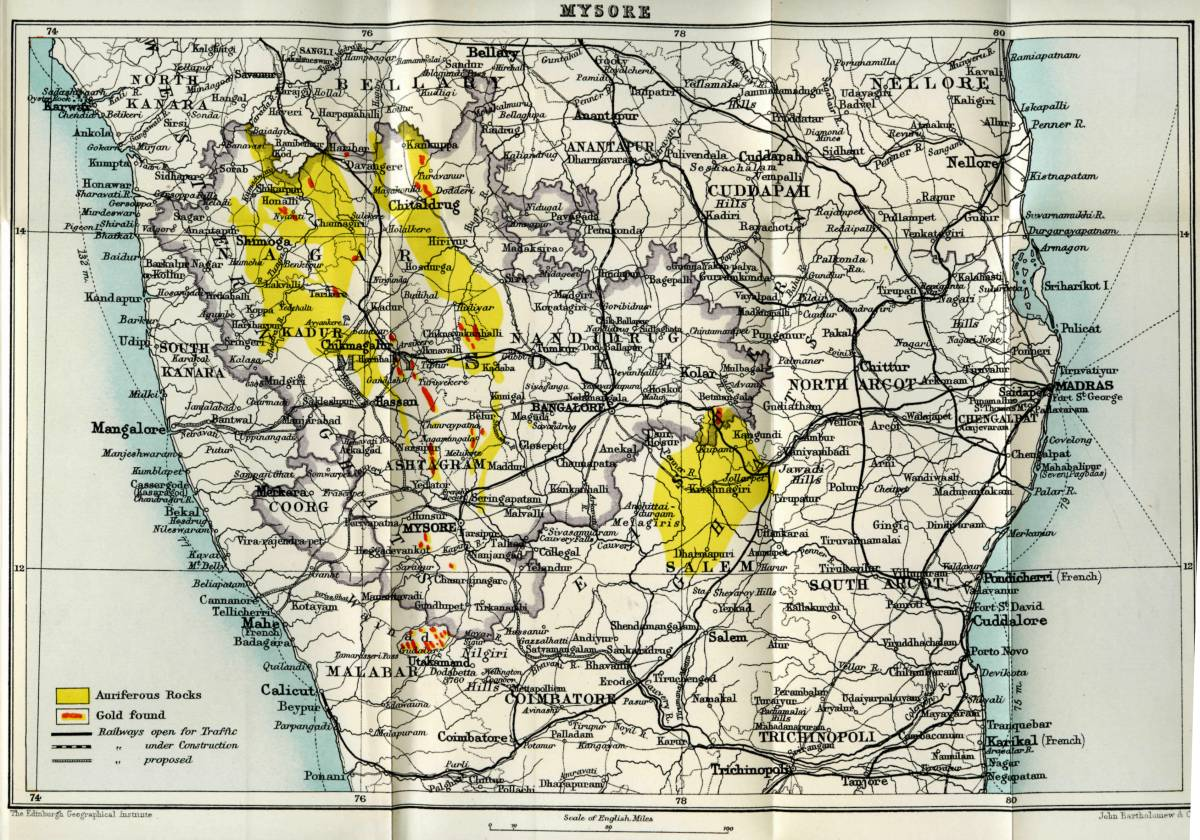
مليبار كجزء من مملكة ميسور السابقة

في 1757، للتحقق من غزو سامري كاليكوت، طلب بلكاد راجا مساعدة حيدر علي من مملكة ميسور. في عام 1766، هزم حيدر علي سامري كاليكوت - حليف شركة الهند الشرقية في ذلك الوقت - واستوعب كاليكوت إلى ولايته. بعد حرب ميسور الثالثة (1790 - 1792)، تم وضع مليبار تحت سيطرة الشركة. في النهاية، تم تخفيض وضع السامريين إلى وضع صاحب معاش الشركة (1806). عندما كان وياناد تحت حكم حيدر علي، تم بناء طريق الغات من فيثيري إلى ثاماراسيري. ثم طور الحكام البريطانيون هذا الطريق إلى طريق كارتر. أطلق ابنه وخليفته، السلطان تيبو، حملات ضد شركة الهند الشرقية البريطانية، مما أدى إلى اثنين من الحروب الأنجلو ميسور الأربعة.

### الفترة الاستعمارية
في نهاية المطاف، تنازل تيبو عن منطقة مليبار وجنوب كانارا للشركة في تسعينيات القرن الثامن عشر. تم ضم كلاهما في البداية إلى رئاسة بومباي للهند البريطانية. بعد الحروب الأنجلو ميسور، تم تنظيم أجزاء من ساحل مليبار، والتي أصبحت مستعمرات بريطانية، في منطقة من الهند البريطانية. في وقت لاحق تم نقل المنطقة إلى رئاسة مدراس في عام 1800. كان المقر الإداري في كاليكوت (كوريكود). تم إدارة الشؤون المحلية من قبل مجلس المقاطعة في كاليكوت جنبًا إلى جنب مع مجالس طالوك الموجودة في مالابورام وثلاسيري وبالاكاد ومانانثافادي. في البداية ، عانى البريطانيون من مقاومة محلية ضد حكمهم تحت قيادة ولاية كيرلا فارما باشاسي راجا، الذي كان يتمتع بدعم شعبي في تالاسيري - منطقة وياناد. خلال القرن التاسع عشر، أنشأ البريطانيون مراكز جيشهم في كانور ومالابورام وكاليكوت. مالابورام التي كانت إحدى المراكز العسكرية الأوروبية في رئاسة مدراس منذ عام 1852، أصبحت أيضًا المقر الرئيسي لقوة الشرطة الخاصة في مقاطعة مليبار، مع إنشاء شرطة مليبار الخاصة في عام 1885. تقع أقدم خطوط سكك حديدية في ولاية كيرلا في منطقة مليبار التي تم وضعها في أواخر القرن التاسع عشر لنقل السلع والخدمات؛ كان الخط الذي تم وضعه من تيرور إلى بيبور في عام 1861 هو الأول بينهم.

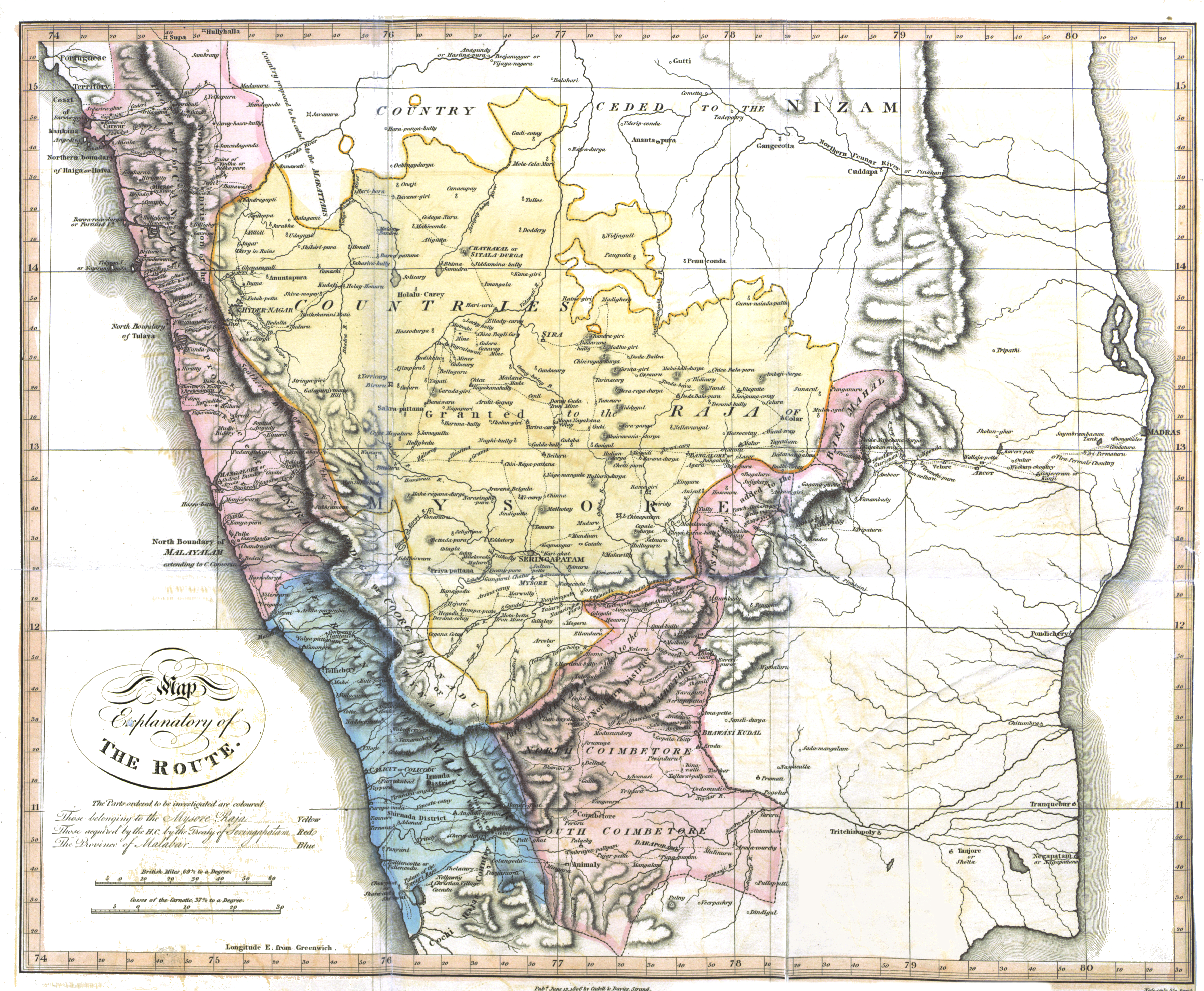
خريطة منطقة مليبار (منطقة مالايالام) رسمها فرانسيس بوكانان هاميلتون في عام 1807. تم أيضًا تضمين منطقة كاساراقود في جنوب كانارا في منطقة مالايالام (فوق المنطقة المظللة باللون الأزرق)

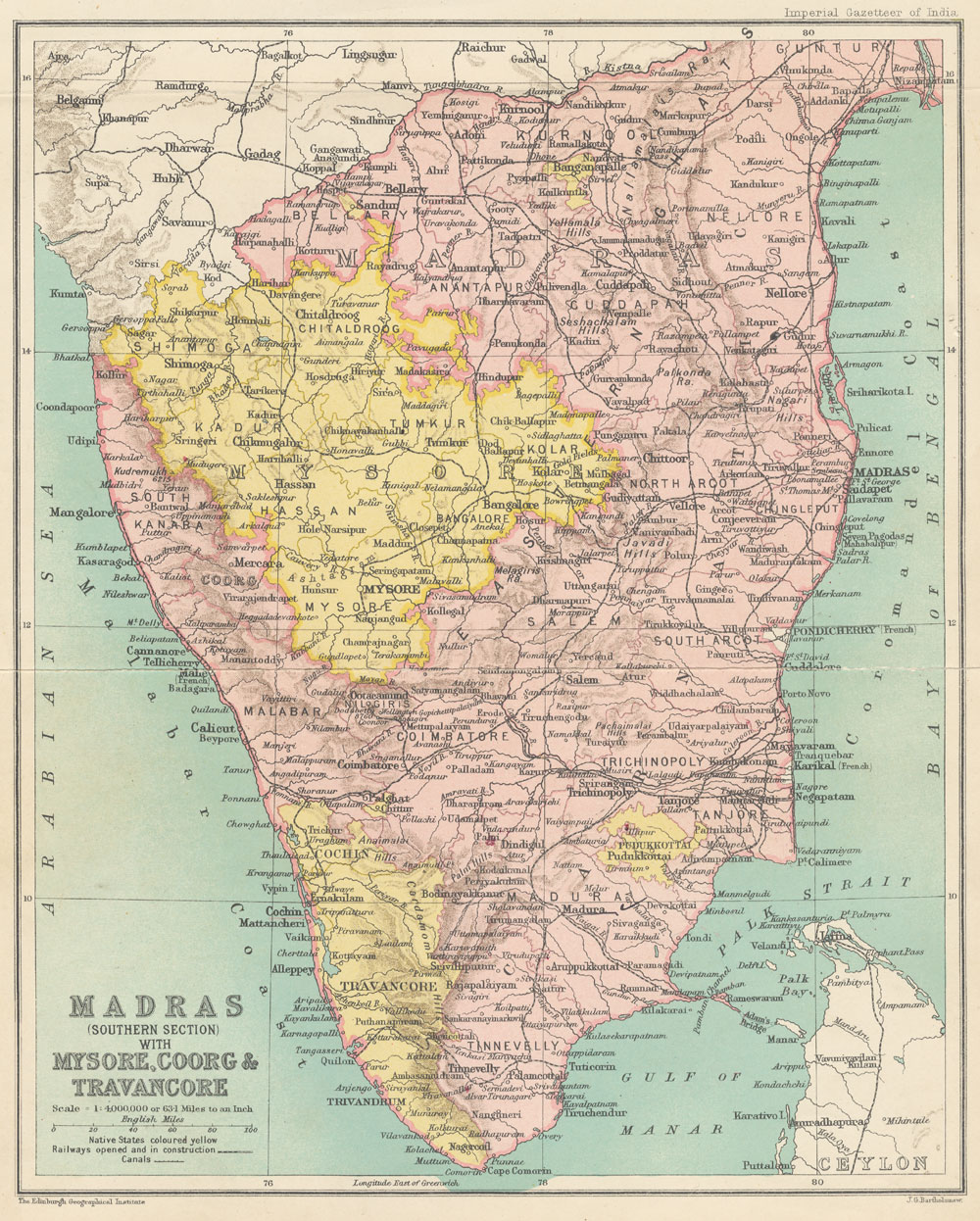
خريطة لرئاسة مدراس عام 1909

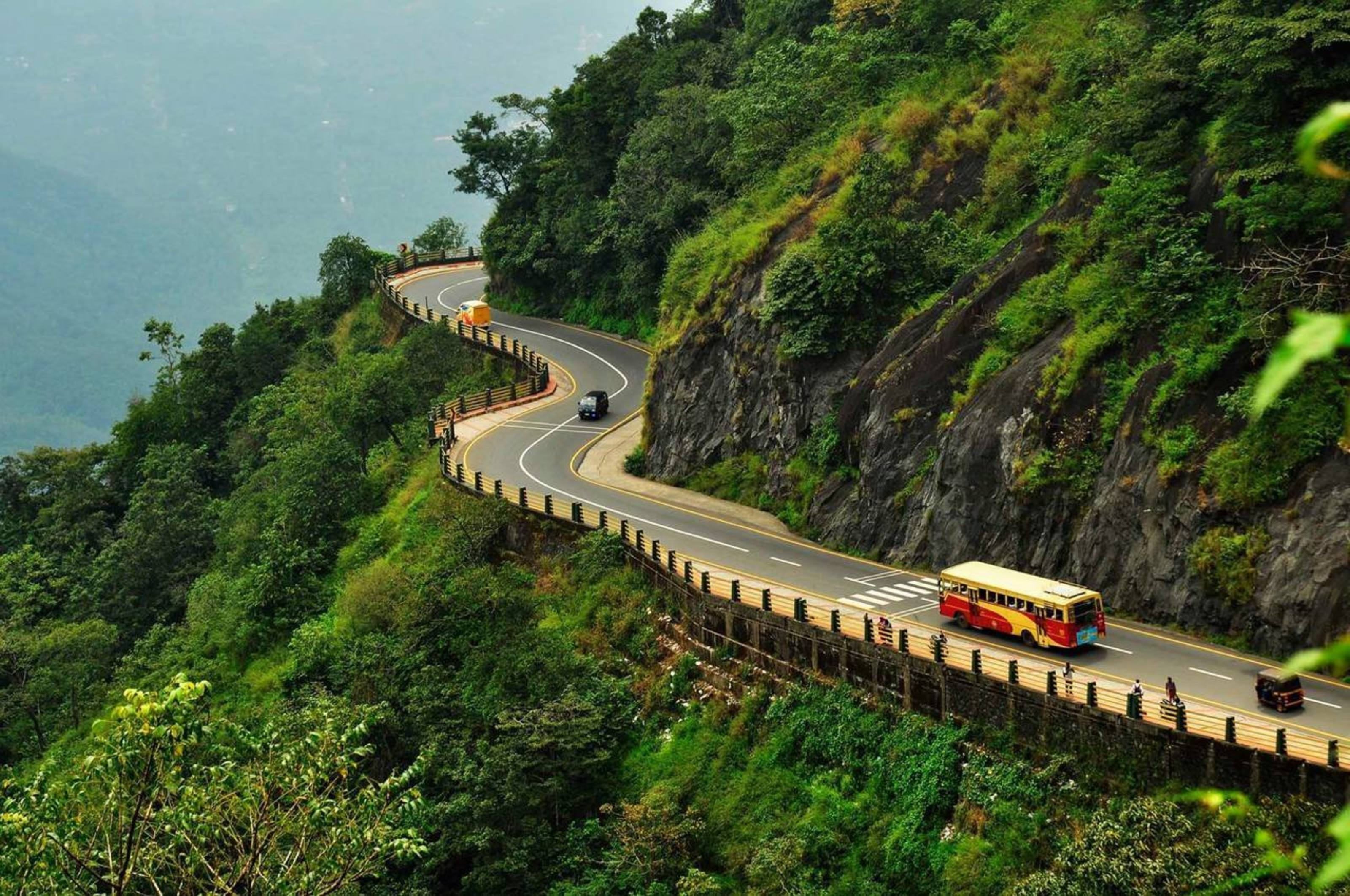
تم وضع ثاماراسيري خورام في جنوب شرق كورومبراناد في القرن الثامن عشر من قبل السلطان تيبو، حاكم ميسور.

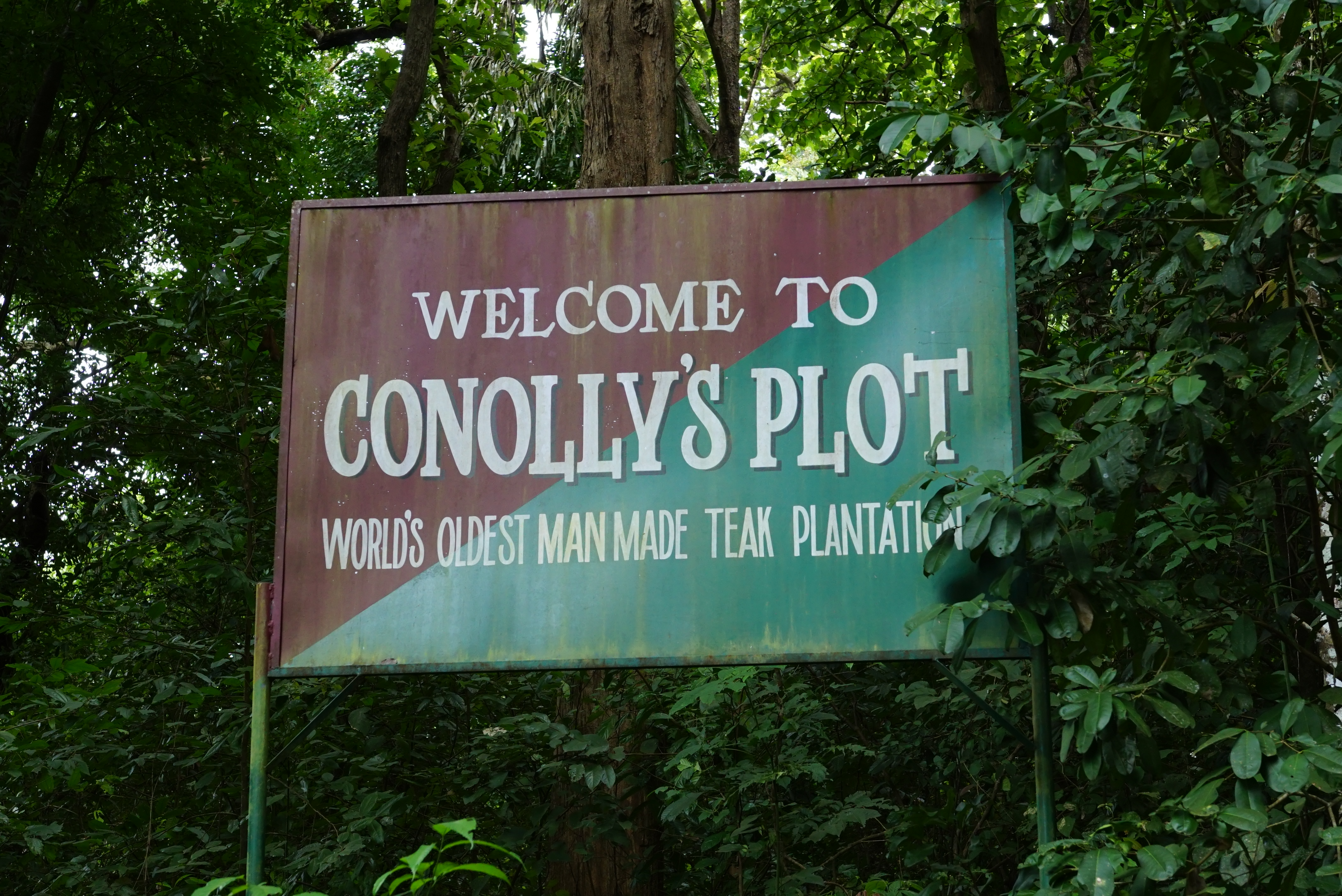
تم زرع قطعة أرض كونولي، وهي أقدم مزرعة لخشب الساج في العالم في نيلامبور في شرق إيراناد، في أربعينيات القرن التاسع عشر بواسطة Collector HV Conolly.

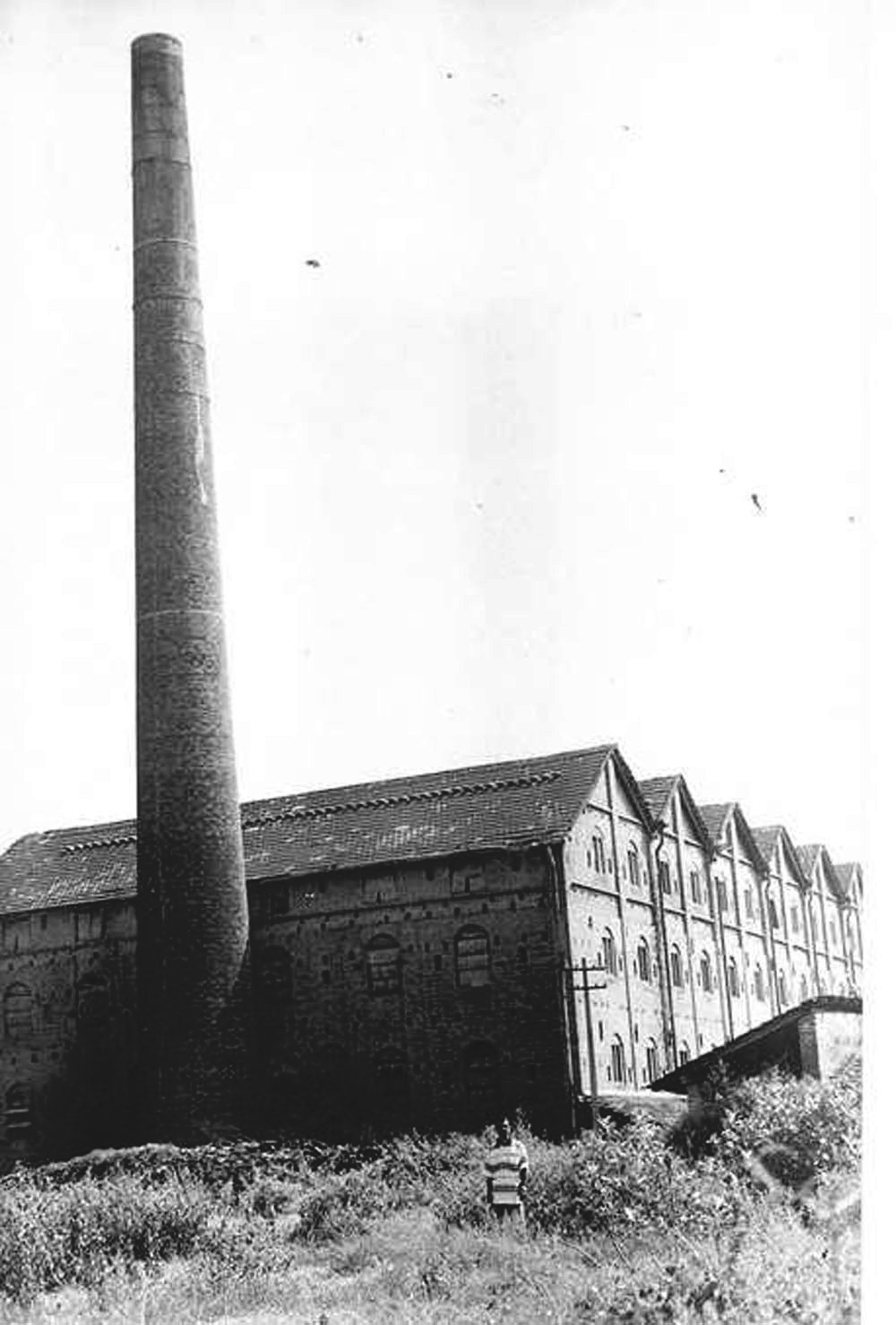
تم تشغيل مصنع بلاط كوداكال من قبل Commonwealth Trust في كوداكال، تيرونافايا. بدأ مصنع البلاط في كوداكال في عام 1887، وهو ثاني صناعة لتصنيع البلاط في الهند. كان أول مصنع للبلاط في فيروك، والذي كان جزءًا من إيراناد طالوك في ذلك الوقت

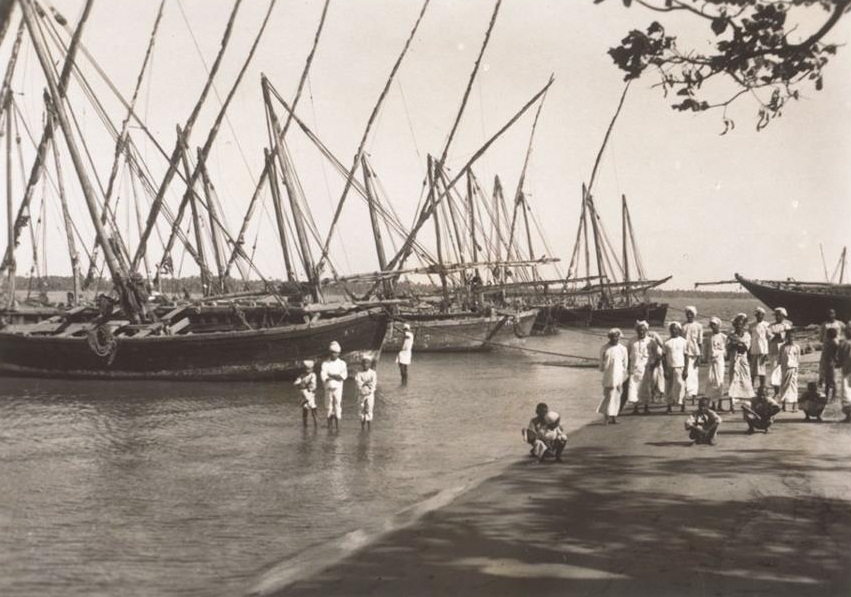
ميناء بوناني في منتصف الثلاثينيات

### انتخابات الجمعية التشريعية في مدراس 1952
تم تخصيص 25 دائرة انتخابية للجمعية التشريعية للولاية من مقاطعة مليبار إلى الجمعية الأولى لولاية مدراس. 4 منها كانت دوائر انتخابية ثنائية العضوية. بلغ العدد الإجمالي للمقاعد في المنطقة 29 (بما في ذلك الدوائر ذات العضوية المزدوجة).

## مطبخ مليبار
يصور مطبخ مليبار ثقافته وتراثه. تشتهر بـبرياني مليبار. تشتهر مدينة كاليكوت أيضًا بالحلاوة التيي طلق عليها الأوروبيون اسم «لحم حلو» (Sweet Meat) بسبب قوامها. يوجد في كوريكود طريق رئيسي في المدينة يسمى Mittai Theruvu (شارع Sweet Meat، أو SM Street للاختصار). اشتق هذا الاسم من متاجر الحلوى العديدة التي كانت تنتشر في الشارع.
تخصص آخر هو رقائق الموز، والتي يتم صنعها مقرمشة ورقيقة بسكويت الويفر. وتشمل الأطباق الشعبية الأخرى مستحضرات من المأكولات البحرية (القريدس وبلح البحر والماكريل). تشمل الأجرة النباتية السادية.
مطبخ مليبار هو مزيج من ثقافة الطعام التقليدية في ولاية كيرلا والفارسية واليمنية والعربية. يظهر هذا التقاء ثقافات الطهي بشكل أفضل في إعداد معظم الأطباق. كالوماكايا (بلح البحر) كاري وإيراتشي بوتو (إيراتشي أي لحم) وباروتا (خبز مسطح ناعم) وباثيري (نوع من فطيرة الأرز) وأرز سمن هي بعض التخصصات الأخرى. يعد الاستخدام المميز للتوابل هو السمة المميزة لمطبخ مليبار - يتم استخدام الفلفل الأسود والهيل والقرنفل بكثرة.
نسخة مليبار من البرياني، المعروفة شعبياً باسم كوزي مندي في المالايالامية، هي عنصر شائع آخر، له تأثير من اليمن. تم تحضير أنواع مختلفة من البرياني في مليبار مثل ثالاسري برياني، كانور برياني،  كوريكود برياني وبوناني برياني.
تشمل الوجبات الخفيفة أوناكايا (عجينة موز ناضجة مسلوقة ومقلية ومغطاة بمزيج من الكاجو والزبيب والسكر)، بازهام نيراتشاثو (موز ناضج مليء ببشور جوز الهند أو دبس السكر أو السكر)، موتامالا مصنوع من البيض، شاتي باتيري، حلوى مصنوعة من الدقيق، مثل خبز الشباتي المخبوز ذي الطبقات مع حشوة غنية، أريكادوكا، وأكثر.
ومع ذلك، فإن الجيل الجديد يميل أكثر نحو الأطعمة الصينية والأمريكية. يحظى الطعام الصيني بشعبية كبيرة بين السكان المحليين.

## طالوك مليبار سابقًا وجزر العصر الحديث
| المنطقة                | طالوك / جزيرة                      |
| ---------------------- | ---------------------------------- |
| منطقة كاساراقود        | كاساراقود                          |
| منطقة كاساراقود        | مانجيشوارام                        |
| منطقة كاساراقود        | هوسدورج                            |
| منطقة كاساراقود        | فيلاريكوندو                        |
| حي كانور               | Taliparamba                        |
| حي كانور               | كانور                              |
| حي كانور               | بايانور                            |
| حي كانور               | تلاشيري                            |
| حي كانور               | إيريتي                             |
| حي وياناد              | مانانثافادي                        |
| حي وياناد              | سلطان باتري                        |
| حي وياناد              | فيثيري (كالبيتا)                   |
| منطقة كوريكود          | فاتاكارا                           |
| منطقة كوريكود          | كوييلاندي                          |
| منطقة كوريكود          | كوريكود                            |
| منطقة كوريكود          | ثاماراسيري                         |
| حي نيلجيريس            | جودالور                            |
| حي نيلجيريس            | باندالور                           |
| حي مالابورام           | تيرورانجادي                        |
| حي مالابورام           | عيراناد (مانجيري)                  |
| حي مالابورام           | نيلامبور                           |
| حي مالابورام           | Perinthalmanna                     |
| حي مالابورام           | كوندوتي                            |
| حي مالابورام           | تيرور                              |
| حي مالابورام           | بوناني                             |
| حي بالاكاد             | ماناركاد                           |
| حي بالاكاد             | Ottappalam                         |
| حي بالاكاد             | بالاكاد                            |
| حي بالاكاد             | باتامبي                            |
| حي بالاكاد             | الاثر                              |
| حي بالاكاد             | شيتور                              |
| حي ثريسور              | تشافاكاد                           |
| حي ثريسور              | كودونجالور (أجزاء)                 |
| حي ارناكولام           | حصن كوتشي                          |
| حي كولام               | ثانجاسري (كلام طالوك)              |
| منطقة ثيروفانانثابورام | Anchuthengu (Chirayinkeezhu taluk) |
| لكشديب                 | اجاتي                              |
| لكشديب                 | أندروت                             |
| لكشديب                 | بانغارام                           |
| لكشديب                 | كالبيني                            |
| لكشديب                 | كافاراتي                           |
| لكشديب                 | ميني كوي                           |

## الخرائط التاريخية

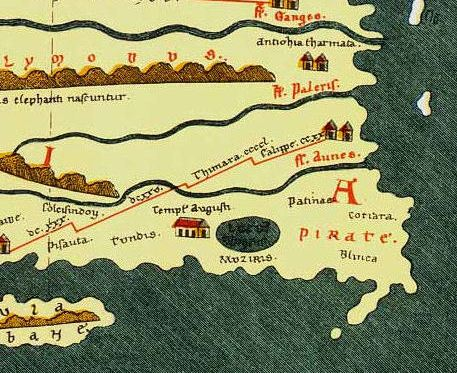
ساحل مليبار حوالي القرن الأول الميلادي
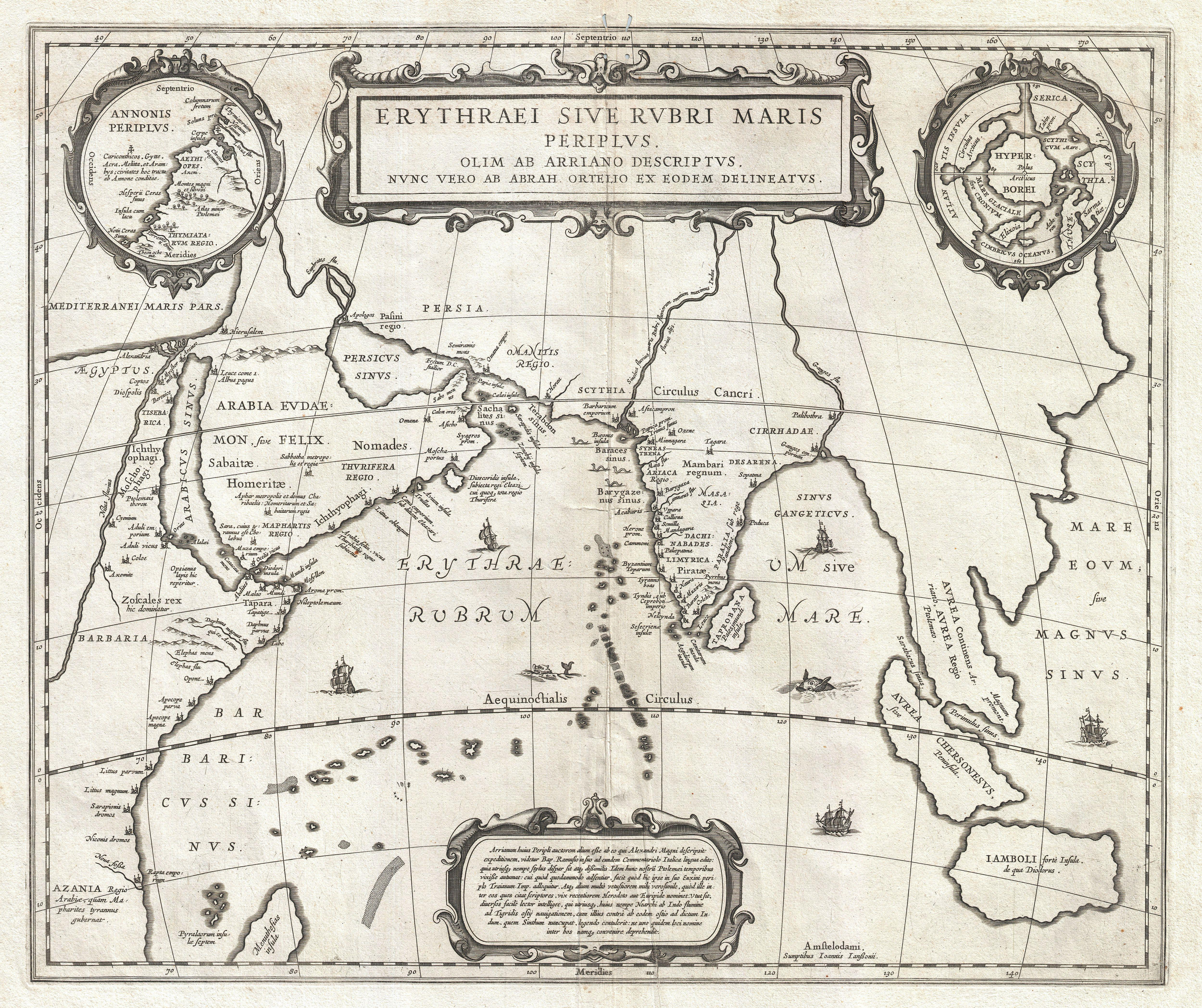
الموانئ الرئيسية في القرن الأول الميلادي حسب الطواف حول البحر الإرتيري
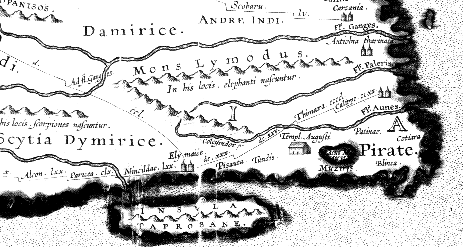
ساحل مليبار حوالي 300 م (القرن الرابع الميلادي)
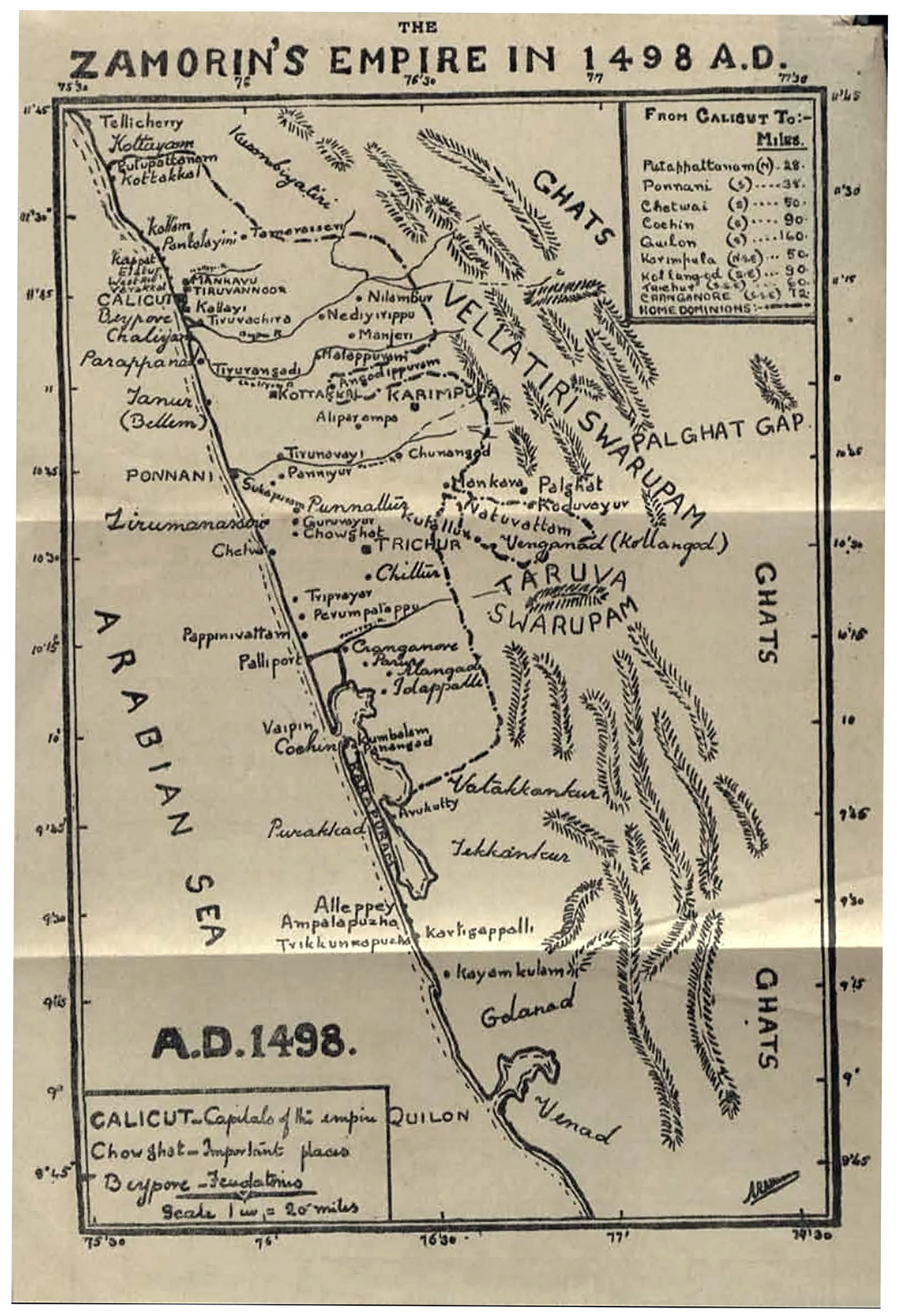
السامريين من إمبراطورية كاليكوت عام 1498
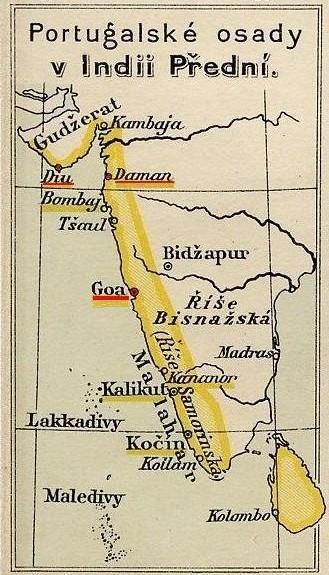
ساحل مليبار في الهند البرتغالية (القرن السادس عشر الميلادي)
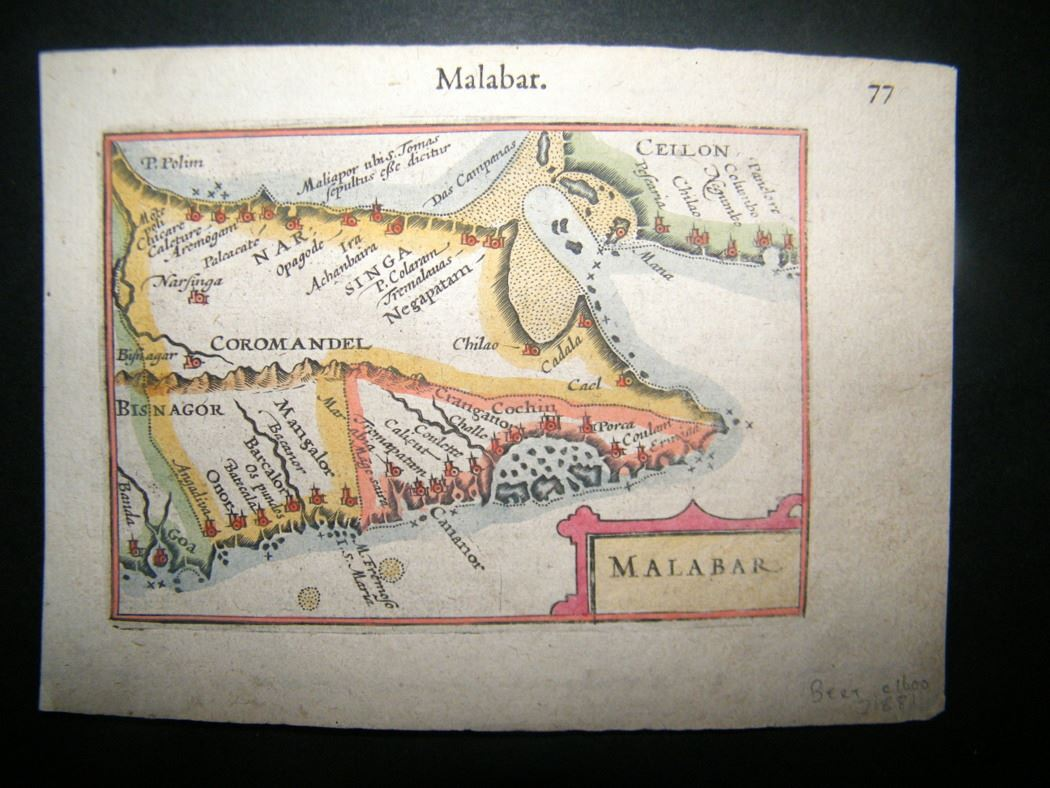
ساحل مليبار في أوائل القرن السابع عشر (1600-1618)
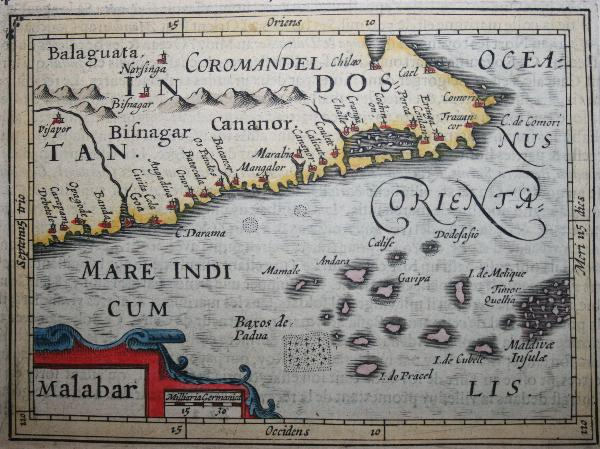
خريطة مصغرة أفقية لساحل مليبار رسمها أبراهام أورتيليوس، أنتويرب، حوالي عام 1580، من خلاصة مسرح أورتيلياني؛ * طبع بواسطة بيتروس برتيوس، 1630 * ؛ و * نسخة أخرى من برتيوس *، أمستردام، حوالي 1600-18
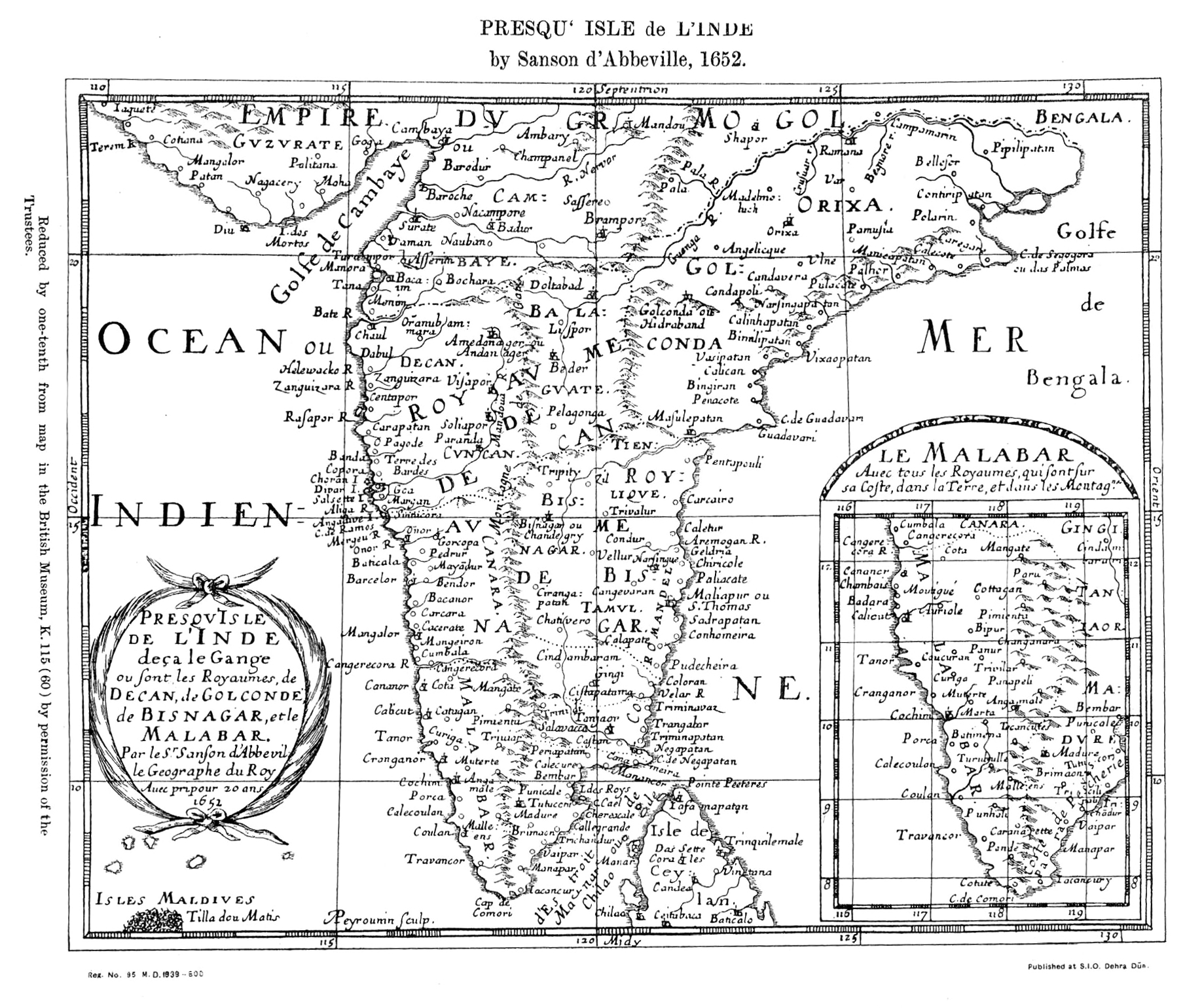
مليبار عام 1652 (تم تمييز ساحل مليبار بشكل منفصل على الجانب الأيمن)
جنوب الهند في 1691-92 (تم تمييز كاليكوت بأحرف كبيرة).
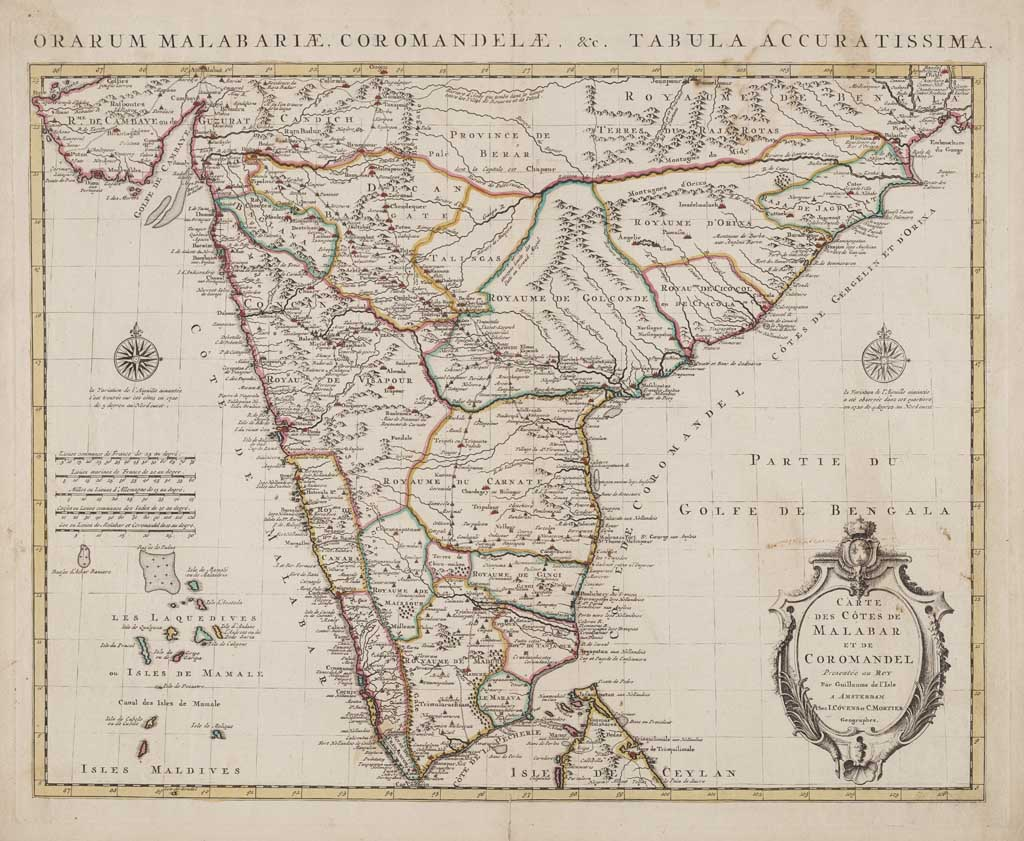
خريطة يُطلق فيها على الساحل الغربي للهند اسم ساحل مليبار (تم رسمها في منتصف القرن الثامن عشر الميلادي)
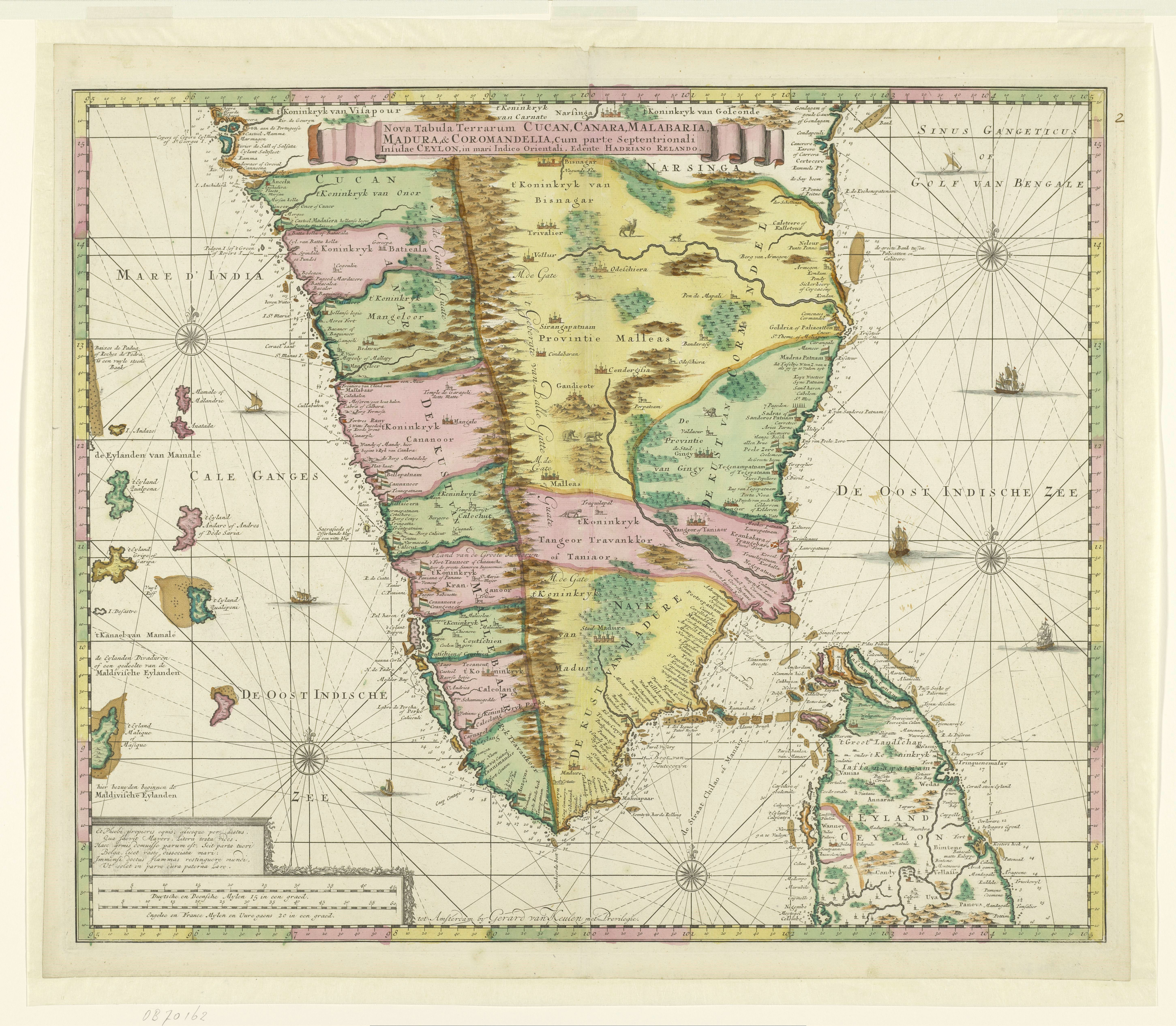
Kaart van Zuid-India Nova tabula terrarum Cucan، Canara، Malabaria، Madura، Coromandella، cum parte septentrionali insulae Ceylon، in mari Indico Orientali edente Hadriano Relando (titel op object)
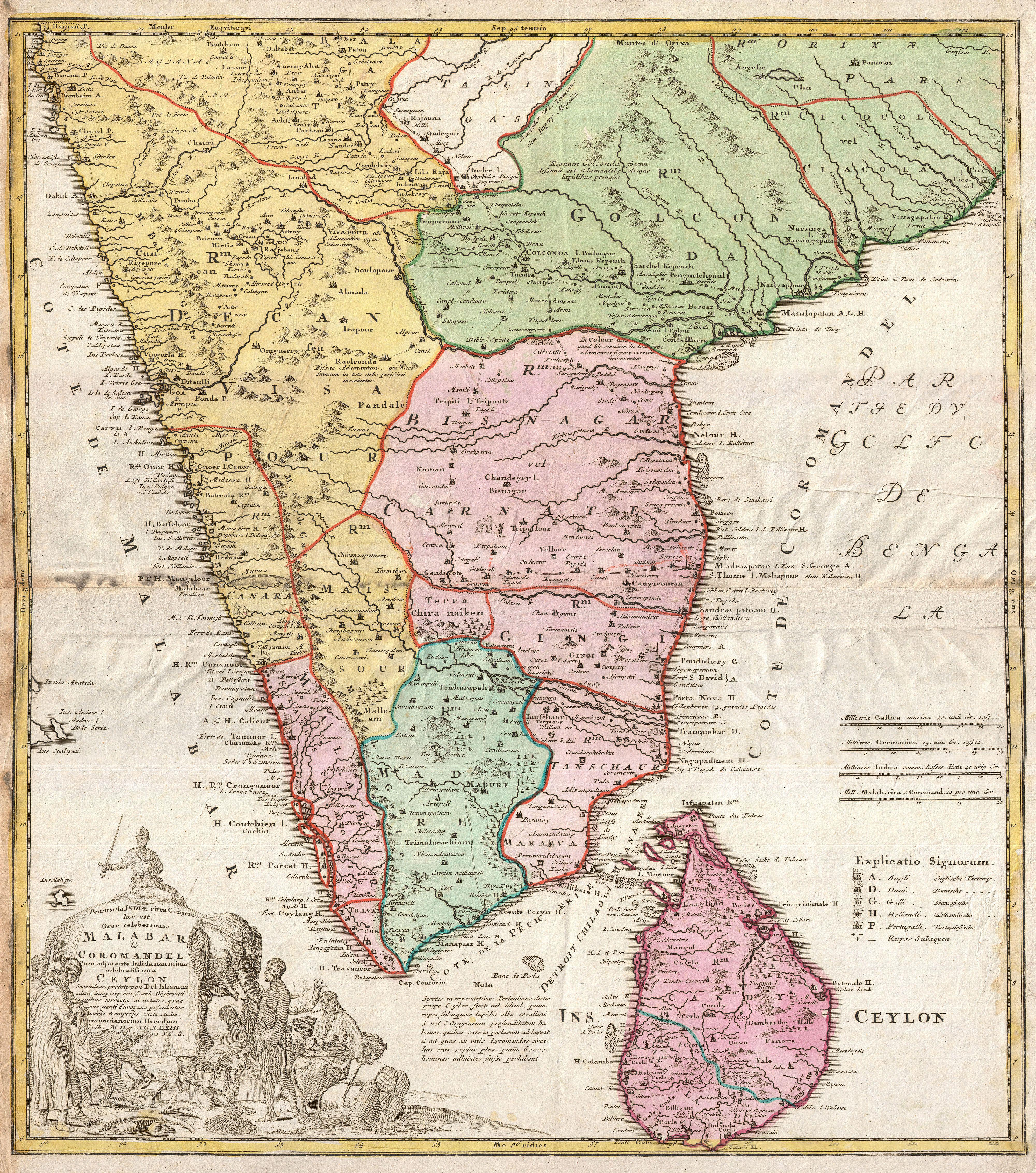
خريطة نادرة للهند وسيلان صادرة عن ورثة هومان عام 1733.
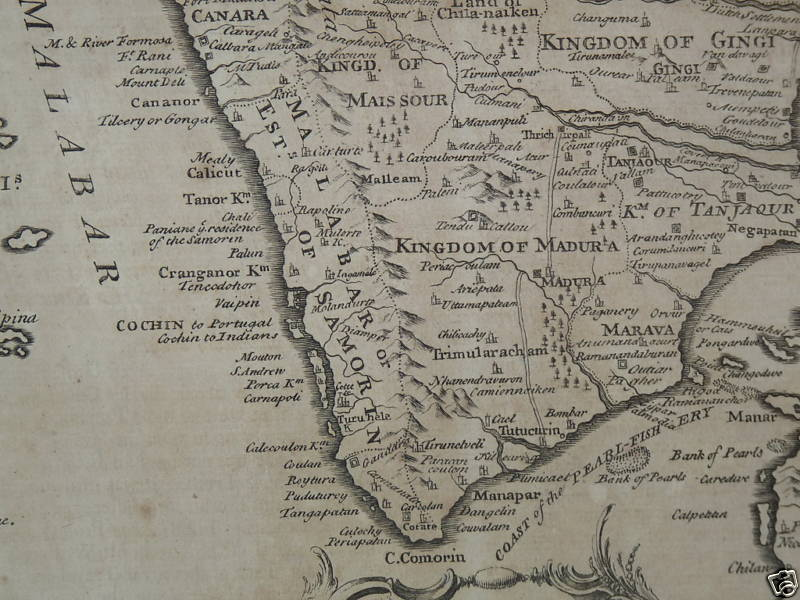
خريطة لجنوب الهند رسمها إيمانويل بوين (1744)
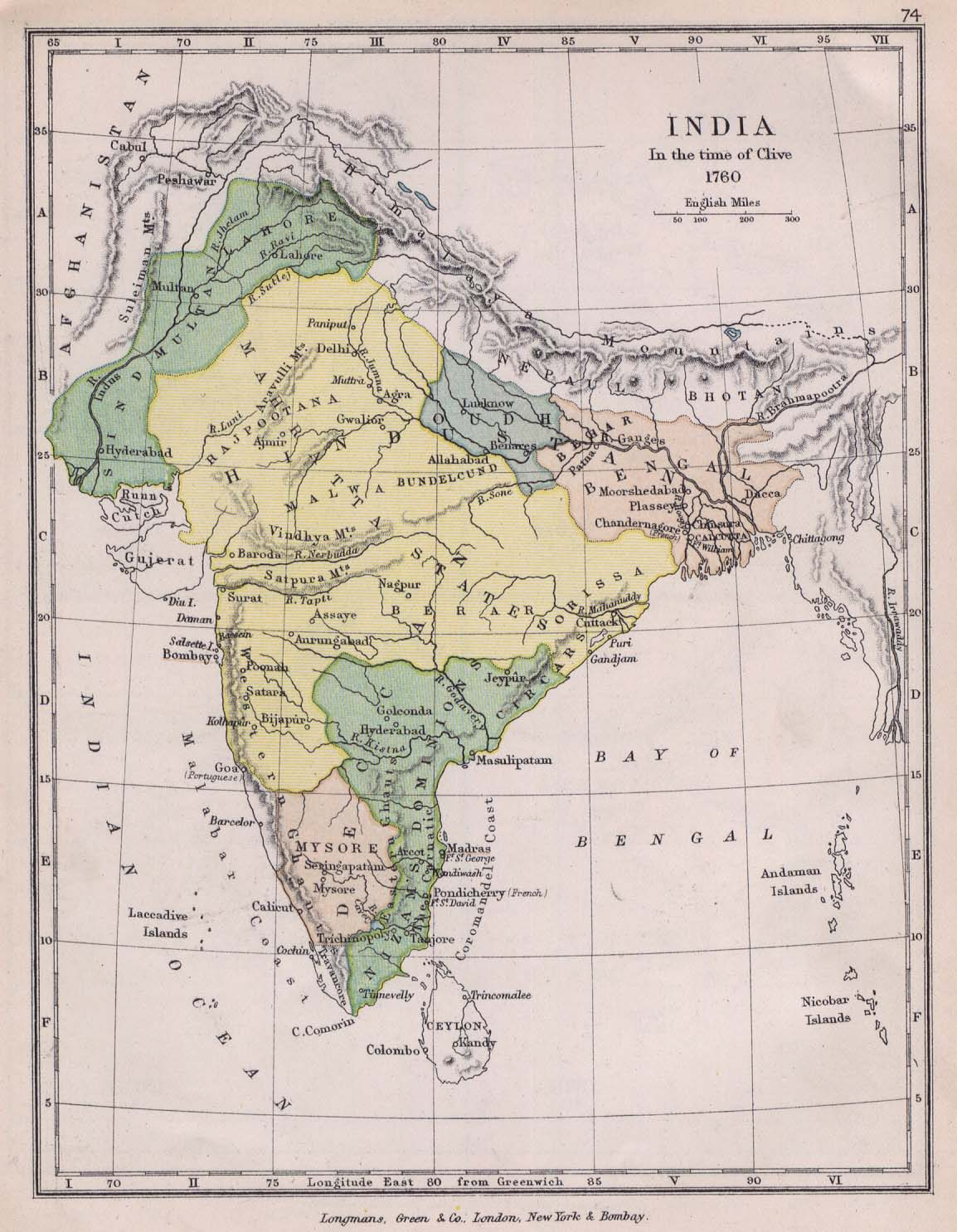
شبه القارة الهندية عام 1760
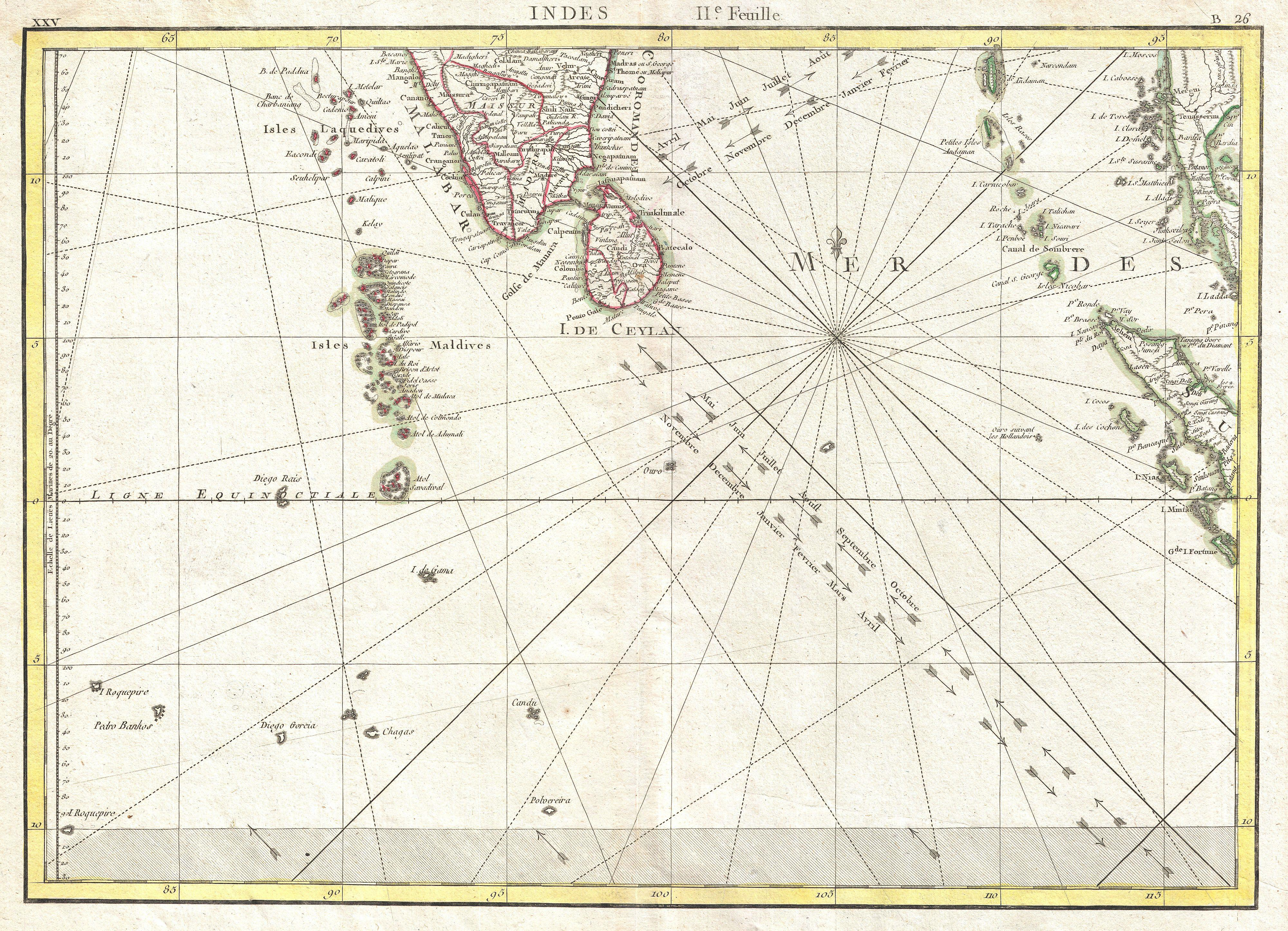
خريطة ريجوبيرت بون المزخرفة عام 1770 لجنوب الهند.
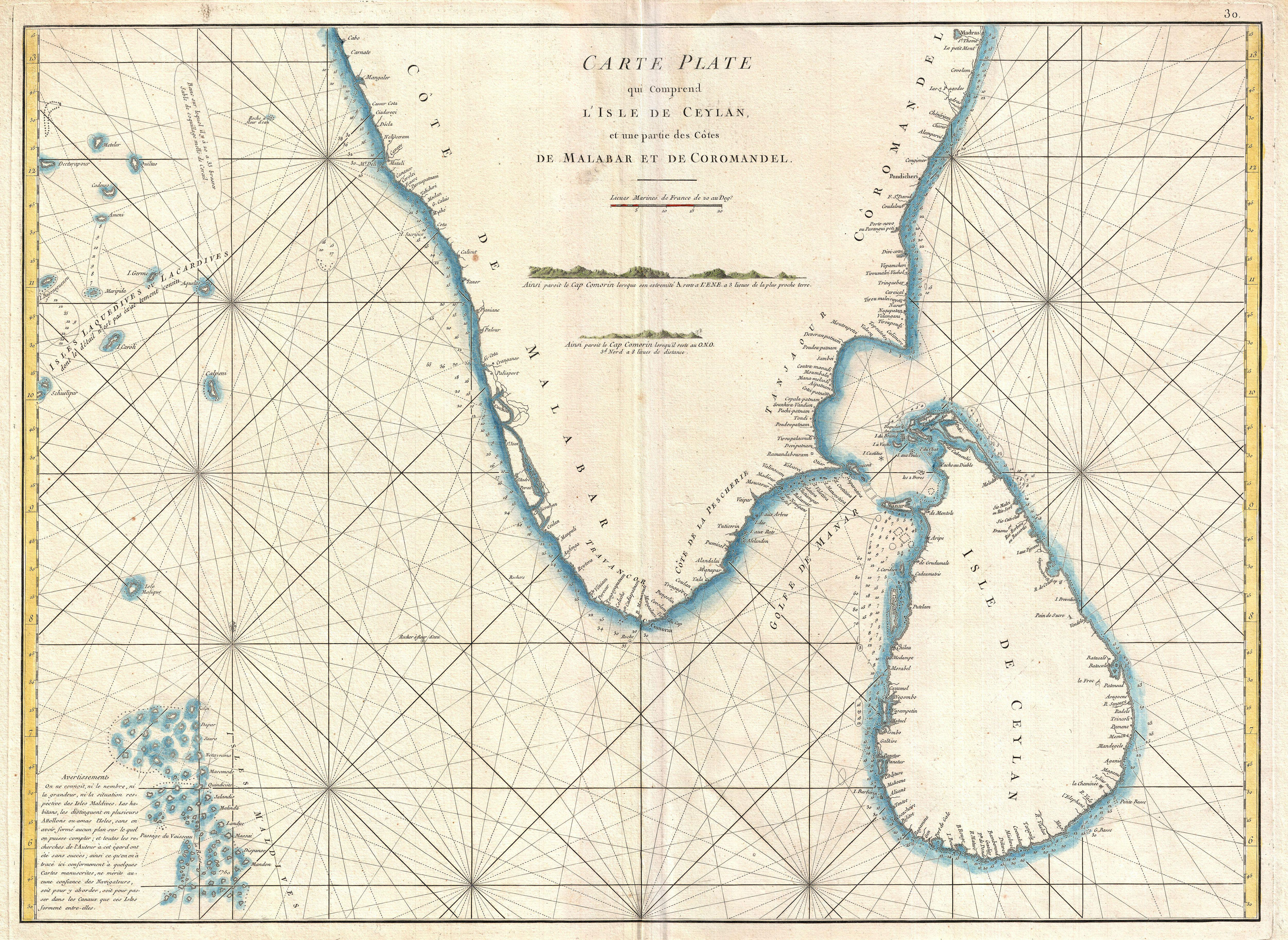
1775 خريطة بحرية أو مخطط بحري لجنوب الهند وسيلان بقلم جان بابتيست دابريس دي مانيفيليت.
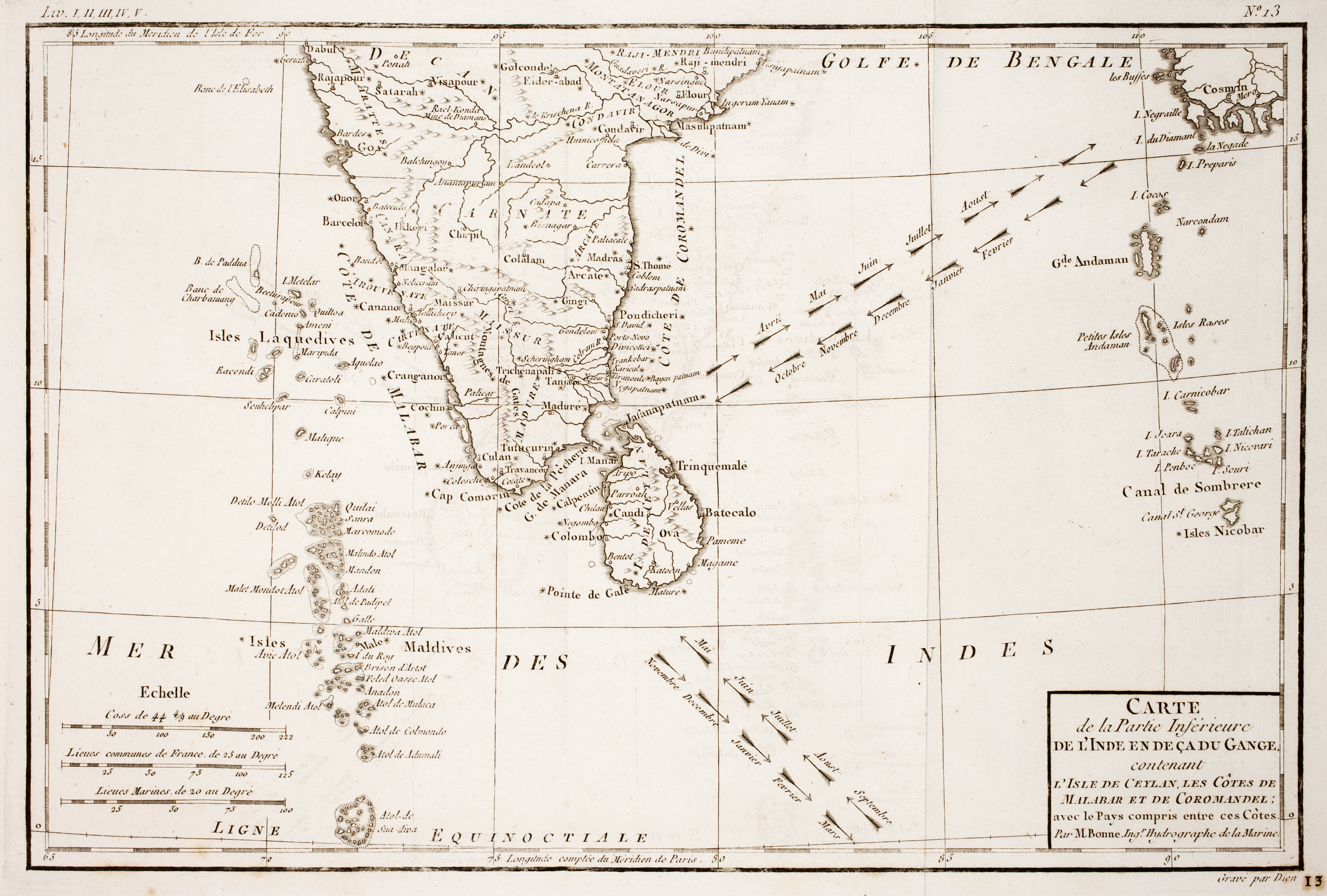
الخريطة التاريخية لجنوب الهند وسريلانكا وجزر المالديف وجزر نيكوبار وميانمار وساحل مليبار وساحل كورومانديل وجزر أندامان (1780)
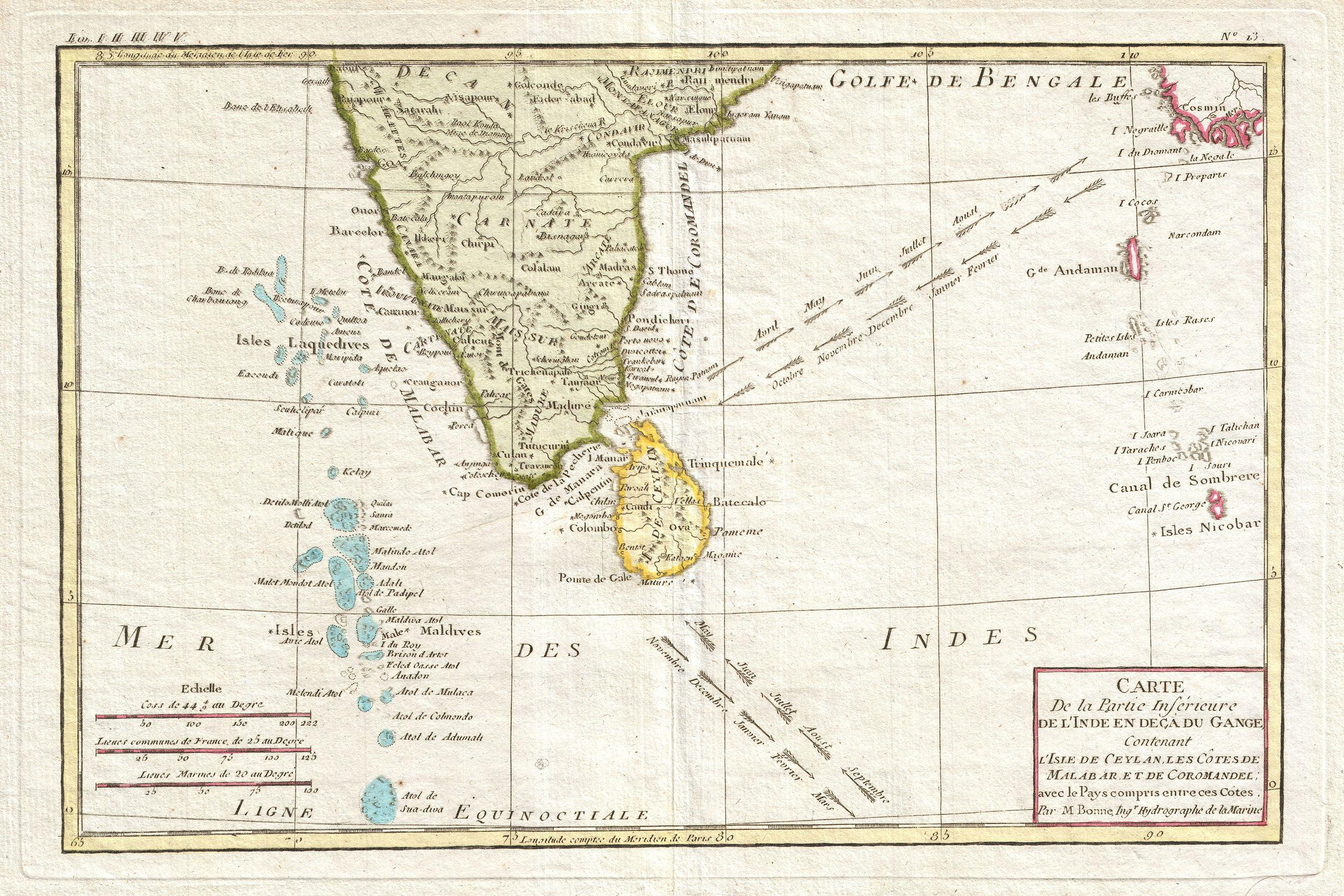
1780 خريطة لجنوب الهند رسمها رسام الخرائط الفرنسي ريغوبيرت بون.
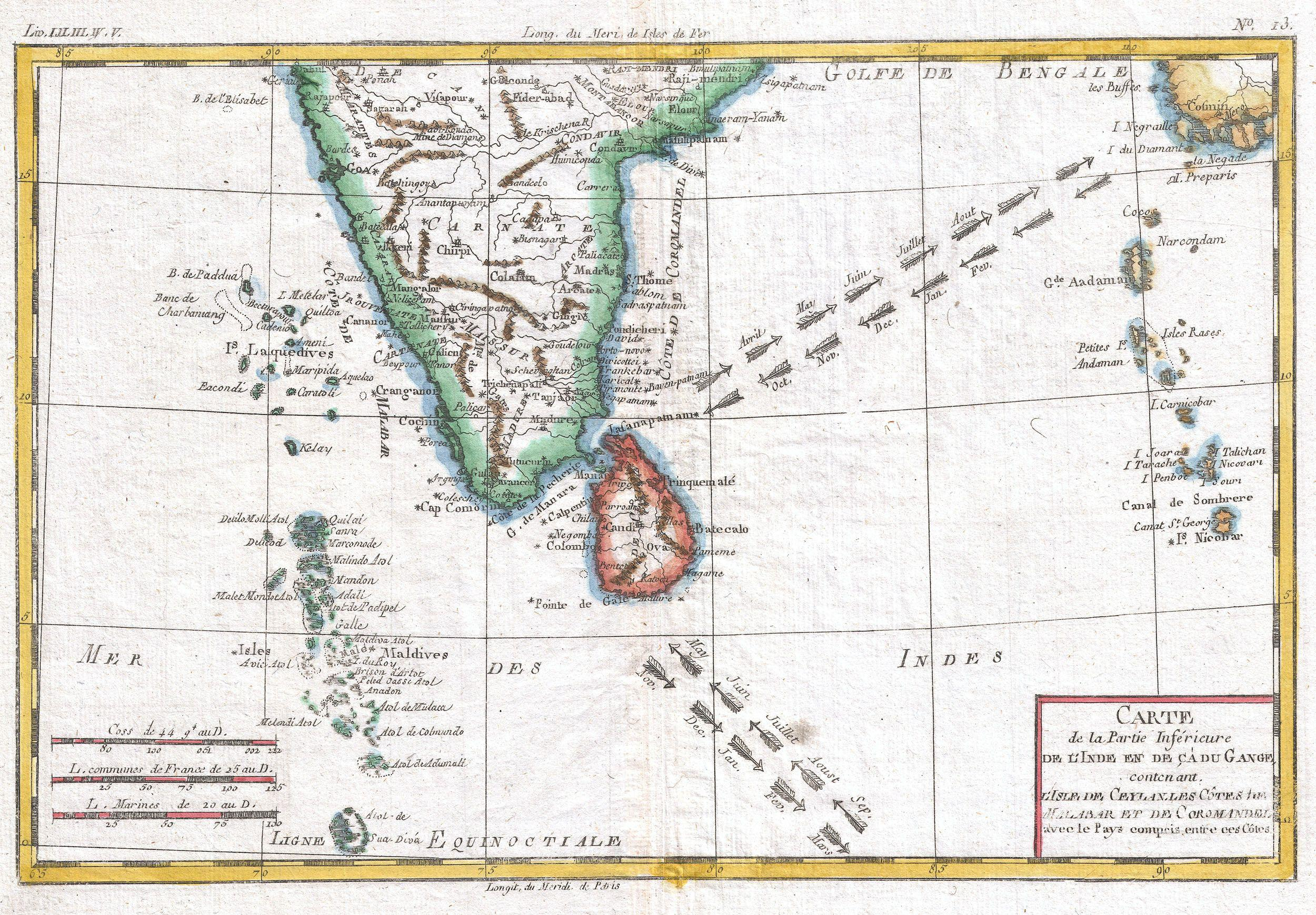
ريجوبيرت بون وخريطة ج. راينال عام 1780 لجنوب الهند.
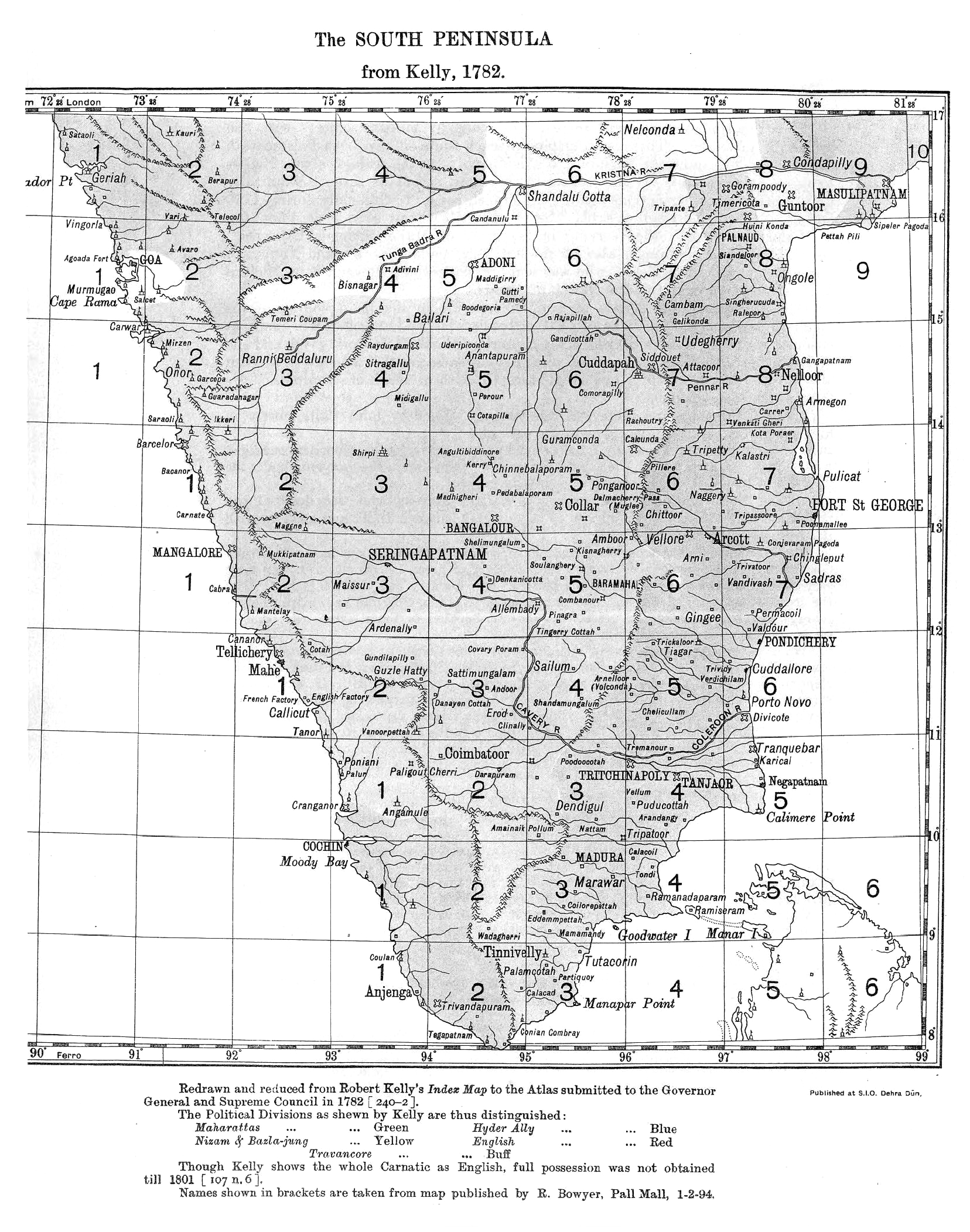
جنوب الهند عام 1782
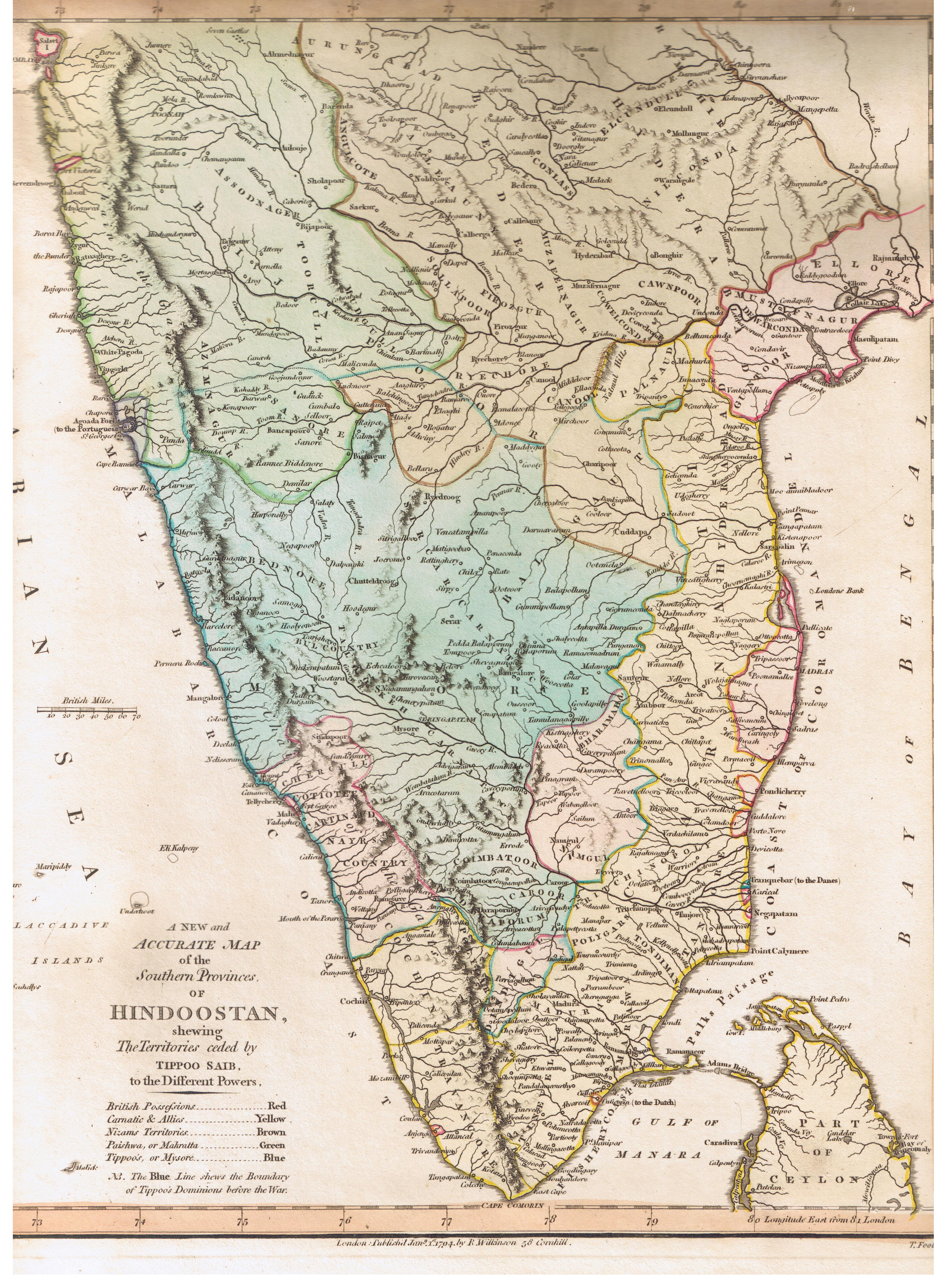
الدولة السياسية في جنوب الهند بعد الحرب الأنجلو ميسور الثالثة التي انتهت عام 1792.
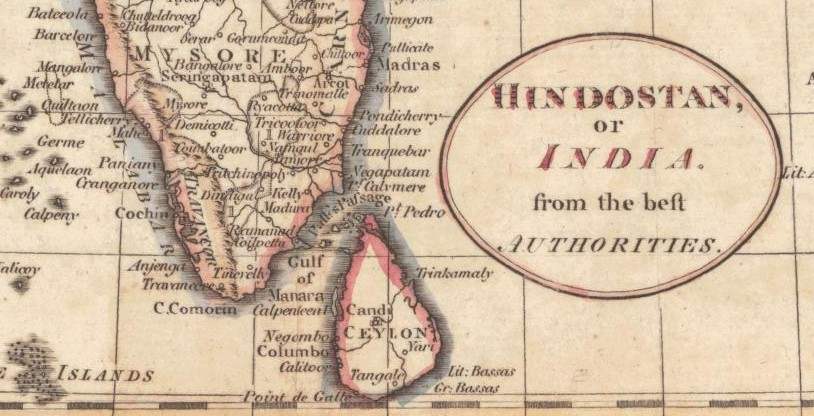
جنوب الهند عام 1794
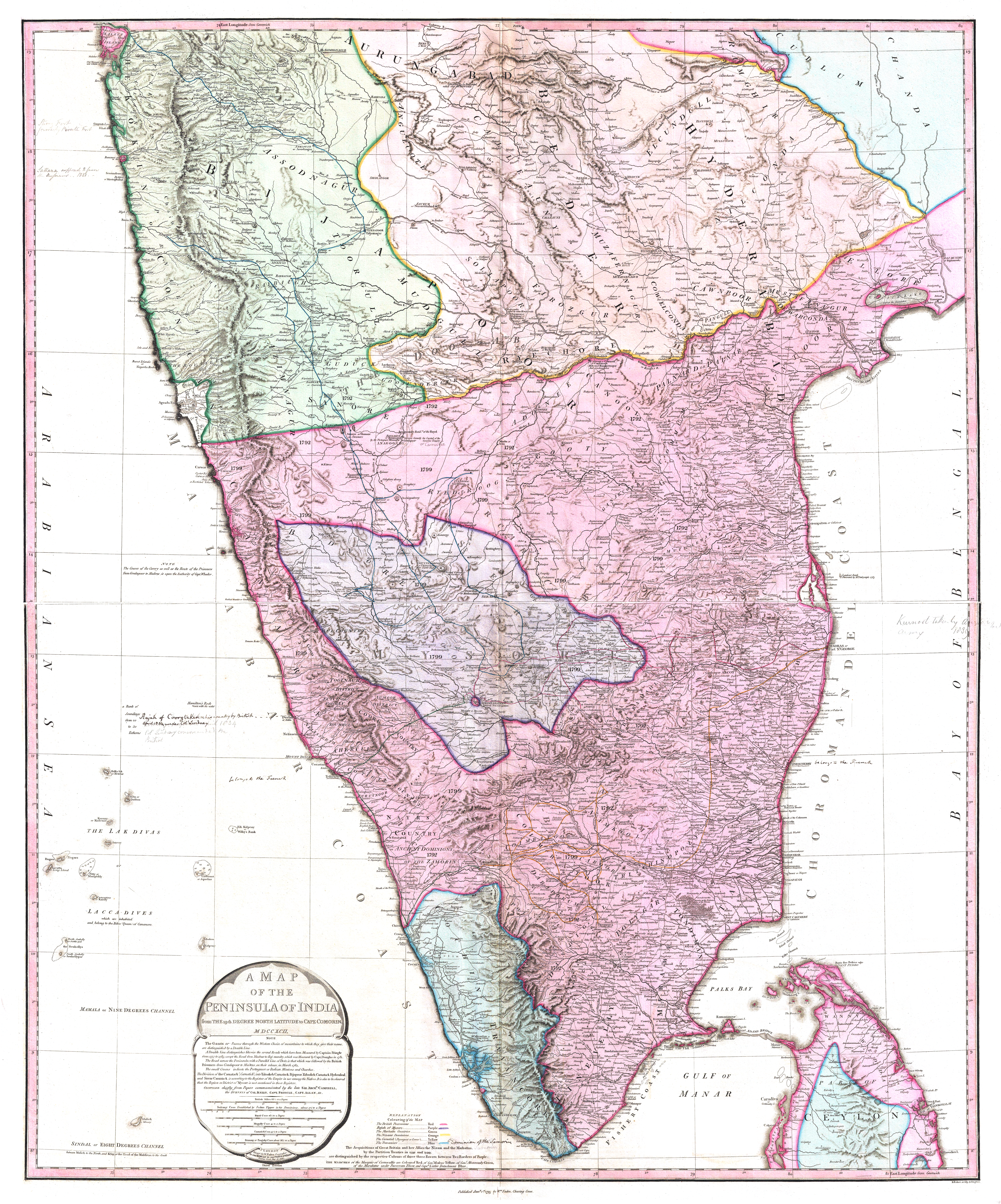
خريطة لشبه جزيرة الهند من خط العرض التاسع عشر الشمالي إلى كيب كومورين ، بعد الحرب الأنجلو-ميسور الرابعة التي انتهت في عام 1799
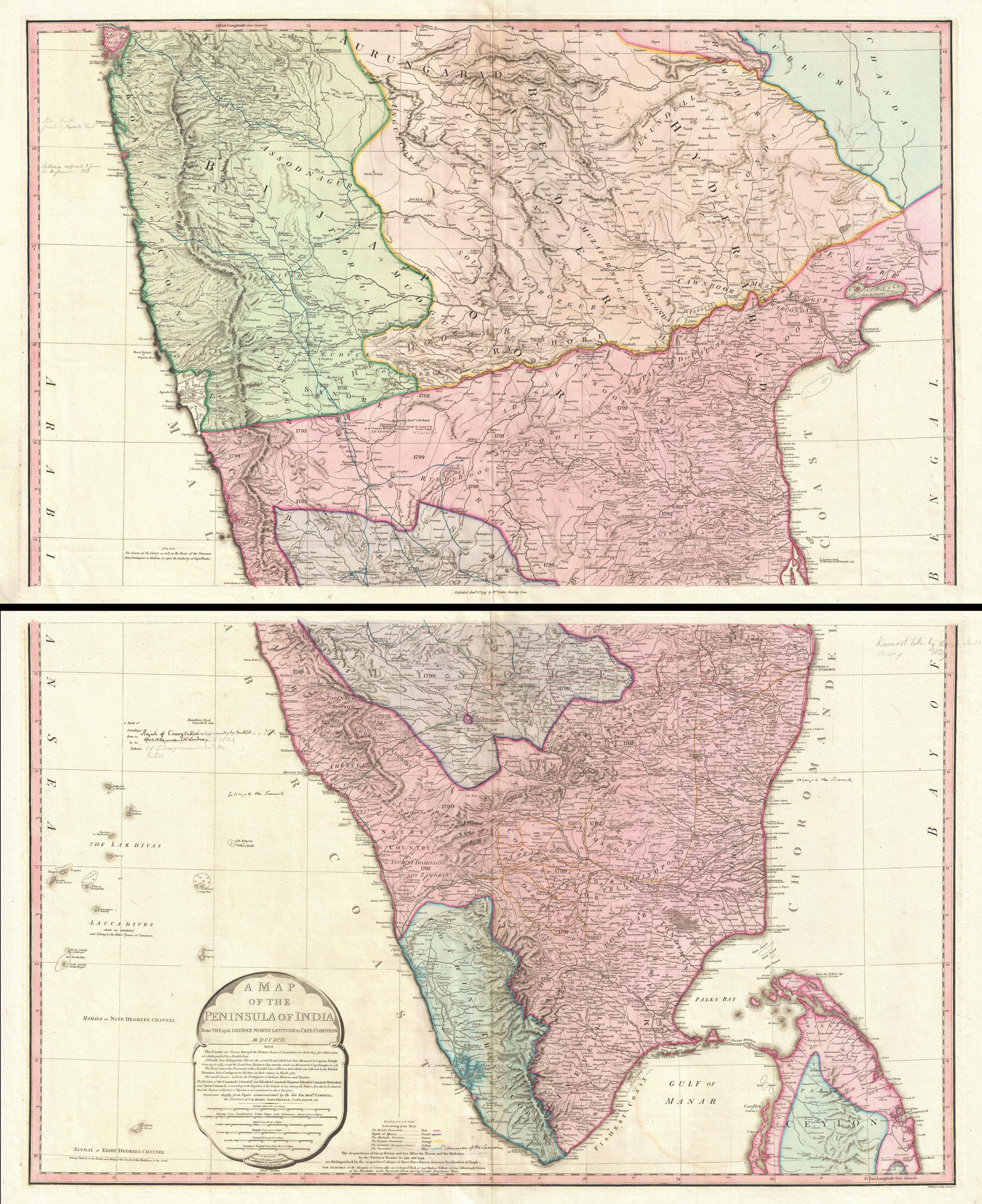
1800 فادن رينيل وول خريطة الهند - Geographicus - الهند
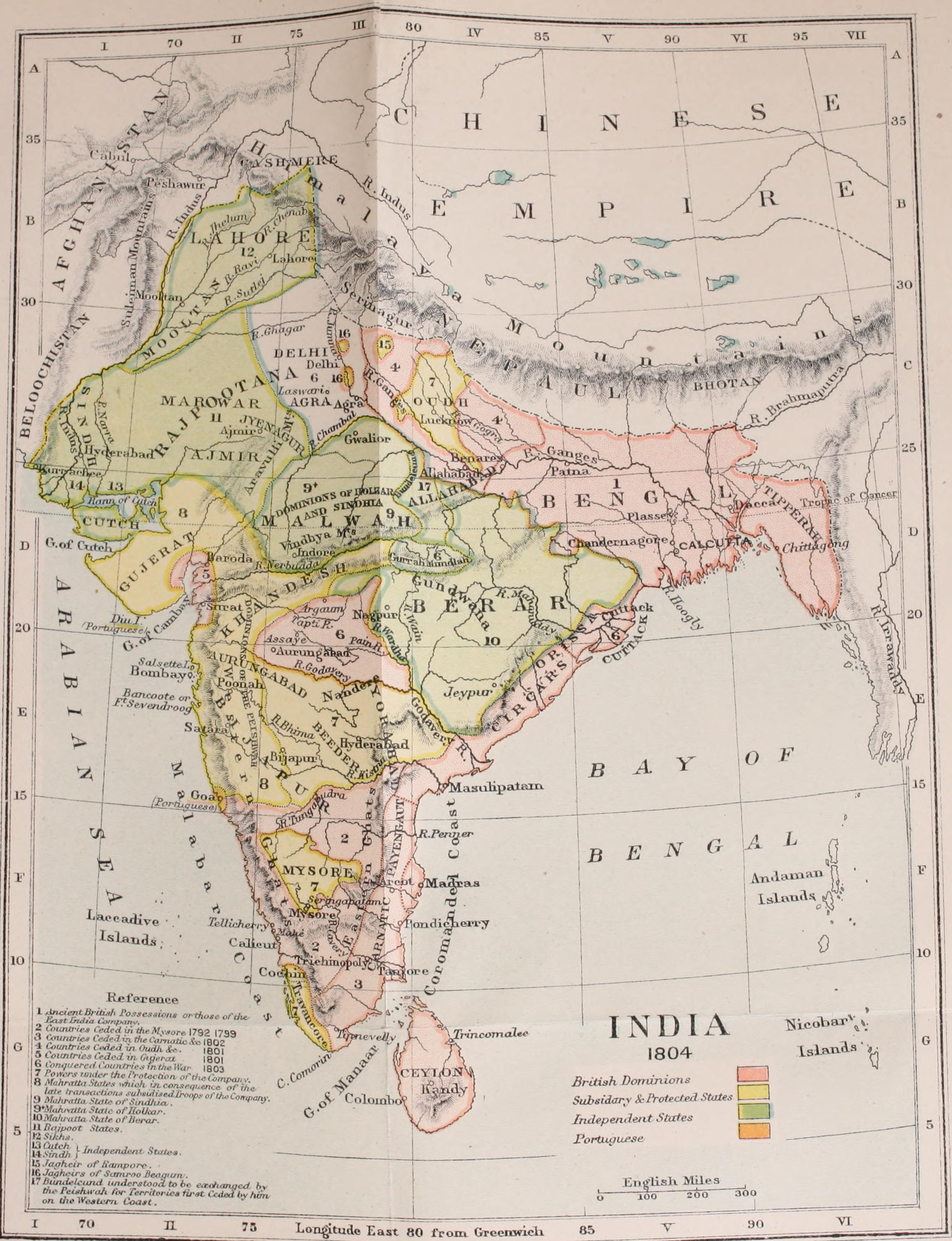
الهند عام 1804
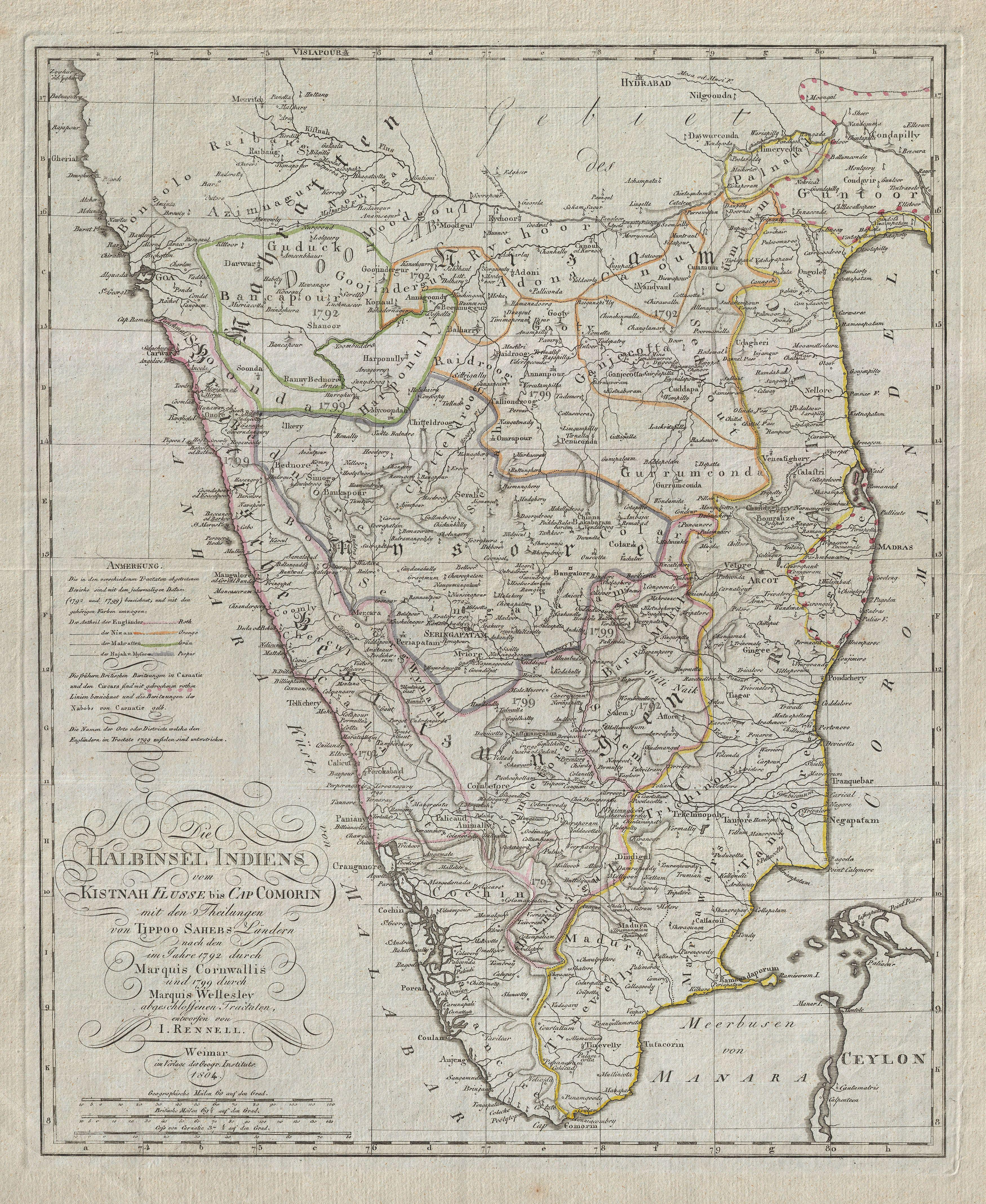
1804 الطبعة الألمانية لخريطة رينل في الهند - Geographicus
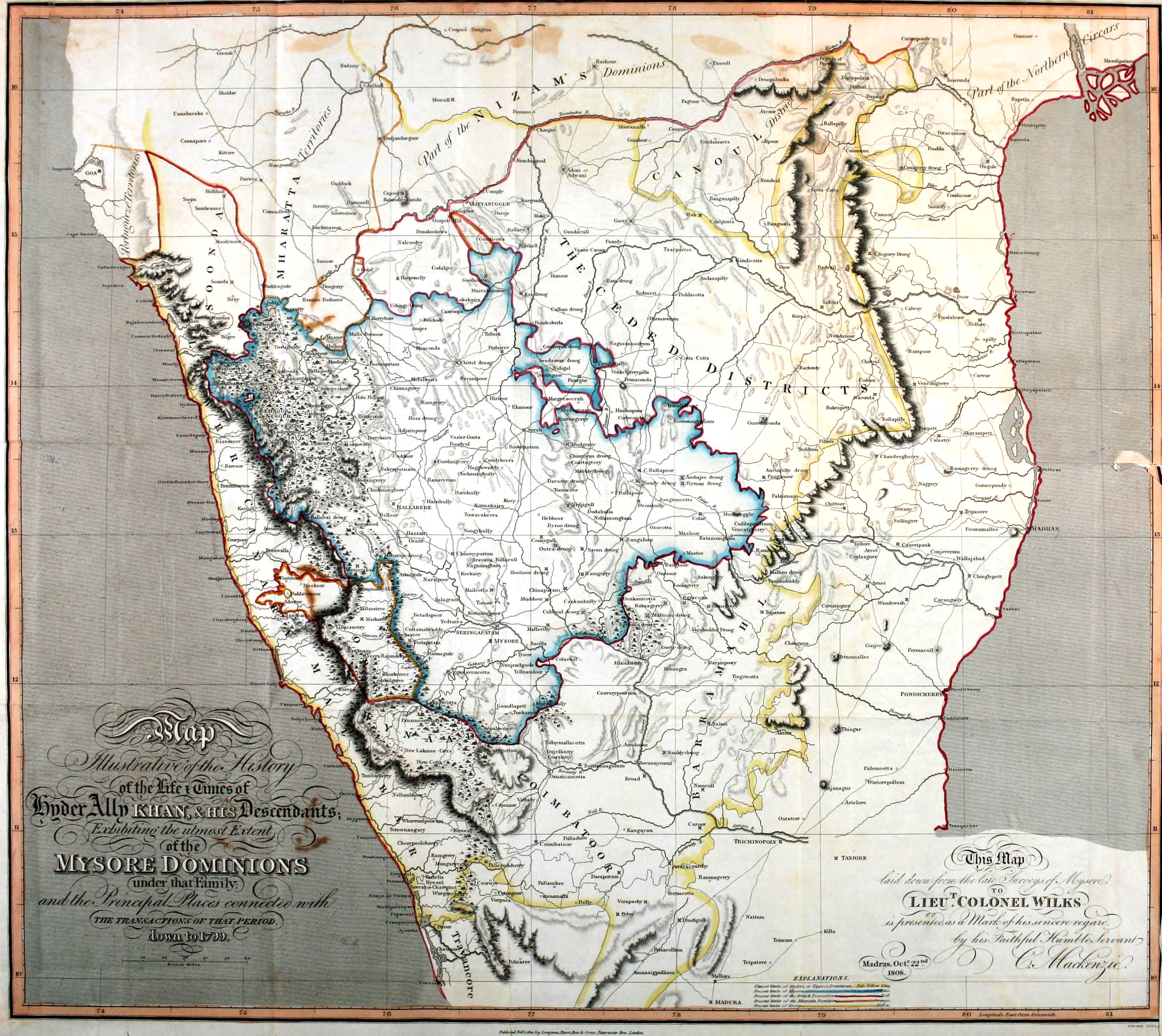
جنوب الهند عام 1808
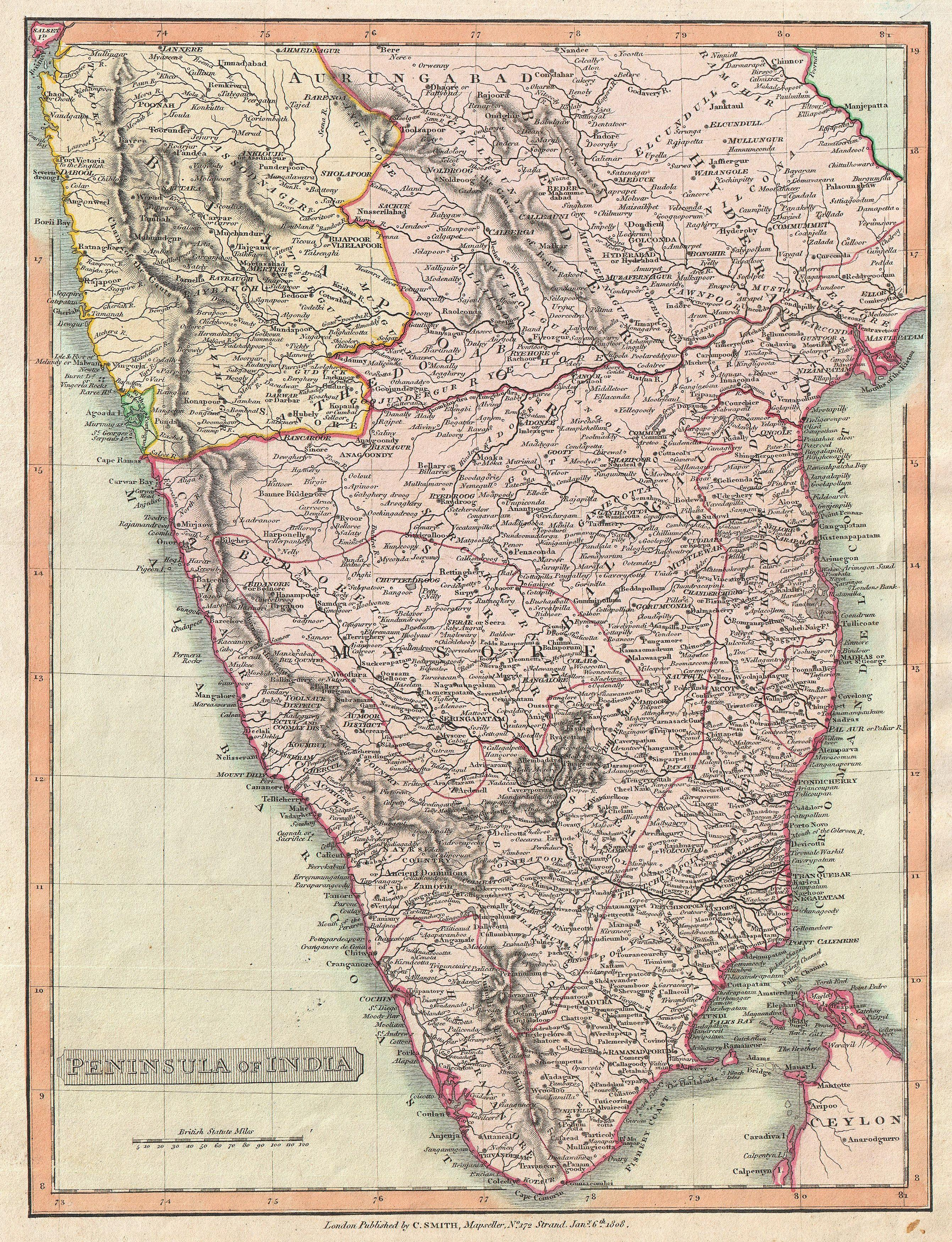
1808 سميث خريطة الهند - Geographicus - الهند
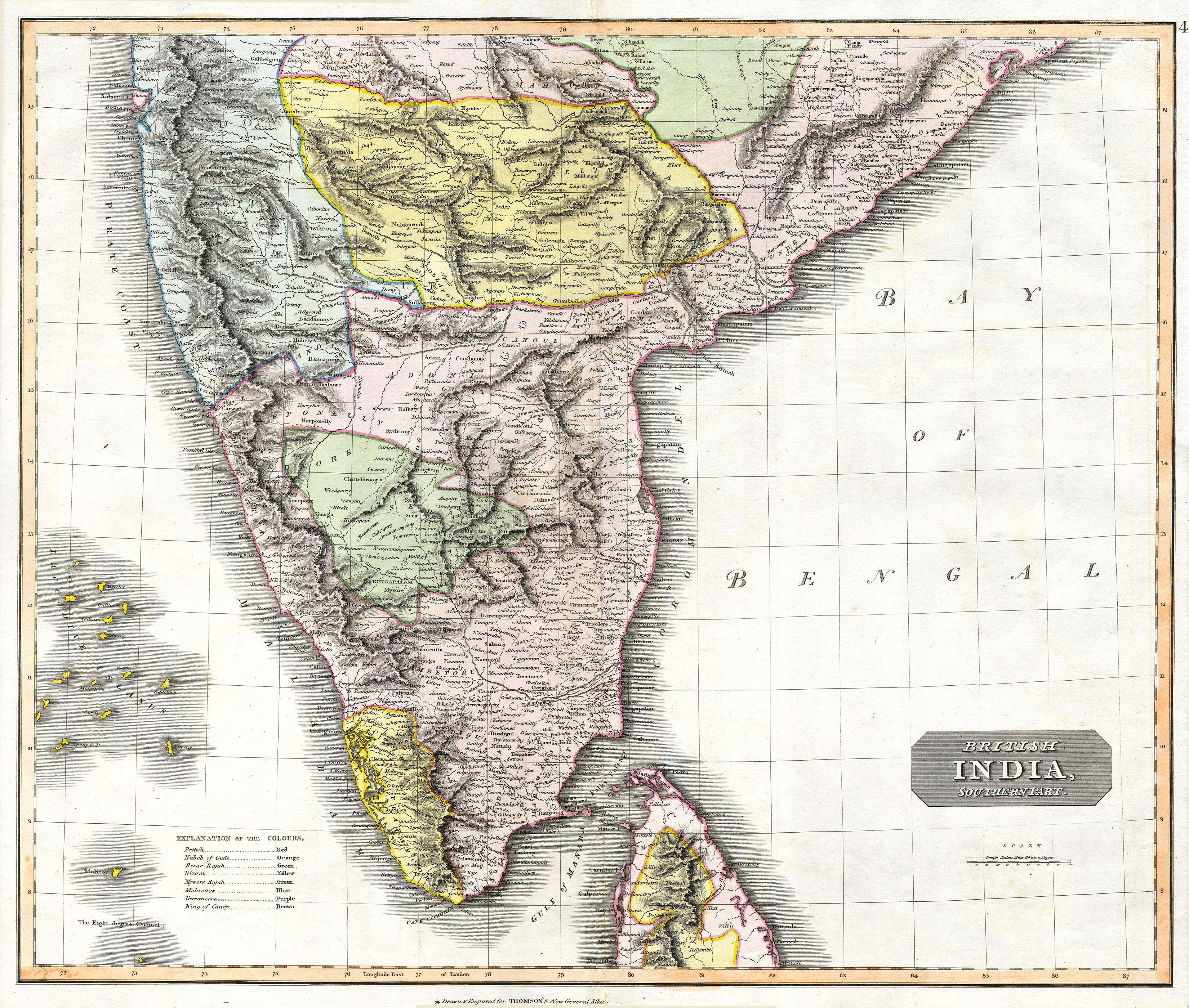
1814 خريطة طومسون الهند - Geographicus - الهند
الهند في الجنرال Karte von Vorderindien zur Übersicht der Hauptverhältnisse (1836)
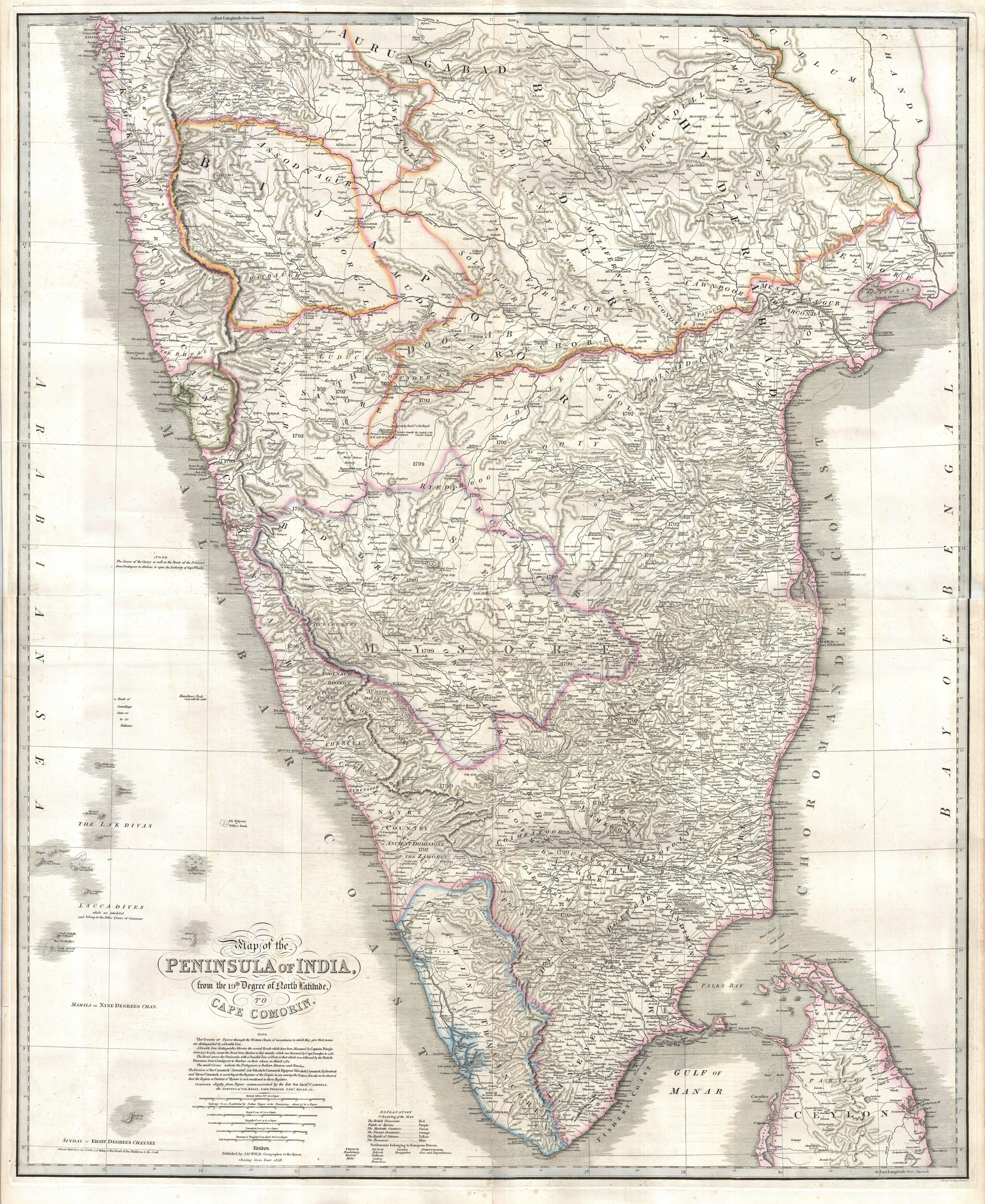
1838 خريطة جدار وايلد للهند (هندوستان أو الهند البريطانية) - Geographicus - الهند
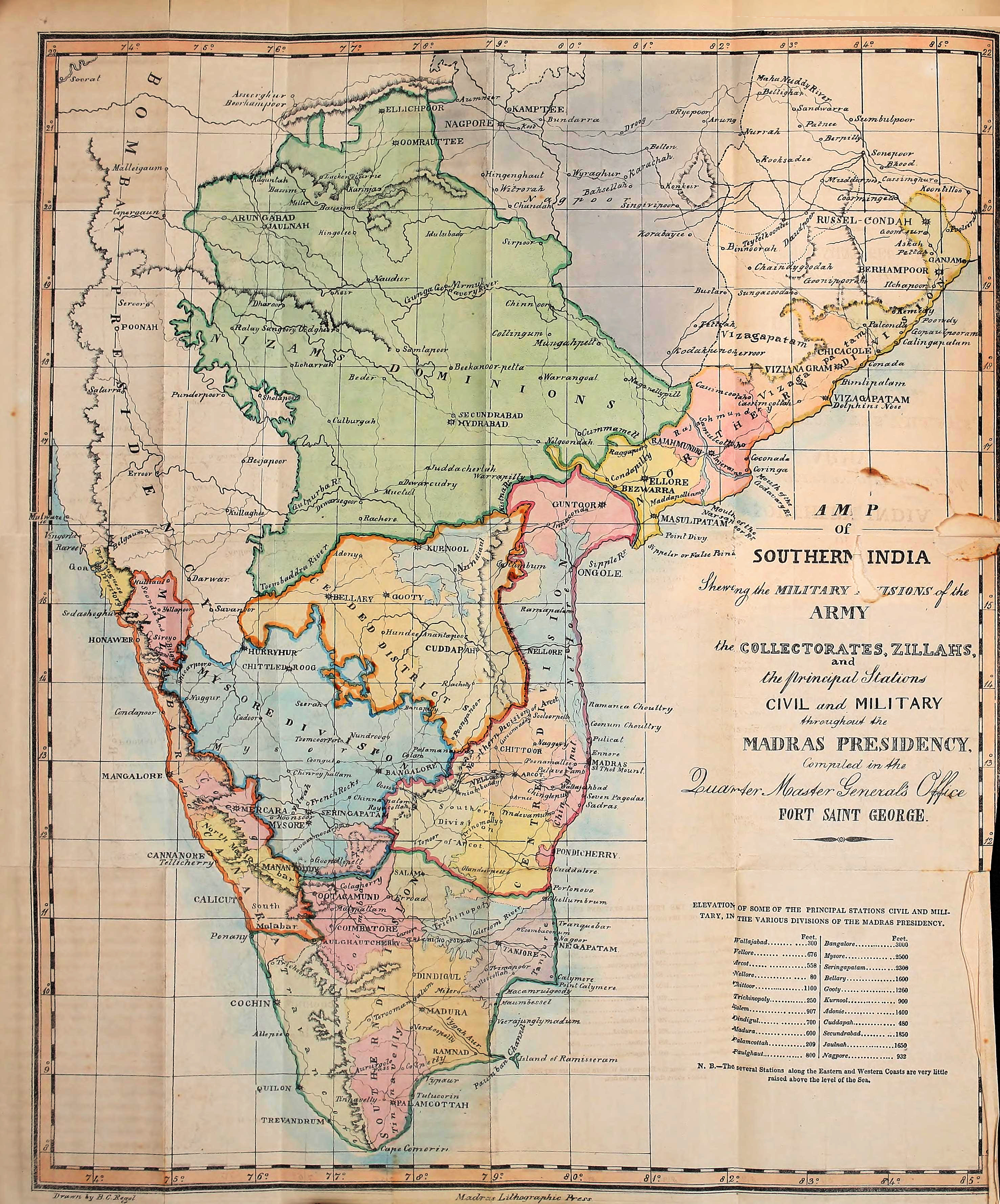
جنوب الهند عام 1843
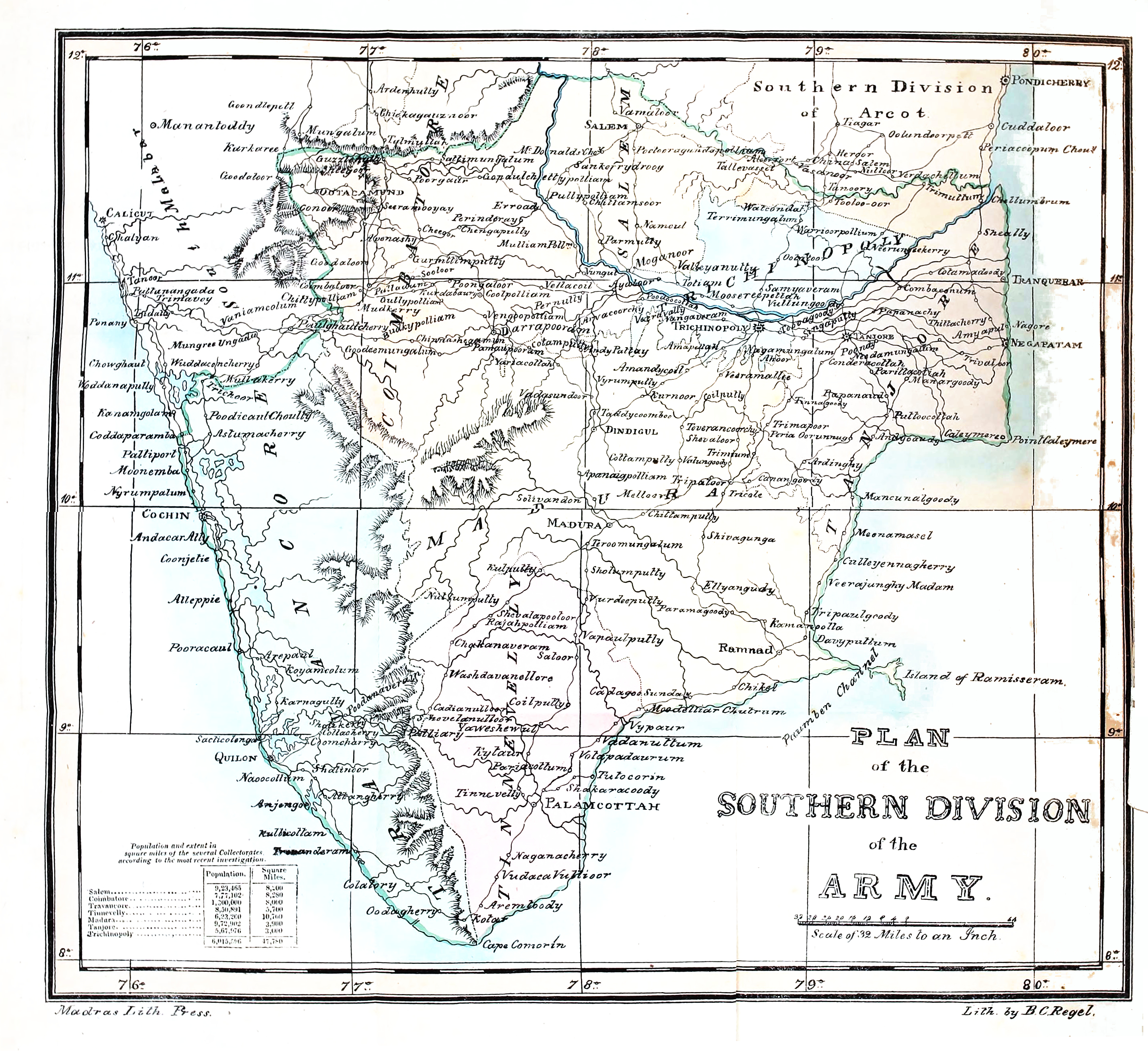
التقسيم الجنوبي لجنوب الهند عام 1843
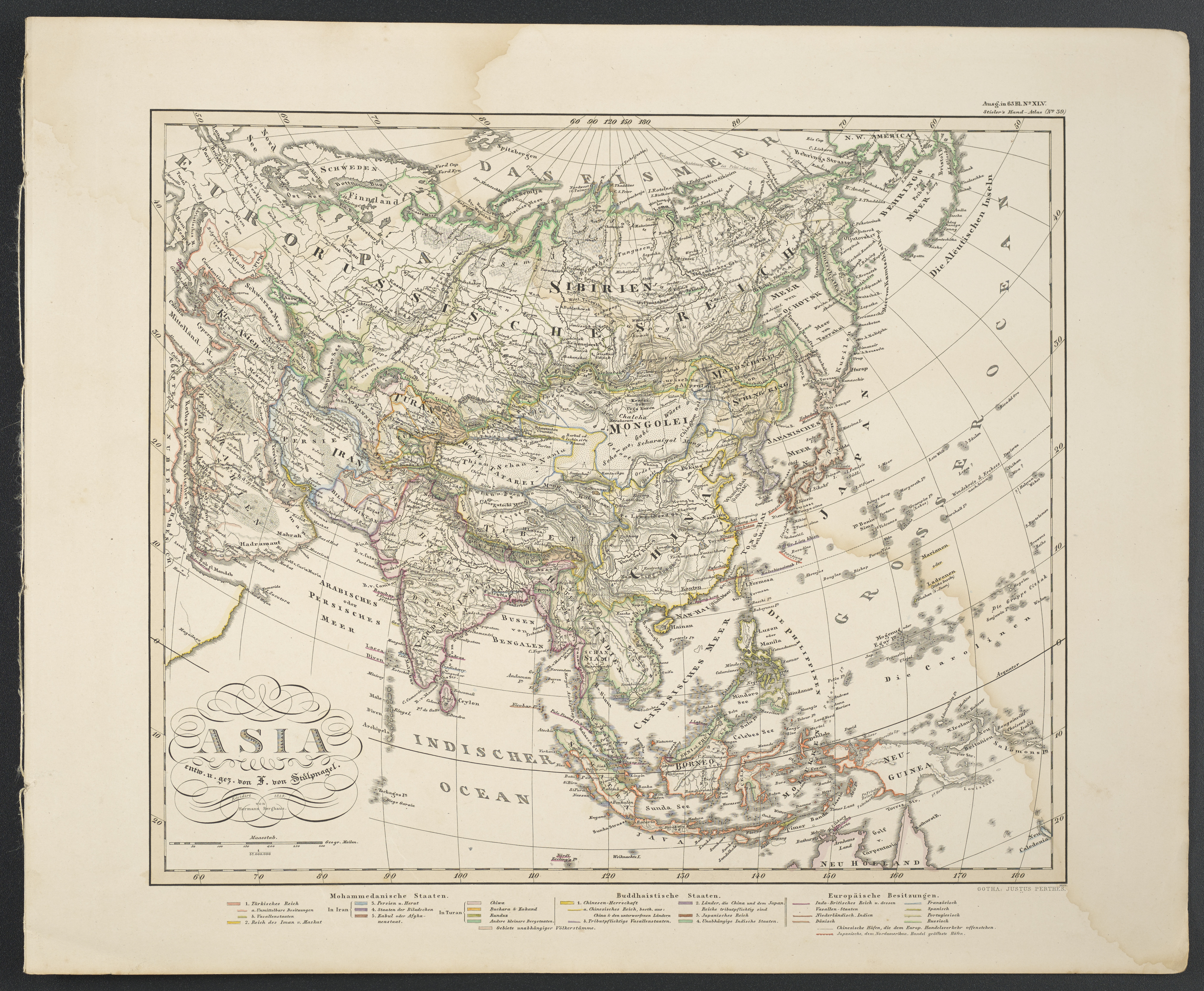
آسيا في 1840 - 1860 (تم تمييز كاليكوت )
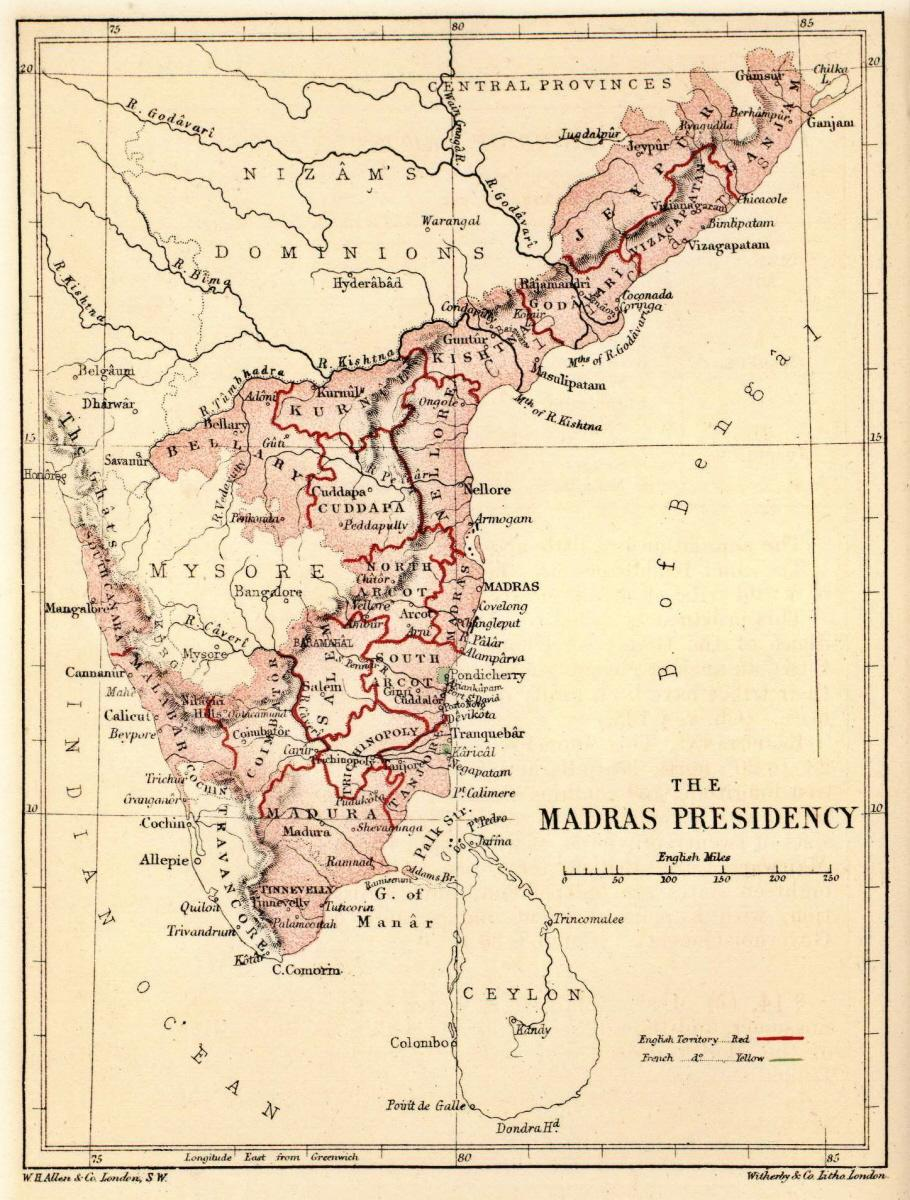
خريطة رئاسة مدراس مأخوذة من كتاب نصي للتاريخ الهندي: ملاحظات جغرافية ، جداول أنساب ، أسئلة امتحان (1880)
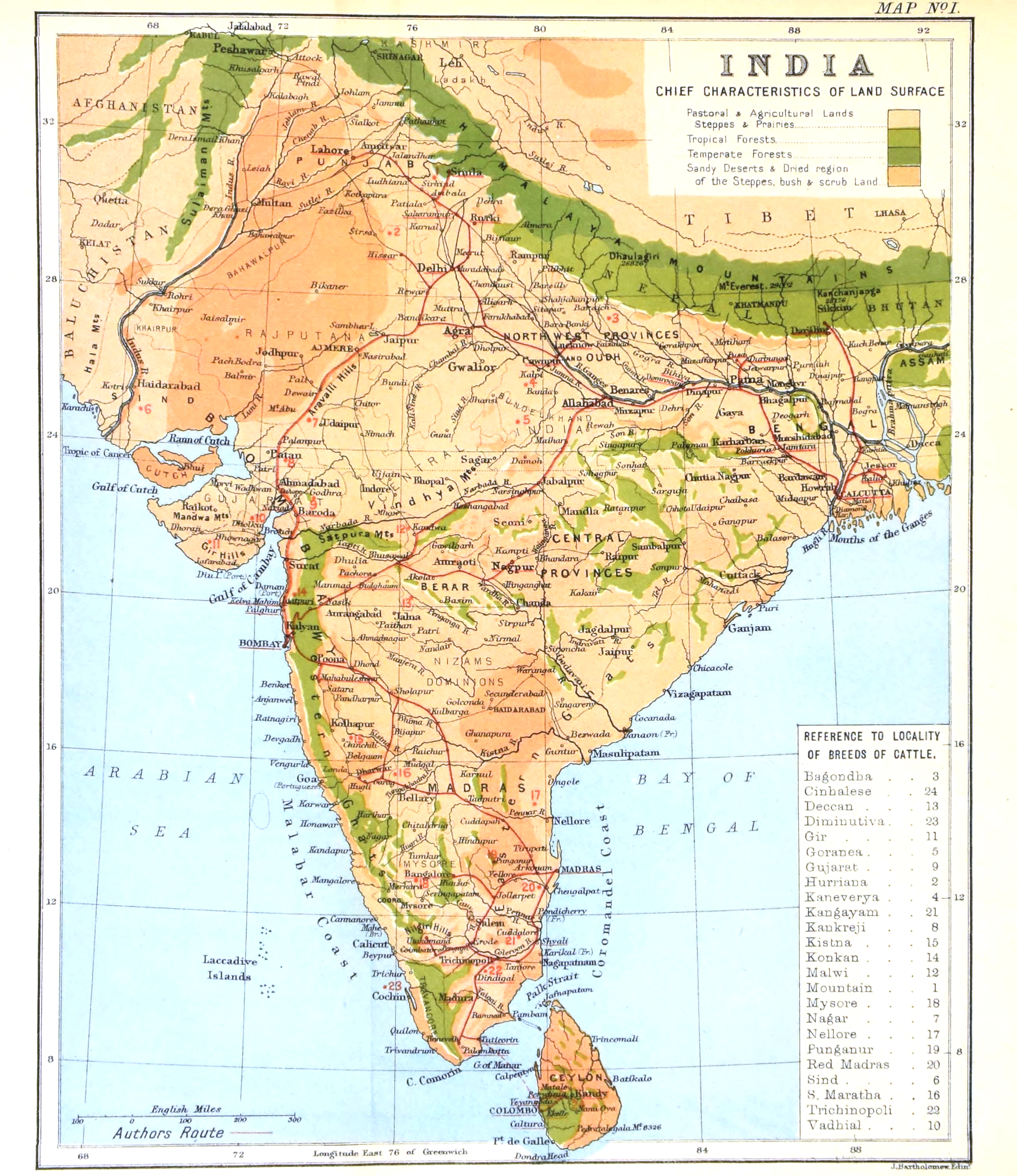
الهند في عام 1887 مع سلالات الماشية على أساس أسفار روبرت والاس.
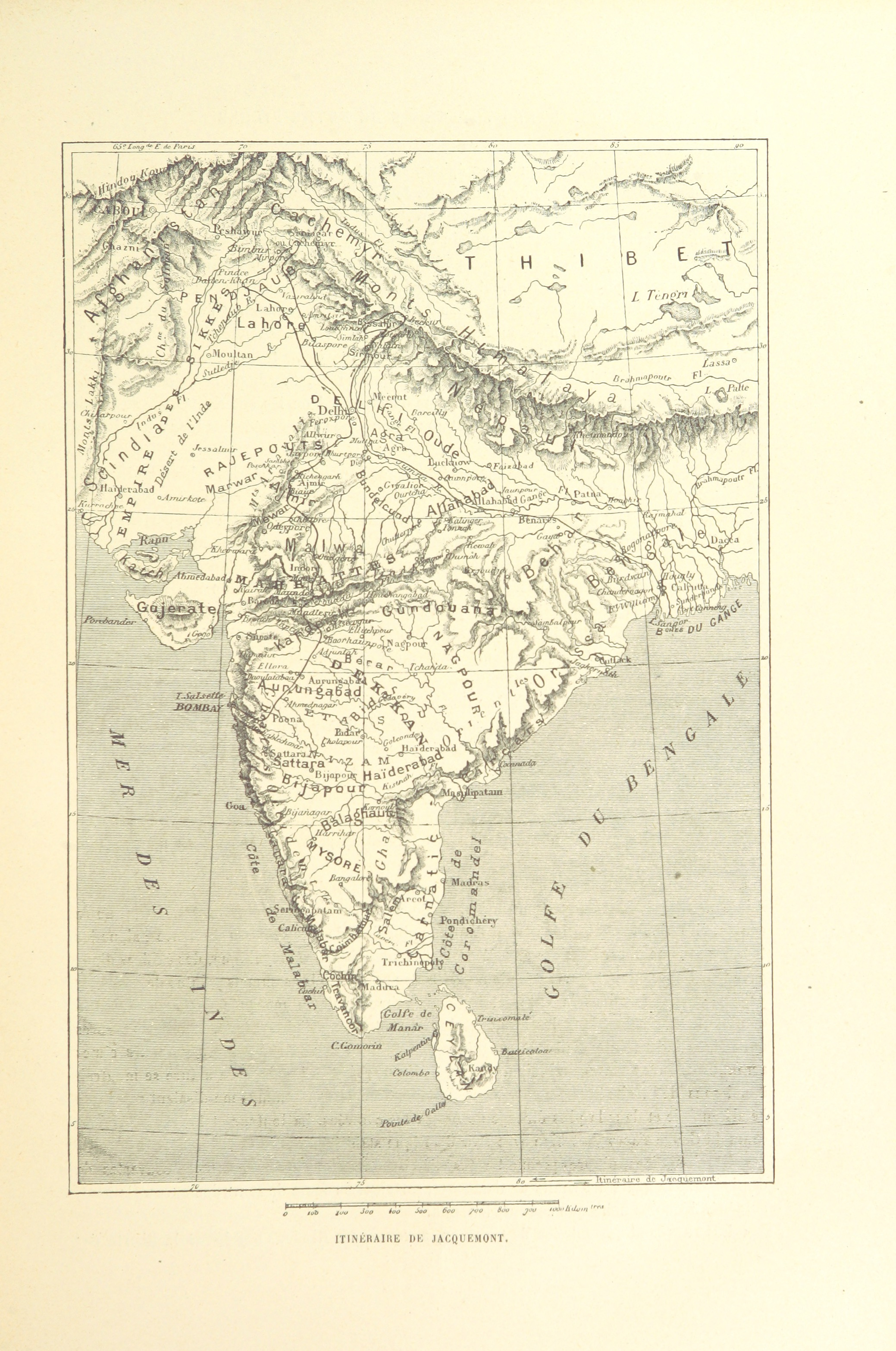
خريطة الهند لعام 1889 (تم تمييز كاليكوت وكوتشين فقط من ولاية كيرالا ).
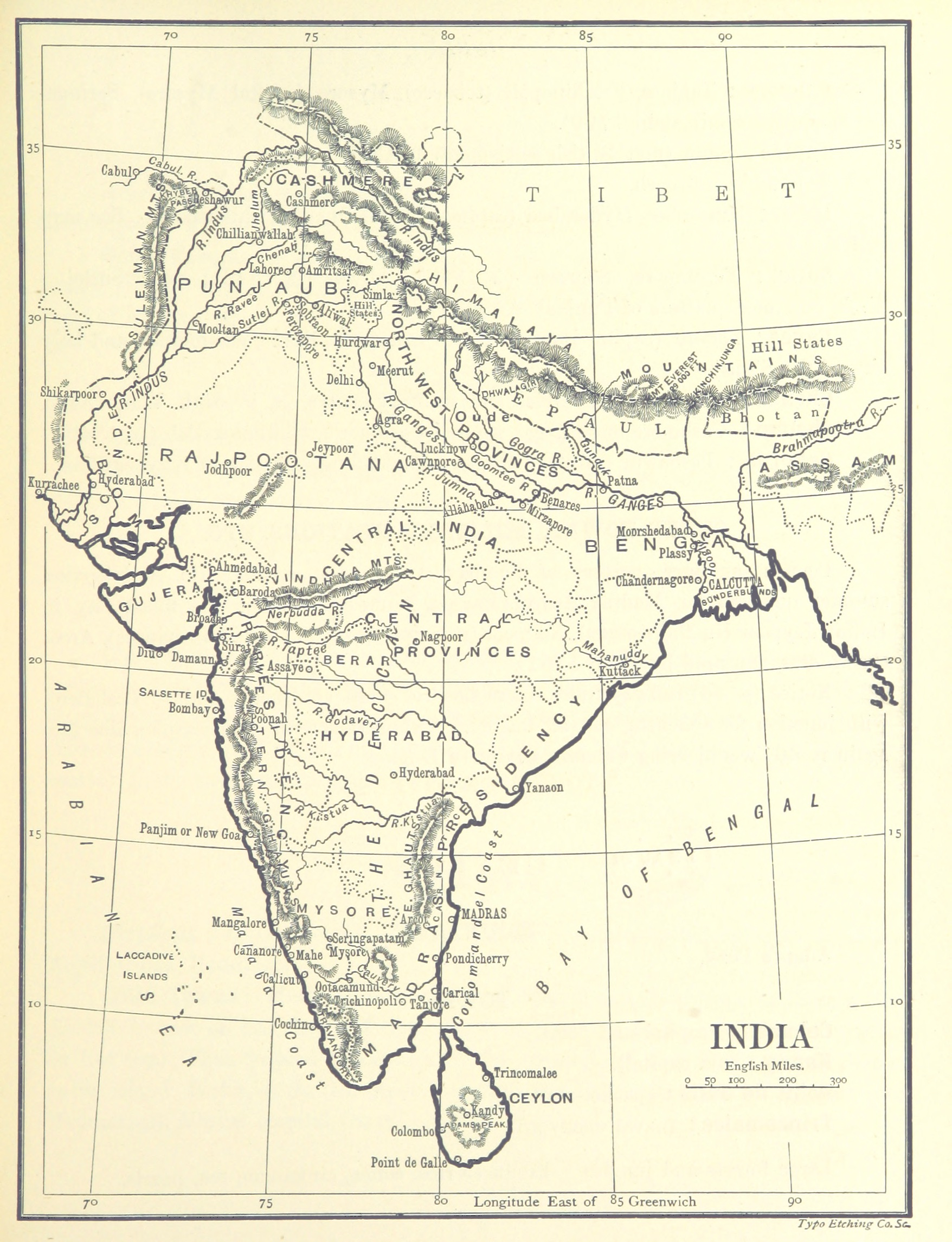
1891 خريطة الهند (الخطوط العريضة للجغرافيا لاستخدام الأشكال الدنيا والمتوسطة من المدارس والمرشحين للامتحانات الأولية للجيش)
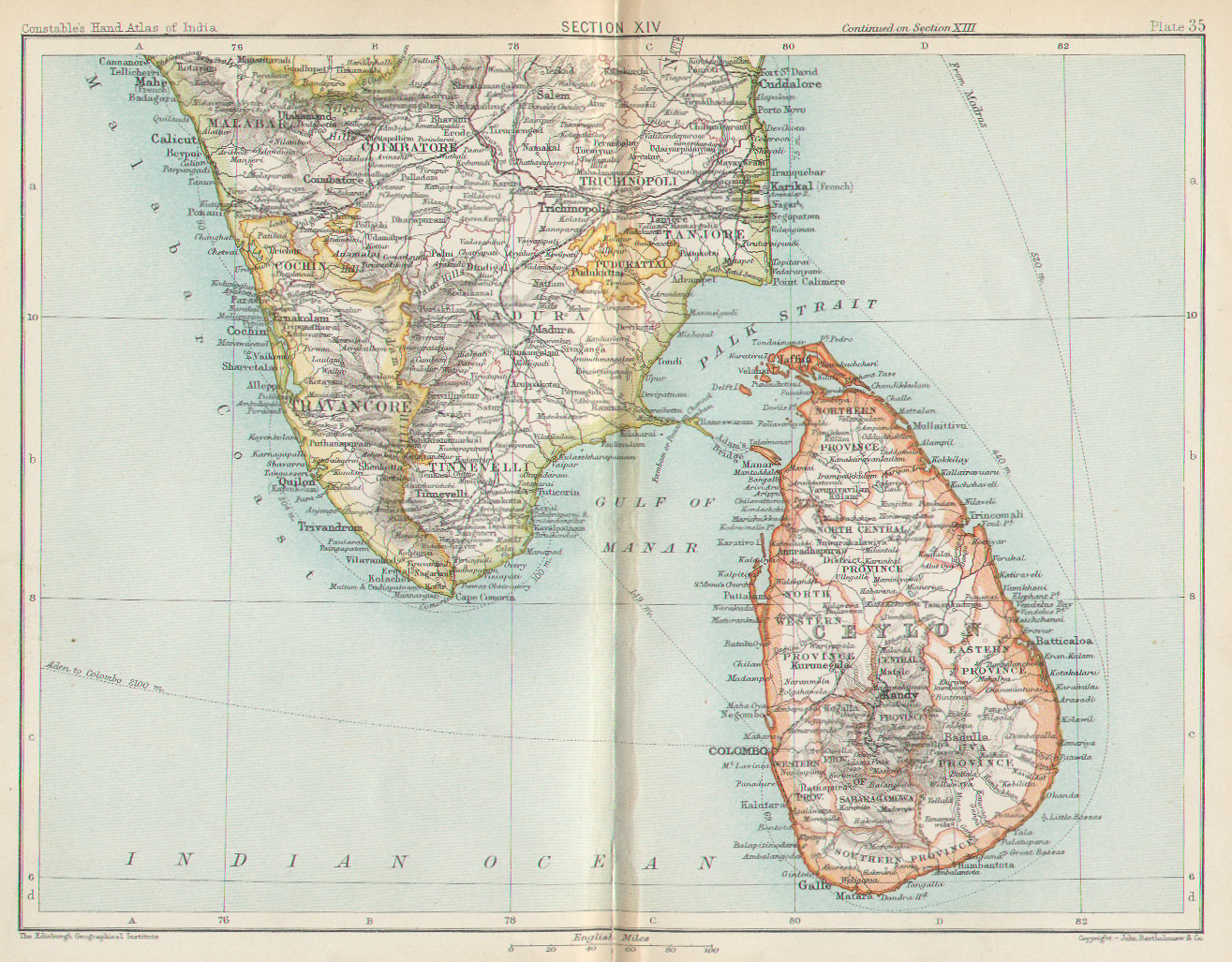
ساحل مليبار عام 1893
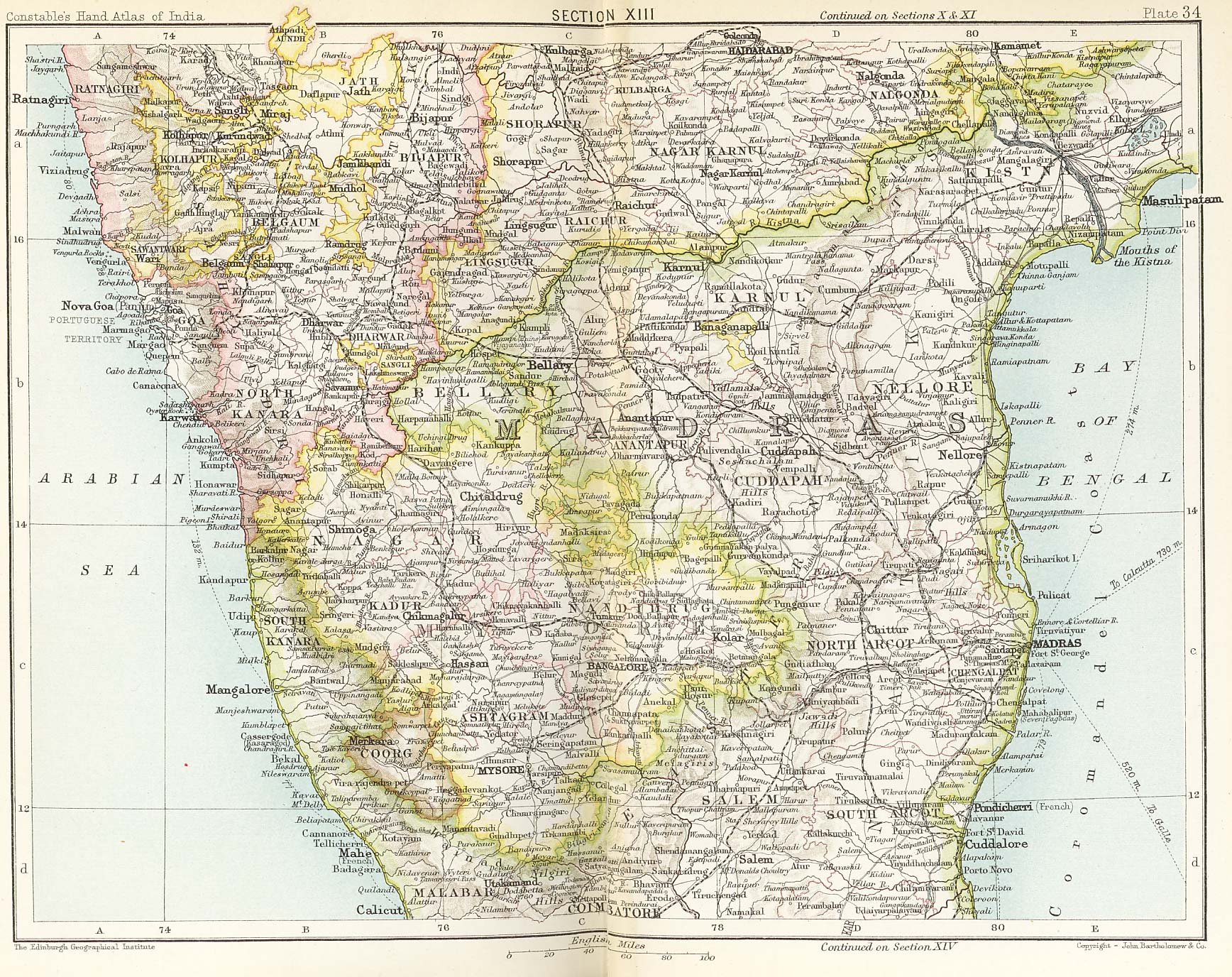
شمال مليبار عام 1893 (في الطرف الجنوبي الغربي من الخريطة)
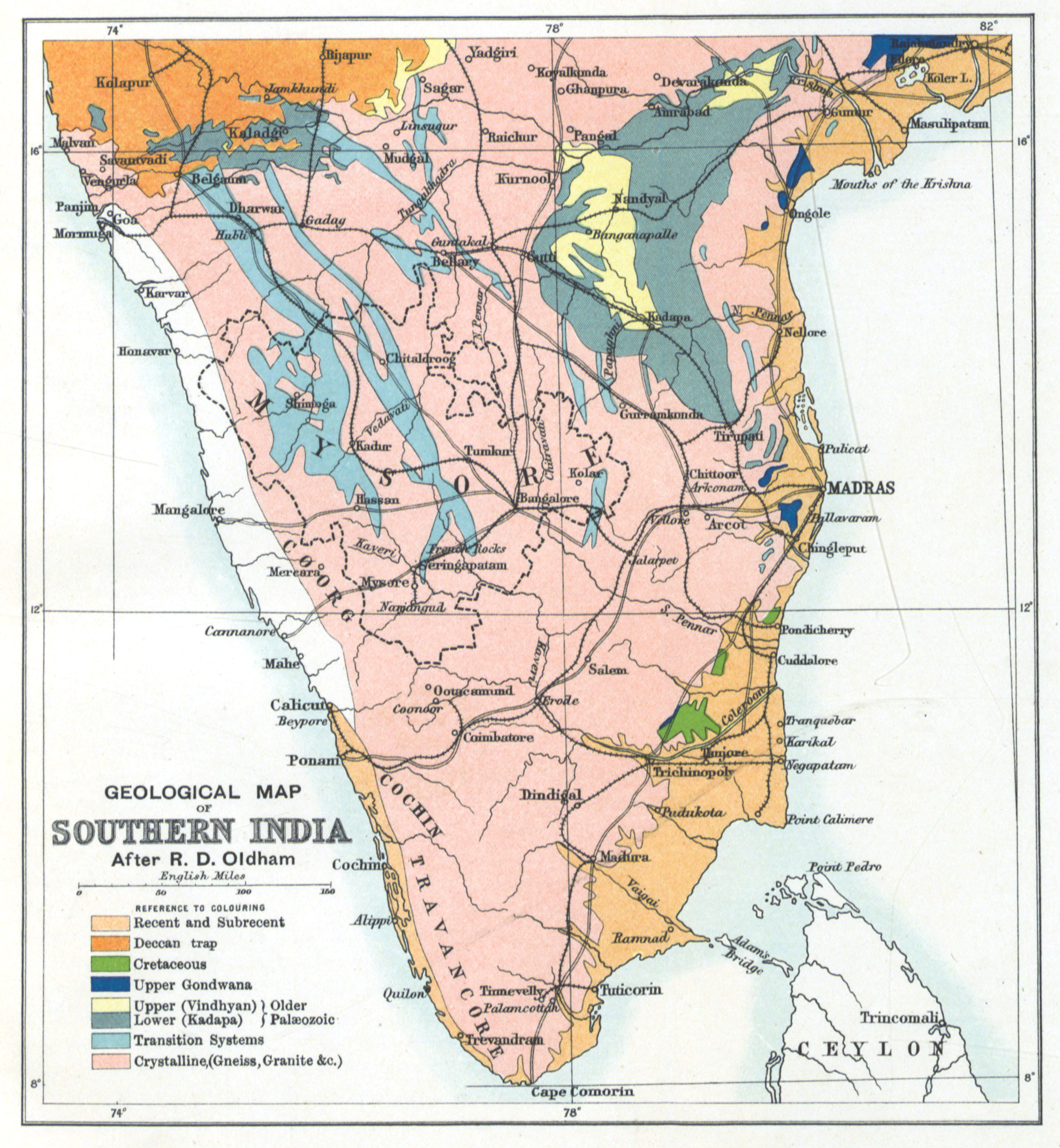
خريطة جريدة الجيولوجيا لمليبار عام 1897
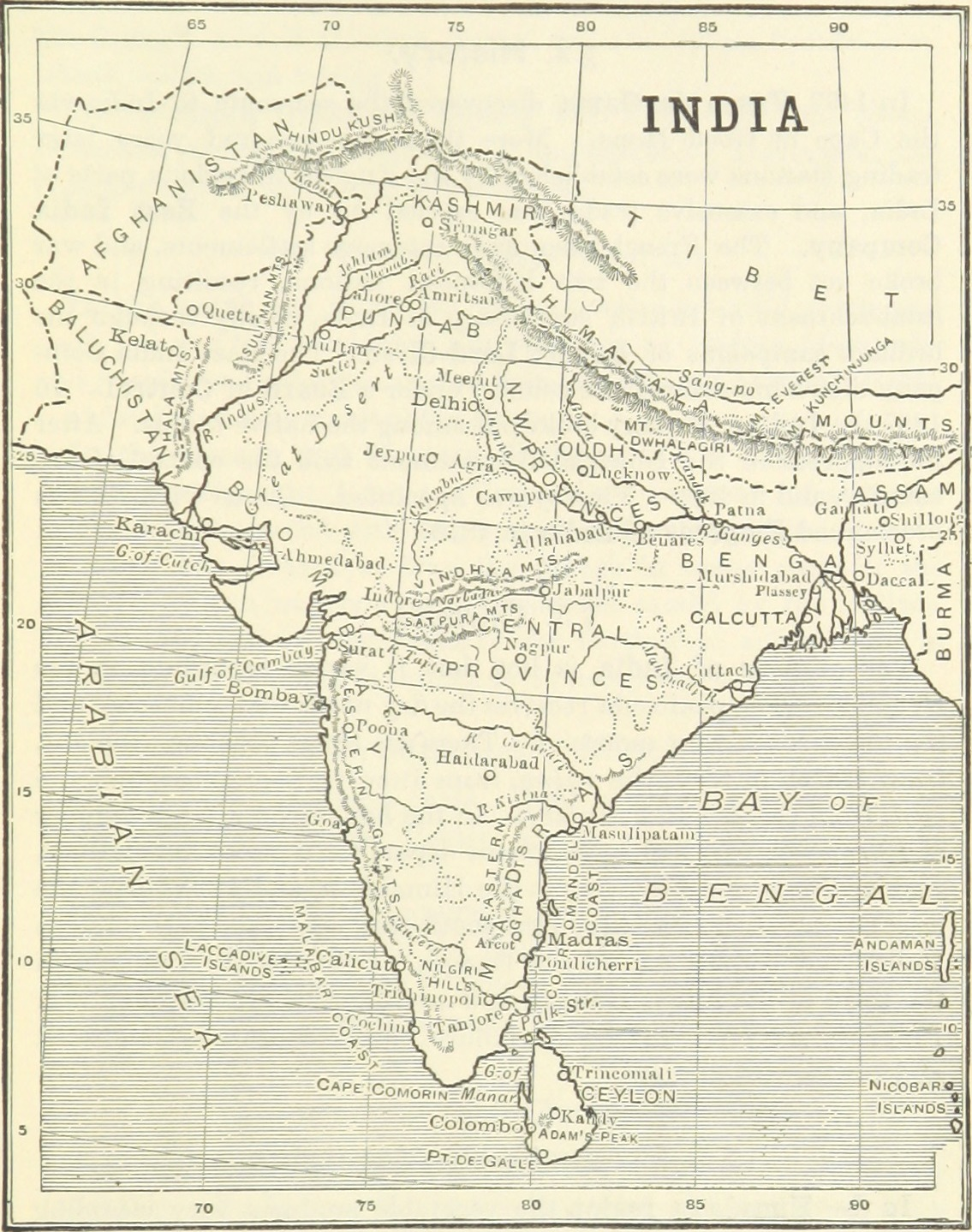
خريطة الهند لعام 1899 (تم تمييز كاليكوت وكوتشين فقط من ولاية كيرالا ).
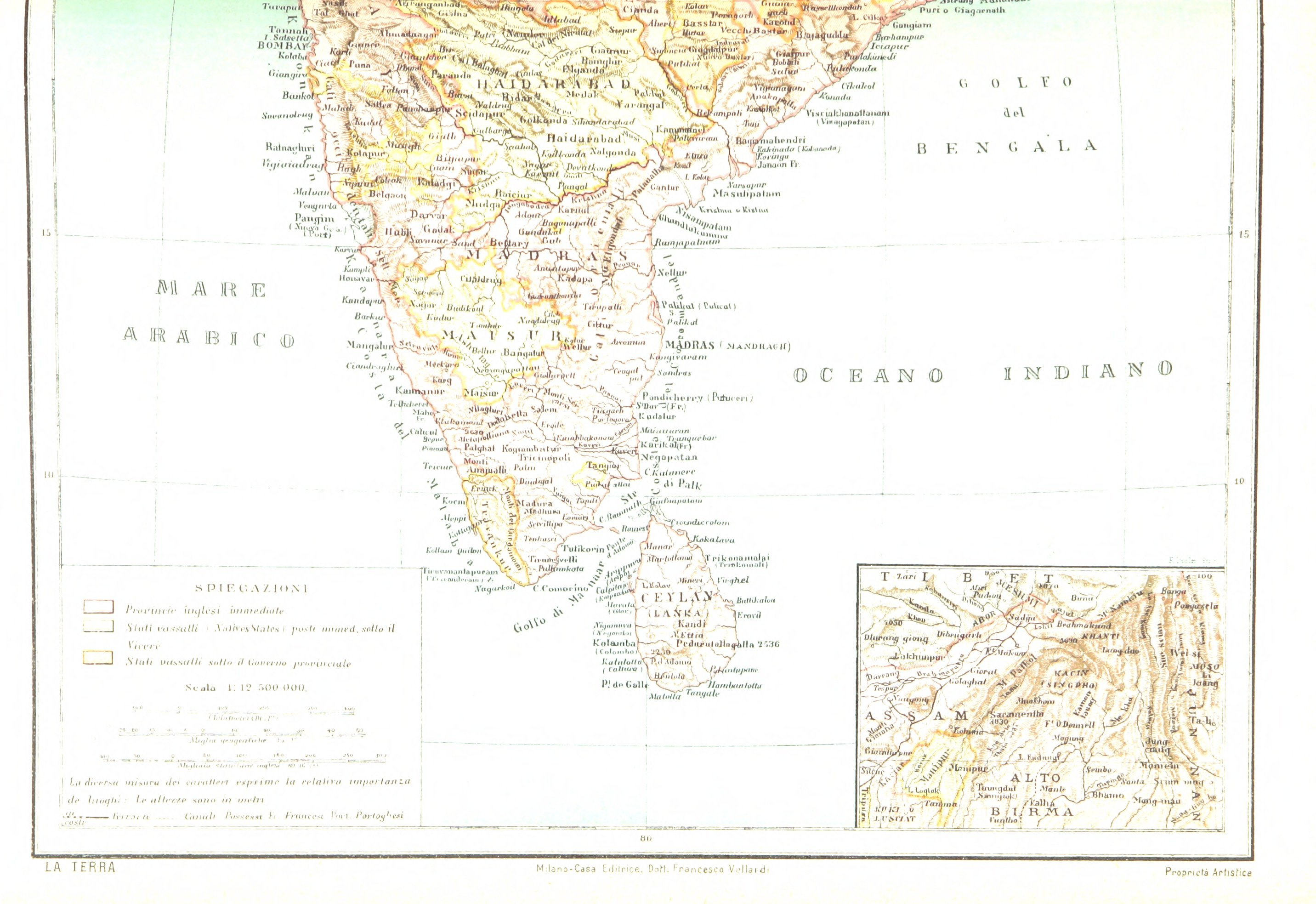
الصورة مأخوذة من الصفحة 1381 من La Terra ، trattato popolare di geografia universale
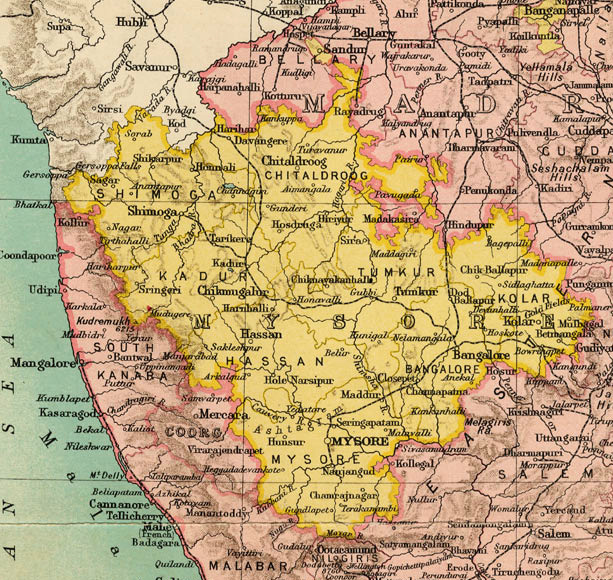
شمال مليبار عام 1909 (في الطرف الجنوبي الغربي من الخريطة)
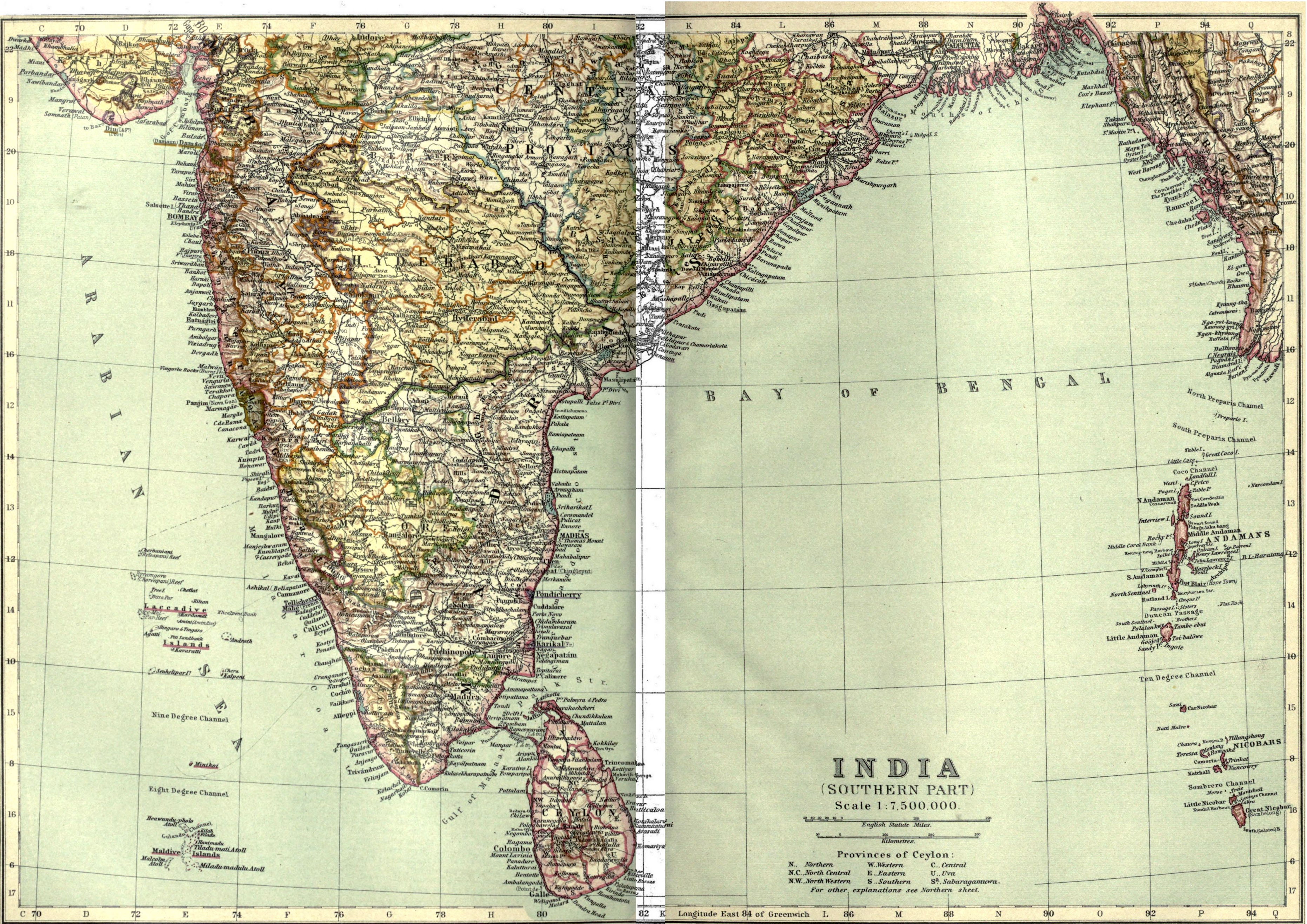
ساحل مليبار عام 1911 (في المنطقة الجنوبية الغربية من الخريطة)
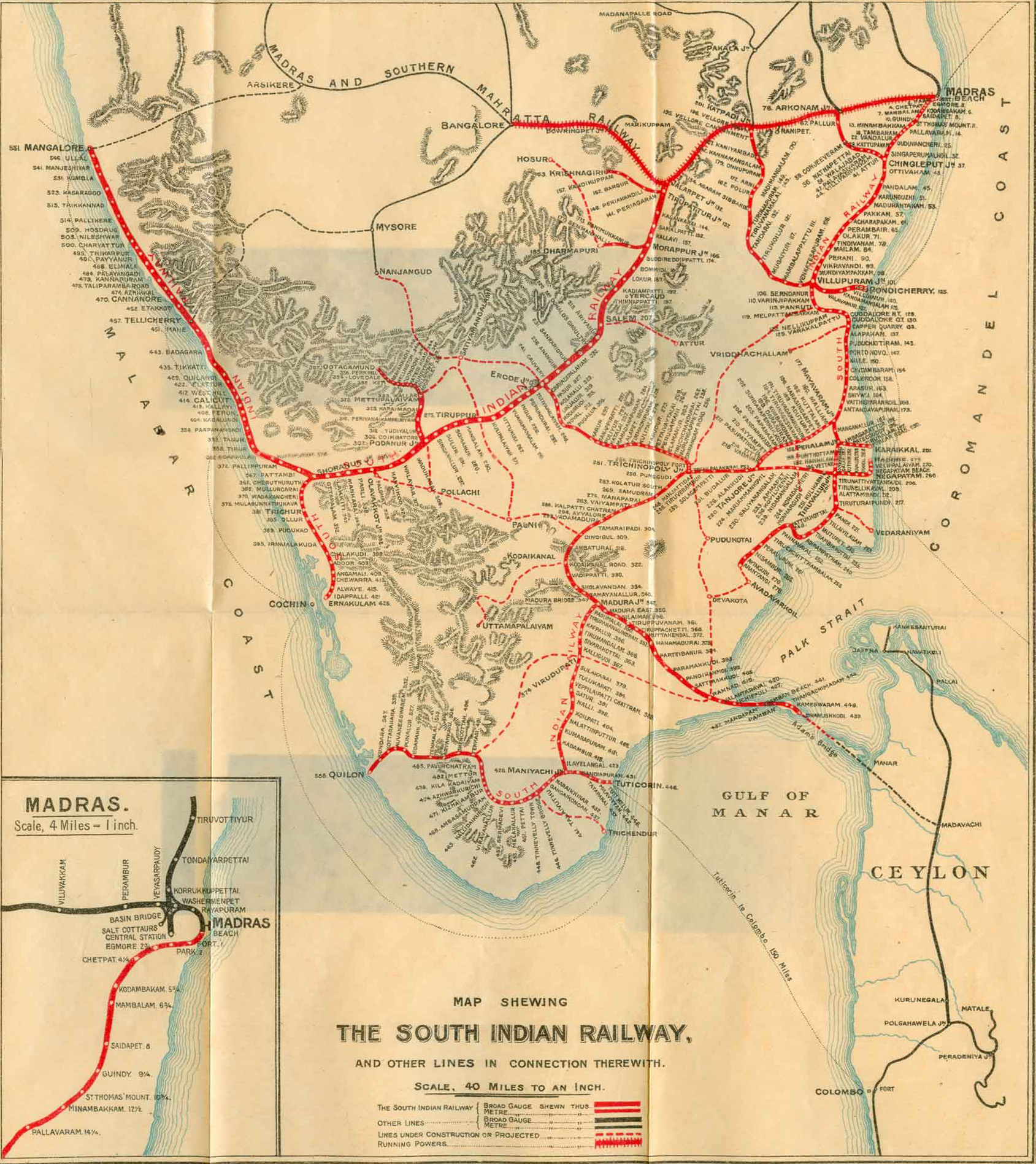
خريطة سكة حديد ساحل مليبار مأخوذة من الدليل المصور لسكة حديد جنوب الهند ، طبعها Hoe and Coat the 'Premier Press' ، Madras ، 1913
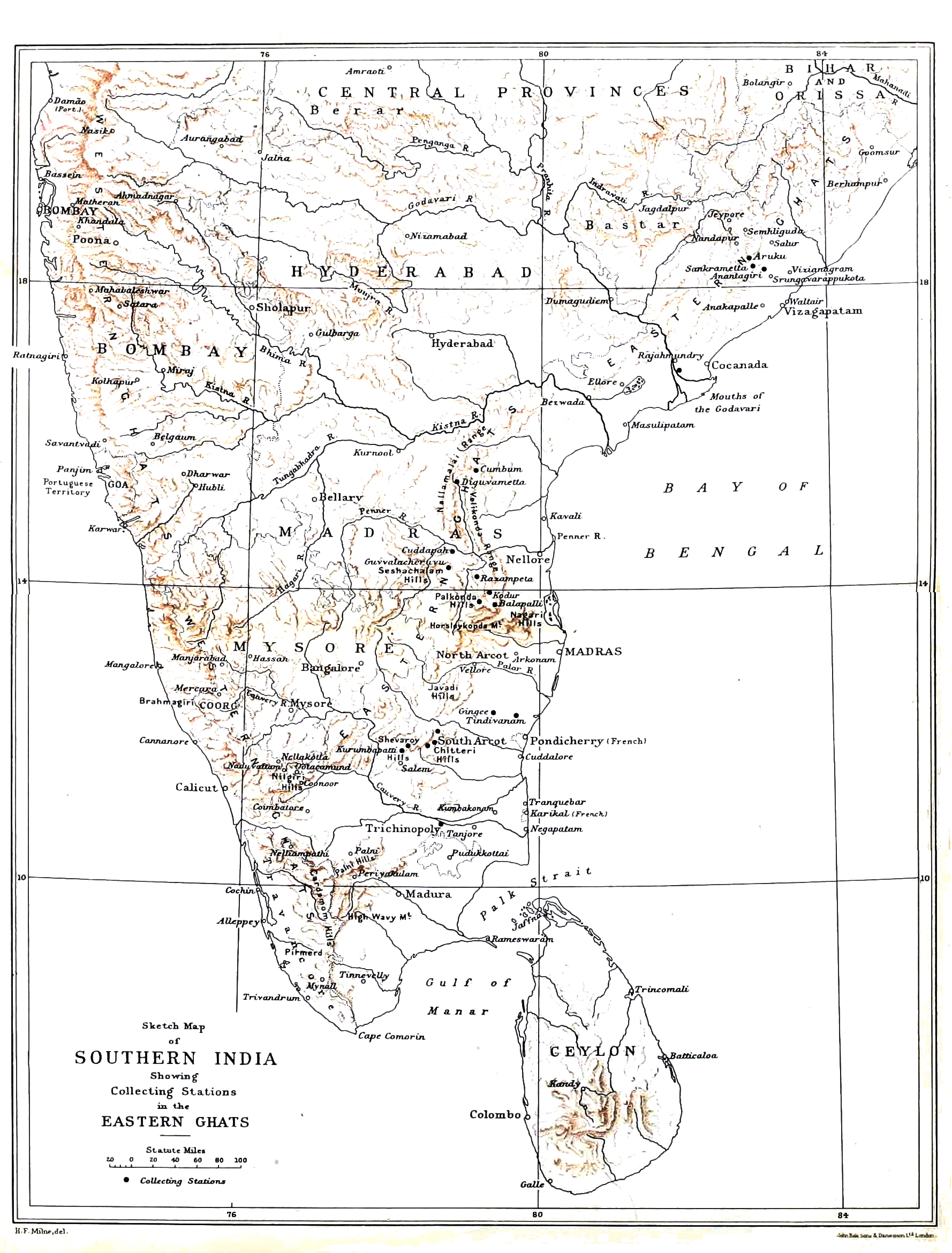
1932 خريطة ساحل مليبار